# オショー・ラジニーシ
オショー・ラジニーシ（Osho Rajneesh、和尚ラジニーシ）、アーチャリヤ・ラジニーシ（Acharya Rajneesh、ラジニーシ先生）、バグワン・シュリ・ラジニーシ（Bhagwan Shree Rajneesh）（誕生時 チャンドラ・モハン・ジャイン（Chandra Mohan Jain）1931年12月11日 - 1990年1月19日）は、インドのゴッドマン、哲学者、神秘主義者、新宗教運動もしくは代替宗教運動のオショー＝ラジニーシ運動（ORM：Osho Rajneesh Movement、ラジニーシ運動）、ラジニーシズムの創始者。オショー（Osho、和尚）とも。彼がオショー・ラジニーシまたはオショーに改名したのは最晩年である。便宜的に記事内ではオショー・ラジニーシと表記する。
彼と、彼が率いた教団・運動について述べる。

## 概要

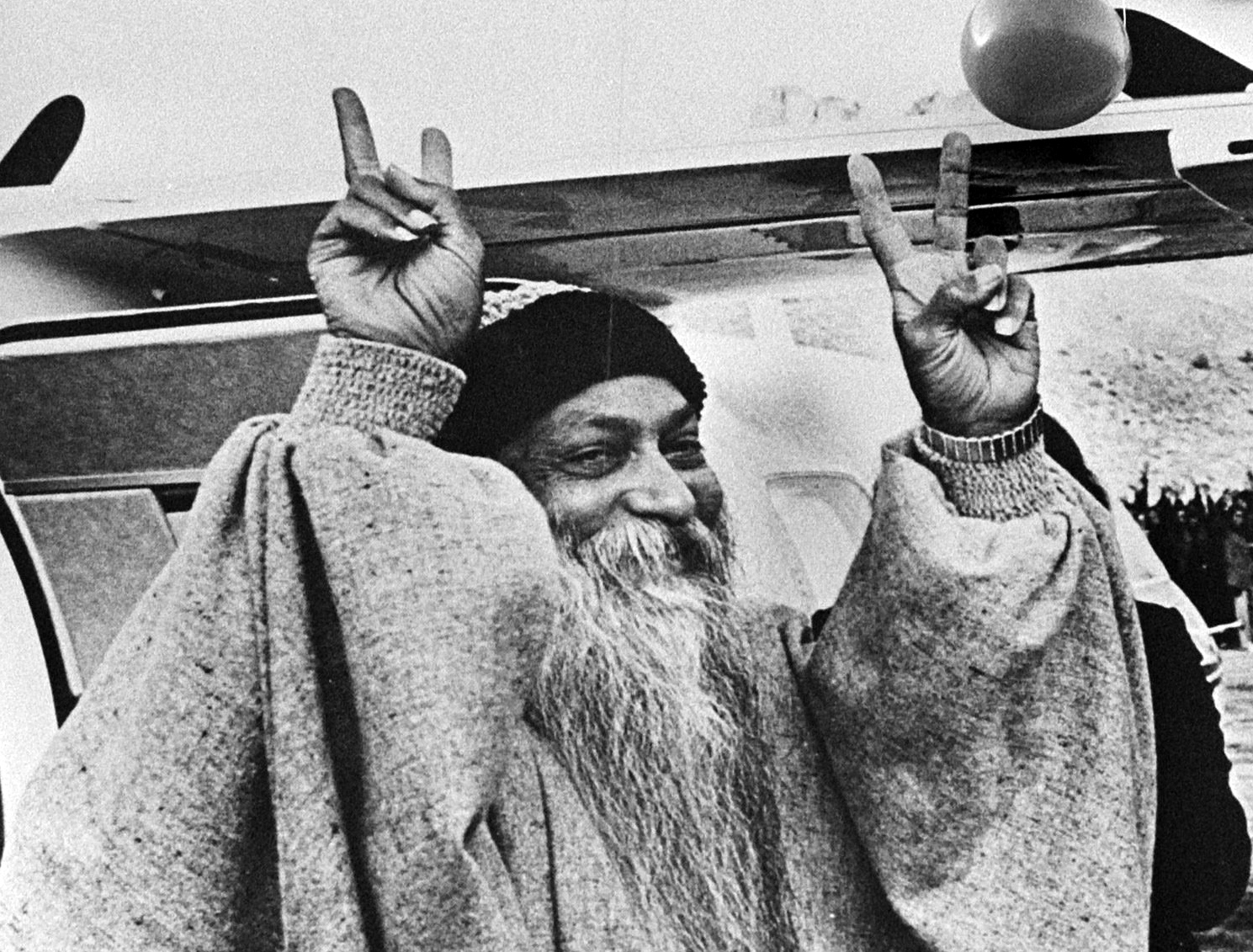

東洋の神秘主義・個々人の勤行・性的自由を折衷的に説いたインドのスピリチュアル指導者である。新宗教運動の指導者として生涯物議を醸した人物で、組織化された宗教を否定し、霊的経験はいかなる宗教教義の体系にもまとめ上げることはできないと主張した。グルとして多くの弟子を取り、人間の霊的な面を体験できるよう設計したダイナミック瞑想と呼ばれる独自の瞑想を教えた。伝統的な禁欲的な修行を否定し、サンニヤーサ（放棄）の考えを禁欲主義ではなく無執着の観点から再解釈し、信奉者たちに、この世に執着することなくこの世を完全に生きることを提唱した。性欲を受け入れ解放し人間に深い自由をもたらす唯一のスピリチュアルな道としてタントラを推奨し、タントラを性にフォーカスして再解釈し（ネオタントラ）、セックスが超意識に至る手段になりえると説いた。性愛に対して革新的な態度を表明したことで、1960年代後半にインドで論争を巻き起こし、「セックス・グル」として知られるようになった。
青年期にインドで活動する様々な宗教者を訪ねては洞察を得て、ジャバルプール大学で哲学を学び、1960年に同大学で教えるようになり、教授になった。1953年に21歳でスピリチュアルな目覚め（宗教的経験）をして悟りを得たと語っており、大学で数年間活動した後、1966年にジャバルプール大学の職を辞め、インド中を旅し、インド各地で講話（プラヴァチャン、口頭でのパフォーマンス）を始め、主流宗教の正統性や、主流の政治イデオロギーやマハトマ・ガンディーの正統性を声高に批判する人物として知られるようになった。ジャイナ教、ヒンドゥー教、ユダヤ教のハシディズム、タントラ、道教、イスラム教のスーフィズム、キリスト教、仏教などの主要な伝統宗教、多様な東洋や西洋の神秘家、ウパニシャッドやシク教等の聖典について語り、すべての組織宗教は形骸化しているとして痛烈に攻撃し、宗教的戒律は人間を鋳型にはめてしまうものだと非難した。彼はイギリスからの独立を果たした20世紀のインドにおいて、最も論争の的になった人物であると言われる。
1970年にムンバイに滞在し、弟子達（ネオ・サニヤシンまたはサニヤシンとして知られる）に教えるようになった。この時期、ラジニーシは自身のスピリチュアルな教えを広げ、世界中の宗教的伝統、神秘主義者、バクティ詩人、哲学者たちの著作について幅広くコメントした。1974年にプネーに移転してアシュラム（道場）を設立、欧米人の弟子がますます増え、アシュラムではヒューマン・ポテンシャル運動発の方法を取り入れた多様な個人セラピーやグループ・セラピー、ニューエイジのヒーリングの多様なプログラムが提供された。西洋の先進的なセラピーと東洋の修行法を並列的に扱って統合し、数多くのセラピーや瞑想法を創始し、精神世界のカリスマ的存在として多くの欧米人、特に先進資本主義国の若者を引き付けた。運動の中心はカウンターカルチャーの影響を受けた西洋人になり、以降オショー＝ラジニーシ運動はニューエイジの文脈で見られている。欧米人の参加者が増えたことで、彼らがもたらしたヒッピー文化を色濃く反映していった。
アシュラムでは悟りを目指してかなり実験的なセラピーが行われており、1970年代にアシュラムで行われたほぼ全てのセラピーでは全裸になることが求められ、グループ・セラピーでは暴力が許されることもあり、セックスも行われていた。こうしたグループ・セラピーにおけるヌード、セックス、暴力は、オショー＝ラジニーシ運動の評判を悪化させ、1980年代半ばまで運動は乱交で悪名高かった。著しいメンバーの増加でオショー・ラジニーシは少数の弟子以外と個人的に接することが難しくなり、アシュラムの制度化が加速し、健康状態の悪化もあり、1970年代中頃から組織運営から徐々に身を引き、数人の西洋人サニヤシンが中心となって運営した。オショー・ラジニーシの偶像破壊的な教えやヒンドゥー教に対する度重なる攻撃、アシュラムでのラディカルで強烈な実験等により、インド社会・インド政府との軋轢は激しくなっていった。オショー＝ラジニーシ運動は、設立後数年で世界中から何千人もの信者を集め、何百万ドルもの資産を蓄えた。1970年代後半になると、モラルジー・デーサーイー首相のジャナタ党政権と運動との間には緊張が生じ、アシュラムの発展は抑制され、非営利団体であるにも関わらず約8千万ドルもの巨額の収入があることから、政府は財務状況の調査を行い非課税資格を取り消し、推定500万ドルの追徴課税を行った。1970年代後半が運動のピークで、これ以降正式な会員数は減少している。
1981年に活動の中心をアメリカに移し、オショー・ラジニーシらはオレゴン州ワスコ郡アンテロープ近郊に移住し、廃墟だった牧場を購入し、砂漠の只中に巨大なユートピア共同体ラジニーシプーラム建設を計画した。1980年代からは、グループ・セラピーにおけるヌード、セックス、暴力は禁止されるようになった。
プネーのアシュラムではスピリチュアリティとグローバル資本主義の融合が見られたが、こうした宗教とビジネスの融合は、アメリカでさらに大胆に推し進められた。オショー＝ラジニーシ運動はスピリチュアルで商業的な企業へと急速に発展し、（表向きは教団から独立した）世界各地の多数の宗教的・世俗的企業が相互に結び付いた、広大で流動的、柔軟なネットワークからなる複雑な企業の複合体となった。1983年の教団の小冊子では、オショー＝ラジニーシ運動の教えは「ラジニーシズム」と呼ばれ、弟子たちがオショー・ラジニーシの教えを正確に反映することを目指し現在進行形で創る「宗教」であるとされた
ラジニーシプーラムは有機農業などを行う先進的な社会実験として始まり、活動開始からわずか4年で事業としては目覚ましい成功を収めたが、近隣の地方自治体と対立し、次第に全体主義的な特徴を持つようになり、厳しく統制された非常に偏執的なコミュニティになり、多くの犯罪行為に手を染め、短期間で壊滅した。運動は元々緩やかなネットワークだったが、オショー・ラジニーシ自身もその流れを容認する形で、組織の中央集権化と制度化の流れが進み、確固としたヒエラルキーを持つ宗教組織に変わっていった。
ラジニーシプーラムの永住者は全ての財産をコミューンに寄付し、長期滞在者はコミューンにお金を払い、様々な労働に励み、近隣住民と日常的に交流のない孤立した生活を送った。オショー・ラジニーシの急進的な世界観だけでなく、メンバーが周辺住民に対し意識変容を目指すことを自負して上から目線で接したこと、近隣のアンテロープの町を実質的に乗っ取りラジニーシプーラム市に組み込んだこと、司法分野への進出を試み、全米から1500名のホームレスを集め選挙工作をしようとしたこと等から、地元住民とのトラブルが絶えなかった。オショー＝ラジニーシ運動は世界的に中央集権化と標準化が進められ、各国に大きなコミューンが作られ、オレゴンのスタッフから各地のメンバーにラジニーシプーラムへの寄付が強く求められた。コミューンに参加せず社会生活を送っていた者は教団ヒエラルキーの下位に置かれ、「明け渡し（サレンダー）が足りない」と批判され、世界中で半数近くがこの時期に運動から離脱している。
ラジニーシプーラムはワスコ郡の住民や州政府と対立し、コミューン建設や継続的な開発に関する法廷闘争が相次いで拡大は阻害された。オショー・ラジニーシの個人秘書マ・アナンド・シーラ達側近の高弟たちは、1984年にワスコ郡の選挙結果を望むようにしようと、サルモネラ菌を地元のレストランに散布して集団食中毒を起こし（アメリカ初のバイオテロであるラジニーシ教団によるバイオテロ事件。被害者約750名、うち45名が入院）、1985年にチャールズ・H・ターナー連邦弁護士に対する暗殺計画を立て（未遂に終わった）、オショー・ラジニーシの主治医スワミ・デヴァラジ（ジョージ・メレディス）の殺人未遂を行い、既知のものでは最大の違法盗聴事件や、教団に不利な裁判記録を隠滅するための公共施設の放火、麻薬の密輸、アメリカにおける最大の移民詐欺事件などの数々の犯罪行為を行った。オショー・ラジニーシは1985年に地元当局にシーラ達側近に対する捜査を求め、その後、シーラを含むアシュラムの弟子数名に有罪判決が下された。1985年に彼は司法取引を行い、別の移民詐欺の容疑でアメリカから国外に追放された。その後21カ国に入国を拒否され、世界を放浪した。ラジニーシプーラムの成功と破滅は、高尚な人物が矮小化し没落する物語として、長い間一般大衆の娯楽となってきた。
最終的に1986年にインドのムンバイに戻り、弟子の家に6ヶ月間滞在し講話を再開した後、1987年1月にプネーに戻り、アシュラムを復活させた。インド帰国後は、サニヤシンのグルへの無条件の服従や全面的コミットメントの傾向を解消し、宗教の脱制度化を進める方向に転換していき、オショー＝ラジニーシ運動のセクト的な特徴は徐々に薄れ、アメリカ時代の中央集権的な体制・大規模な国際的コミューンから、小規模なグループが各国に点在し各瞑想センターが独自に展開する、初期のインド時代と似た状況に変わっていった。
プネーのアシュラムは1980年代後半から1990年代前半にかけて大きく変化し、共同体的な雰囲気を持つ素朴なアシュラムから、多くの短期滞在者を受け入れる瞑想と自己発見のための高級リゾート、多様なサービスを提供する世界的なスピリチュアル・センターへと急速に変化・拡大し、年配のサニヤシンたちはアシュラムを離れ、世界の他の地域へと散って行った。コミュニティのリーダーシップにも重要な変化があり、オショー・ラジニーシは1989年に、ジェイエシュ（マイケル・オバーン）、アムリト（ジョージ・メレディス、旧サニヤシン名スワミ・デヴァラジ）、アナンドを中心とする21人の弟子からなる「インナーサークル」と呼ばれる委員会を設立し、彼らが運営の実務を担った。彼はインナーサークルの活動を推進し、自身の思想を普及させ、統治機構を発展させた。
オショー・ラジニーシはプネーのアシュラムで1990年に死去した。死後信奉者たちは、彼が政府の陰謀の犠牲者だという確信を持ち、その無実を主張し、運動を継続した。彼の死後運動は安定し、数年間で彼は「驚くべき神格化」を遂げ、人気を高めたと言われる。
世界中で行われているオショー・ラジニーシの教えの実践の多くは、現在もネオタントラと性愛に重点を置き続けている。彼の教えは欧米のニューエイジの思想に影響を与えた。
プネーのアシュラムは現在、OSHOインターナショナル・メディテーション・リゾートとして知られる。宿泊料や各種コースの料金は上昇し、宿泊者の数は減っていき、2016年時点で少数の富裕層向けの施設となっている。プネーのOSHOインターナショナル・メディテーション・リゾートと、彼の著作権を管理し講話録を出版するOSHOインターナショナル財団は提携関係にある。プネーのリゾートは今日非常に人気があり、毎年何十万人もの訪問者があり、講話録も世界中で大量に出版され続けている。
彼の死以降、運動は何度も自ら再定義を繰り返し、より包括的な方向へ進んでいった。運動は彼の役割を再定義し、悟りへの架け橋を「オショー・ラジニーシの教えへの『明け渡し（サレンダー）』で自我（エゴ）を消滅させること」から「瞑想で自我を消滅させること」に変更する等、教えの中心要素をリフレーミング（再構成）し、運動の目的を再定義し、運動の歴史を選択的に再解釈して過去の悪評や問題から距離を取ることで、部外者から問題視されることを避け、勢いのある文化的勢力となった。1970年代後半以降、運動は会員数、資産の蓄積、社会的影響力という点で成功してはいないが、現在はプネーの教団（リゾート）を中核に、関連センター、運動とつながりのある自己啓発ビジネス、彼の影響を受けたスピリチュアル教師、スピリチュアル市場の顧客の輪が広がっている。彼の死後、運動の権威はプネーの教団（リゾート）から分散した。アシュラムやコミューンでフルタイムで生活し人生を捧げるスタイルは廃れ、世界各地に緩やかにつながるセンターが点在し、センターや個人の家に集まる分散型モデルに移行した。21世紀初頭時点で、60か国以上に約750のセンターがあった。人々はプネーのリゾートや各地のセンターで短期間スピリチュアルなリトリートを体験し、日常に帰っていく。
運動の中でも、彼という人間と彼の教えの扱いには温度差がある。OSHOインターナショナル財団は、彼という人格ではなくその哲学を熱心に宣伝しているが、彼という人間に強い敬意を持つグループもあり、最近の熱心なメンバーには、運動の中心的存在として彼が引き続き必要なのか疑問を持つ人もいる。
運動は自らの成功を、規模や人数ではなく世界規模の文化的影響力と解釈するようになり、再構築された教えは人々を引きつけ、インターネット上でコミュニケーションが続けられ、プネーの教団（リゾート）は運動に資金提供する何千人もの顧客を引き付けた。運動は裕福で才能のあるメンバーを集めることに成功しており、特権階級のサニヤシン達は社会に影響力を持ち、運動は激しい政治的弾圧を受けることなく真面目に受け止められ、国際的に活動し続けている。現在世界中で活動しているサニヤシンと献身的な参与者は8,000人未満だが、洗練されたコンピューター・ネットワークで結びつき、幅広い市場の神秘主義の消費者にスピリチュアルな商品を届け、小グループで定期的に集まっているため、その数よりも大きな影響力を持ち続けている。
オショー・ラジニーシは生前、インドのスピリチュアルな伝統である瞑想に著作権や商標を適用し独占しようとすることを批判したが、彼の死後、彼の瞑想や著作（講演録）は速やかに著作権で保護され、「Osho」は商標登録され、使用権と利益をめぐる様々な争いにつながった。OSHOインターナショナル財団（OSHO International Foundation、OSHOインターナショナル・ファウンデーション。旧ラジニーシ・インターナショナル財団）が、関連するすべての知的財産権の保有を主張し管理していたが、1990年代後半には、対立する派閥がオショー・ラジニーシの著作物に対するOSHOインターナショナル財団の著作権の保有と、資料の出版や再版に対するロイヤルティー（使用料）請求の有効性に異議を唱えた。オショー・フレンズ・インターナショナル（Osho Friends International：OFI）がOSHOインターナショナル財団を訴え、このアメリカでの法廷闘争は10年近くに及んだが、OSHOインターナショナル財団が提出したオショー・ラジニーシの遺言状に偽造の疑いが生じ、遺言状は取り下げられ、控訴は棄却。2009年1月に、OSHOインターナショナル財団がアメリカで保有していたOshoという商標は無効となった。今日多くのサニヤシンは、インナーサークル、特にジェイエシュとアムリト（ジョージ・メレディス）に対し、彼らがオショー・ラジニーシの遺産を単なるビジネスと化し、共同体の富を私利私欲のために流用していると激しく非難している。こうした批判や告発、訴訟は、インド国内だけでなく世界中のサニヤシンたちのスピリチュアルな生活や士気に影響を与えており、プネーのアシュラム（リゾート）やその周辺の街の雰囲気は、かつての陽気で祝祭的なものから著しく悪化したと言われるが、彼のメッセージとはほとんど関係がない問題だと考える信奉者もかなり多い。

## 来歴

### 幼少期・青年期: 1931年-1950年
オショー・ラジニーシは1931年12月11日に、中央インドのマディヤ・プラデーシュ州ラーイセーン県のクチワダという小さな村で、ジャイナ教徒の布商人の11人兄弟の長男チャンドラ・モハン・ジャインとして生まれ、ラジニーシというあだ名で呼ばれていた。彼は病弱な子供で、天然痘と喘息で死にかけたことがあった。生家の宗教はジャイナ教の小宗派ターラン・パンタ派で、この宗派は、16世紀のディガンバラ派（裸行派）の出家者で、偶像崇拝を否定し、無形の神（アートマン）への個々人の深い帰依を説いた開祖ターラン・スヴァーミーにちなんで名付けられた。ジャイナ教は仏教と密接な関係のあるインドの宗教であり、そのため彼は、インド社会の主流であるヒンドゥー教の枠組みの外で、様々な哲学を統合する伝統の中で育った。
両親バブラル・ジャイナとサラスワティ・ジャイナは、彼が8歳になるまで母方の祖父母と一緒に暮らすことを許し、彼自身の説明によると、祖母は彼に最大限の自由を与え、教育や制約を押し付けず気楽に育ててくれたため、これが彼の成長に大きな影響を与えたという。祖母は彼を「ラージャ」（王様）と呼び、王様のように扱われていた。
7歳の時に祖父が亡くなり、両親と一緒に暮らすためにガダルワラへ移った。祖父の死は深い心の傷となり、死に魅了され、幼少期から青年期にかけて死への執着が続いた。子供時代、他者が死に直面するのを観察することに魅了されていたと言われ、死にゆく人と共に過ごしたり、火葬場に向かう葬列に付いていったり、また、危険な洪水の川に飛び込むなど、自身を命の危険にさらしたことも知られている。のちに、前世でほぼ悟り（enlightenment）に達していたが、現世では完全な悟りを開く7年前の14歳の時に、初めて悟りを体験したと主張している。
1947年には愛する幼なじみのガールフレンドが腸チフスで死去し、数年間深い鬱状態に陥った。
彼は自身の子ども時代を、甘やかされ、孤独で、気難しい子供だったと誇らしげに語っており、宗教的、教育的な人物の権威に頻繁に挑戦していたという。伝記作家のヴァサント・ジョシによると、「彼の学校時代は、あらゆる権威に対する反抗の時期であり、ギャングを組織して村を恐怖に陥れ、他人を命の危険に誘導したり追い込むような、無謀な『実験』を行っていたと語られている。」。学校では、彼は才能豊かで反抗的な生徒であり、討論が上手だと評判だった。伝統的な宗教に批判的になり、呼吸の制御、ヨーガの練習、瞑想、断食、オカルト、催眠など、意識を拡張するための多くの方法に興味を持っており、ヴァサント・ジョシによると、幼い頃から幅広く本を読み、少年時代にはスポーツもしていたが、主に読書を好んでいた。カール・マルクスとフリードリヒ・エンゲルスの共産主義の本に興味を持ち、共産主義者とみなされて退学の脅しを受けた。ヴァサント・ジョシによると、彼は友人の助けを借りて、共産主義の本をメインにした小さな図書館を作った。また叔父のアムリトラルによれば、共産主義イデオロギーと宗教への反対について定期的に議論する若者のグループも結成した。
彼は後に次のように語っている。「私は幼いころから共産主義に興味を持っていた。共産主義の文献…私の図書館の蔵書で欠けているものはなかっただろう。1950年以前の本には、すべて署名と日付を記した。私にとって知的世界への最初の入り口だったので、細かいところまで鮮明に思い出される。最初は共産主義に深く興味を持っていたが、それが死に体であることがわかり、アナキズムに興味を持つようになった。アナキズムもロシアの現象だった。クロポトキン公子、バクーニン、レフ・トルストイ。この3人はみなアナキストだった。世界には国家も政府も存在しない。」
短い間社会主義に関わり、インド国民軍、民族義勇団という2つのインド民族主義組織に参加したが、形式的な規律、イデオロギー、システムに従うことができなかったため、これらの組織での活動は短期間で終わった。

### 大学時代・講演活動：1951年-1970年
19歳でジャバプールのヒトカリニ大学（Hitkarini College）で学び始めたが、講師と衝突した後すぐにD・N・ジャイナ教大学（D. N. Jain College）に転校した。大学では哲学を専攻したが、彼自身が後に回想しているように、たとえ戯れにでも、問題を引き起こしたり、教官に論争を吹っ掛けることに必然性を感じており、非常に問題児だったようである。好んで場を掻き乱すため、授業には出ずに試験を受けることだけを求められ、空いた時間を使って地元の新聞社で編集助手として数ヶ月働いた。生家の宗教であるジャイナ教ターラン・パンタ派のコミュニティが毎年ジャバルプールで開催するサルヴァ・ダルマ・サムメラン（すべての信仰の会合）で演説するようになり、1951年から1968年まで参加した。両親からは結婚するよう言われていたが、逆らっていた。
後に1971年にグルとして活動をするようになってから、独立後インド社会が様々な社会的・宗教的対立に苦しんでいた1950年代初頭の1953年、大学時代に、彼の最初の大きなスピリチュアルな変容があり、悟りを開いたと語っており、それは次のようなものである。彼自身が語るところによると、クリシュナ、仏陀、マハーヴィーラ、イエス・キリスト、ヴェーダ、コーランなど、どの教えも確かな根拠を与えてくれるものとは思えず、彼はスピリチュアルな危機、一種の「魂の闇夜」の中で精神的な迷路に陥った。本人曰く「気が狂ったも同然」「完全な暗闇」の状態となり、何日も空腹や渇きを感じることもなく、朝夕5マイルから10マイルも走り続け、困惑した両親は、アーユルヴェーダ医や宗教家などの元に連れて行った。彼はついに完全な絶望に陥り、あきらめて激しい肉体的苦行をやめ、それから7日目の1953年3月21日、ジャバルプールのバーンヴァルタルの庭園の樹の下に座っている時に悟りの体験があり、エネルギーがあらゆるところから湧き上がり、彼の中で弾け、気が狂いそうな至福に浸るエクスタシーの体験をし、仏陀が言う無我、自我の喪失・自己の消滅、再生を体験したという。伊藤雅之は、「人間の意識の最終的な段階に達し光明（悟り）を得たという」と表現している。
この体験の後も学業を続け、1955年にD.N.ジャイン・カレッジで哲学の学士号を取得した後、サガル大学に入学し1957年に哲学の修士号を取得した。ラーイプルのサンスクリット・カレッジで哲学を教え始めたが、すでに物議を醸す人物として広く知られており、「生徒の道徳、人格、宗教を破壊する」等と批判され、同僚の教師や上司を敵に回したが、むしろ「危険な男」というイメージを積極的に受け入れ、過激で挑発的で因習を打破する、斬新で独創的な教師としてふるまい活動した。彼の講義が大きな論争を巻き起こしたため、1958年にジャバルプール大学の哲学教授となった。1960年に教授に昇進。人気教師となり、田舎町での不十分な教育というハンデを克服した非常に知的な人物だと仲間から認められていた。
大学の仕事と並行して、インド全土を巡って講義を始め、挑発的で物議を醸す面白い講師というスタイルを磨き、欧米で台頭していたカウンターカルチャー運動を反映し、独自のインド版カウンターカルチャー革命、因習打破の教えを作っていった。彼の発言は物議を醸したが、裕福な商人や実業家を含む多くの忠実な支持者を獲得することにもなった。彼らはスピリチュアルな発達や日常生活に関する個別相談を行い寄付をした。インドでは学識ある人や聖職者に個人的に相談しアドバイスを求めることは一般的なことだが、彼のクライエントの急激な増加は、並外れたスピリチュアル・セラピストだったことを示唆している。スピリチュアルな指導者としての役割を示すアーチャリヤ（教師または教授）・ラジニーシ（子どもの頃のあだ名）という名前を使い始め、講演、瞑想キャンプの開催、裕福なクライエントのカウンセリングで生計を立て、その活動は雪だるま式に拡大していった。
1964年に、ラジャスタンの丘陵地帯にあるムチャラ・マハヴィールで、朝と夕方の瞑想、講話、質疑応答のセッションで構成された最初の10日間の瞑想キャンプ（リトリート）を開催し続いて、全国各地でさらに多くのキャンプが開催された。1965年には、4人の裕福なジャイナ教徒の商人によって、ムンバイに「生命覚醒センター」が設立され、彼の説教ツアーやキャンプを企画し、その教えを雑誌、パンフレット、ヒンディー語の講話やその英訳の小冊子といった形で宣伝した。運動は当時、生命覚醒運動（Jivan Jagruti Andolan）として知られていた。
またこの頃に、初期の弟子の中で最も重要な人物ラクシュミー・タカルシ・クルワ（マ・ヨーガ・ラクシュミー）が加わった。彼女は、インドの初代首相ジャワハルラール・ネルーや、四代目首相のモラルジ・デサイ、その他の政治家と密接な関係を持つ国民会議党の大物支持者の年若い娘で、広い人脈を持っており、講演するオショー・ラジニーシに一目惚れした様で、最初の本当の「グルーピー」だった。彼女は組織のトップと個人秘書を兼ねたビジネスマネージャーとなった。初期のもう一人の重要人物が、アメリカのニュージャージー州の学校に通い、裕福なアメリカ人の夫がいたシーラ・パテル（のちマ・アナンド・シーラ）で、夫も運動に加わったため、多額の資金を運動にもたらした。
オショー・ラジニーシは高校時代に社会主義に興味を持っていたが、経済システムとしての社会主義に次第に幻滅していき、1960年代後半までに、社会主義の知的基盤と、現代インドにおける社会主義の社会的・経済的・倫理的影響に対する非常に厳しい批判、マハトマ・ガンディーへの批判、反ガンジー主義に発展した。彼の経済への態度は、グローバル資本主義の積極的推進・反社会主義であった。1969年の講演では、社会主義は資本主義の究極の結果であると言え、資本主義そのものが社会主義をもたらす革命だと語っている。インドでは社会主義は避けられないが、50年後、60年後、70年後には、インドはまず富の創出に力を注ぐべきだと確信していると述べた。社会主義は貧困だけを社会化すると主張し、マハトマ・ガンディーを貧困を崇拝するマゾヒスト反動主義者と評した。インドが後進国から脱却するために必要なのは、資本主義、科学、近代技術、そして避妊であると語った。彼は資本主義と社会主義を正反対のシステムとは考えず、どの国も資本主義経済をまず構築するべきで、そうせずに社会主義を語るのは悲惨なことだと考えていた。
インドの正統派の宗教は空虚な儀式で満たされ、地獄行きの恐怖と祝福の約束で信者を抑圧していると批判し、全ての組織化された宗教は物質世界を拒否するという点で死んでおり、生命を否定し、倒錯していると非難するようになった。インド各地で講演し、「すべての行為や感情を抑圧することなく、ありのままの自分を受け入れ、瞬間、瞬間をトータルに覚醒することが必要である」と説き、全ての組織宗教を激しく批判した。
彼は規模の大小を問わずどこでも講演を行い、5-10万人の聴衆相手に話したこともあると主張している。生家の宗教であるジャイナ教に反発し、その禁欲的な伝統をマゾヒスティックと呼び、ジャイナ教が性欲を抑圧していると考え、性欲の重要性を強調した。彼の公開講座はより過激になり、主流の政治や宗教を批判し、よりオープンで自由な性愛を提唱した。講演者として広く知られるようになり、しばしば物議を醸した。1966年に物議を醸す講演ツアーを行った後、1966年に大学当局の求めでジャバルプール大学の職を辞した。ハリー・エーヴリングは、副学長が辞職を求めた理由は、彼が頻繁に仕事を休んでいたためだろうと述べている。
セックスが超意識に至る手段になりえると主張し、1968年の一連の講演（後に『セックスから超意識へ』というタイトルで出版）で、セックスをより自由に受け入れるよう呼びかけてヒンドゥー教の指導者を憤慨させ、インドのマスコミから「セックス・グル」として知られるようになった。この講演は性の「神的な」性質に焦点を当てており、彼の悪名を高めたが、内容は箍の外れた官能への誘いというわけではなく、セックスは「愛の出発点」であり、自己超越の最初の片鱗だということをオープンに正直に受け入れるべきだと主張し、セックスを不届きな「罪」の行為として非難することに反対した。1960年代後半以降の彼の講話には性的なテーマが一貫して含まれており、セックスというテーマは挑発的で独自性があり、新たな信者を引き寄せるポイントとなった。また、瞑想の実践や、音声テープ・ビデオの講話の重要なテーマになった。
インド哲学の要素と、ポスト・フロイト派の精神分析、生体エネルギー論、西洋の神秘家・哲学者ゲオルギイ・グルジエフの折衷的な神秘主義等といったヨーロッパの心理学から導入したアイデアの融合をさらに進めていき、1960年代後半までに、人間が自分の身体的、霊的・精神的、感情的なプロセスを観察することを容易にするアクティブな瞑想エクササイズとして、ダイナミック瞑想のシステムを開発し始めた。
1969年に第2回世界ヒンドゥー会議に招かれた際に、一部のヒンドゥー教指導者の懸念にもかかわらず、「人生を無意味で悲惨なものと考え、生命への憎悪を教える宗教は、真の宗教ではない。宗教は人生を楽しむ方法を示す芸術領域（アート）である」と発言して再び物議を醸した。ヒンドゥー教の下層カーストのシュードラと女性の扱いを動物の扱いと比し、上位カーストのバラモンを利己心で動いているとみなし、ヒンドゥー教の尊敬される最高指導者であるプリーのシャンカラ・アーチャリヤを挑発した。シャンカラ・アーチャリヤは講演を中止させようとしたが叶わなかった。
彼の教えはほとんどのインド人にとって非常にショッキングだったが、一部の人にとってはかなり魅力的だった。口コミや、時折メディアで彼の才能に触れられたことで、1960年代後半から1970年代前半に、欧米人が彼の瞑想キャンプにやって来るようになった。

### ムンバイ: 1970年 – 1974年
1970年頃まで、オショー＝ラジニーシ運動はさほど組織化されておらず、彼は一思想家であり、講演を聞きに来る人も弟子ではなく聴衆だったと言える。1970年代から活動が宗教的色彩を帯びるようになり、思想家・講演者からグルへと移行し、聴衆の一部が弟子になり、正式にイニシエーションを授けて出家させ、弟子を取るようになった。
1970年初頭の公開瞑想イベントで、非常に速い呼吸と音楽とダンスによる祝祭を伴うダイナミック瞑想を、始めて披露した。6月末にジャバルプールを離れ、ムンバイに向かい、1970年9月26日に最初の弟子を取り、彼がネオ・サニヤシンと呼ぶ弟子たちの集団を作っていった。マ・ヨーガ・ラクシュミーが彼が定住するための資金を集め、1970年12月にムンバイのウッドランズ・アパートに移り、そこで講演を行った。彼はめったに旅をしなくなり、公開の集会で話すこともなくなった。
1971年にアーチャリヤの称号を止め、「バグワン」という称号に変え、「バグワン ・シュリ・ラジニーシ」と名乗り、約20年前の1953年3月21日に、光明（enlightenment）を成就させる真の「悟り（satori）」の深遠な無を体験したと公言した。「バグワン」は神や釈迦の尊称であり、悟りを開いた者や目覚めた者、神と一体化した人を意味し、ヒンドゥー教では特に創造神ヴィシュヌを意味し、「シュリ」は「聖なる」という意味であり、この新しい名称はインドの人々に衝撃を与え、反感を買うことになり、インド人の弟子の一部は去っていった。
彼のサニヤシンたちは、禁欲的な生活ではなく祝祭的な生活を送ることが奨励されていた。彼自身は崇拝対象ではなく、「花が開くように促す太陽」、つまり触媒であるとされていた。この時期のダルシャンでは、オショー・ラジニーシ自身がおのおのの弟子に修行内容を指示し、弟子からの質問に答えていた。
ラクシュミーのビジネスセンスとシーラのコネクションにより、オショー・ラジニーシは裕福なインド人だけでなく、インドのスピリチュアリティ・西洋の心理学・体制への攻撃などをミックスした彼の教えを新鮮に感じる欧米の観光客も引きつけるようになった。当時アメリカは、まだベトナム戦争の反戦デモの渦中にあり、1960年代のカウンターカルチャーは終焉を迎えつつあり、彼の教えは他のインド系新宗教運動（クリシュナ意識国際協会や超越瞑想運動など）と同様に、サイケデリック・ドラッグや過激な政治運動、その他のカウンターカルチャーの思想を試して飽き足らず、もっと永続的な自己変革の形を模索していた若者達に特にアピールした。当時の運動は、裕福なインド人ビジネスマンと、長髪でみすぼらしい服装のヒッピーやニューエイジャーが混ざり合っていた。西洋人の訪問者に対して、故郷に戻って「バグワンについてのニュースを広める」よう奨励した。
1971年に初めて英語で著作『I am the Gate』が出版された。ハーパー・アンド・ローなどの有名な西洋の出版社が講話の一部を翻訳し出版した。より多くの欧米人が弟子になり、公式の組織が作られた。欧米からの訪問者は彼のボンベイのアパートに集まり、彼は海外からの訪問者の何人かに西ヨーロッパとアメリカに瞑想センターを作らせ、西洋とのネットワークを構築した。こうした瞑想センターを通じてオショー・ラジニーシを知った欧米人たちが、インドに集まるようになった。
オショー＝ラジニーシは、イニシエーションを受けた西洋人の弟子たちに、しばしばヒンドゥー教で崇拝される神々の名前を与え、これはサニヤス (放棄の誓い) を立て、グルに自身を明け渡し、過去を捨てることによる心理的、霊的・精神的な再生を意味した。また、この頃ボンベイでは、すべての弟子にインドの伝統的な聖者の色であるサフラン・オレンジのローブを着させ、彼の写真入りロケットをつるした数珠を身につけさせたが、神々の名前と聖者の衣装というインスタントな神聖さは、その自由奔放な政治的・性的哲学と相まって、地元住民の深い怒りを買った。ムンバイ時代は瞑想のための独自の施設はなく、サニヤシン達は海岸で瞑想を行っていたが、彼らは「体内のエネルギーの流れを妨げる」として下着の着用が禁じられており、聖者の色のローブを着て、下着もつけずに海岸で叫んだり飛び跳ねたりする様は、地元の人々にとってヒンドゥー教への侮辱に感じられた。一方で、インド人訪問者の数を上回り始めていた欧米人の訪問者たちを魅了した。彼の過激な教えとその評判、インドの慣習を軽んじる何百人もの特権的な欧米人の弟子たちの存在は、地域との間に緊張を生んだが、緊張が高まることで内部の連帯が生じ、ひとつの運動として形成されていった。
ムンバイ在住時に、糖尿病、喘息、および多くのアレルギーを発症した。

### 第1期プネー 1974年 – 1981年

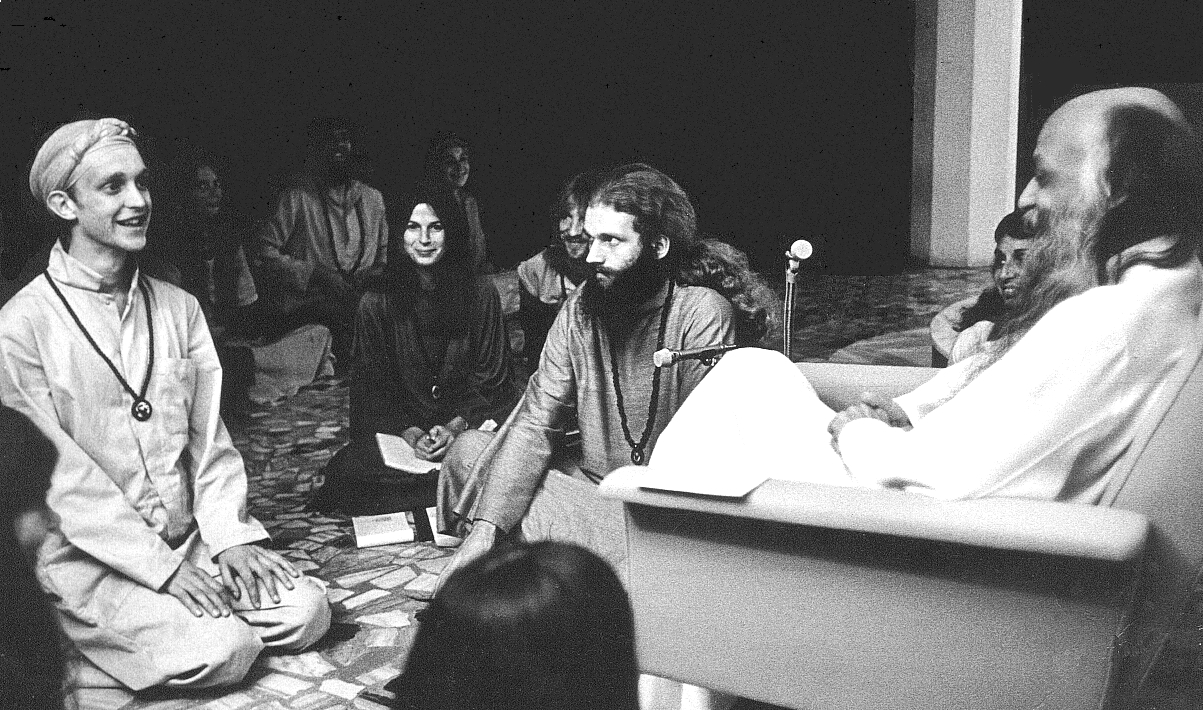
プネーにて、1977年

1974年にボンベイの南東100マイルにある高原都市プネーに本部を移した。ギリシャの海運会社の相続人キャサリン・ヴェニゼロス（マ・ヨーガ・ムクタ）の多大な支援と、長年のインド人の弟子からの追加の財政支援を受け、オショー・ラジニーシは郊外のエリート街コレガオン・パーク地区に隣接する不動産を取得し、2万平方メートルの敷地をもつシュリ・ラジニーシ・アシュラムを作った。講話は定期的に録音され、後にはビデオ録画され、書籍化され、世界中で販売され、これまでよりはるかに多くの聴衆に講話を届けることができるようになり、西洋からの訪問者の数は急増した。1975年に数人のヒューマンポテンシャル運動のセラピストが到着した後、アシュラムでは瞑想に加えグループ・セラピー（集団精神療法）が増えていき、これがアシュラムの主な収入源になった。
ムンバイでは彼に簡単に会うことができたが、プネーではこれをやめ、彼はほとんどの時間を自分の宿舎で過ごすようになった。弟子の数が増えたため、ムンバイ時代のような一対一のダルシャンは行われなくなり、グループ単位になった。午前中に講話の場所に車で出向き、夕方にはダルシャン（謁見）で小グループに会うために現れた。ダルシャンでは、弟子にサニヤス（イニシエーション）を与え、サニヤシンや訪問者それぞれと話し、サニヤシンの書面による質問に答えた。ほとんどのサニヤシンは日常的に彼に会うことはできなくなったが、アシュラムのいたるところに写真が貼られ、一般のサニヤシンが時折偶然会うことができたという噂が広まり、アシュラムのいたるところに彼の姿が見られた。夕方のダルシャンが象徴的な親近感を醸し出しており、サニヤシンたちは出立時や帰国時、また私生活に関して等、グルに質問したいことがある際にダルシャンを受けに来た。重要な訪問者や旅立つサニヤシンに小さな木箱や衣服を贈呈する習慣も、生活の中でオショー・ラジニーシの存在を継続的に感じさせた。ムンバイ時代からの弟子には、直接の対話の時間が減少したことに不満を覚える者も出てきた。
1975年頃から英語での講話が増え、アシュラムにグループセラピー（集団心理療法）を取り入れ始めた。1975年4月に、自己認識を育む方法としてエンカウンター・グループとアーサー・ヤノフの原初療法の提供が始まり、すぐにボディワーク、グループセラピー、幼少期の探求、潜在意識への働きかけ、ヴィパッサナーや座禅などの集中的な瞑想実践を含む幅広い実践が提供されるようになった。
プネーのアシュラムは、感情を掻き立てる狂乱のカーニバルのような雰囲気に包まれており、エキサイティングで強烈な場所だとみられていた。一日は午前6時にダイナミック瞑想で始まり、午前8時からオショー・ラジニーシがアシュラムの「ブッダホール」講堂で60分から90分の講話を行い、宗教的な書物について解説したり、訪問者や弟子からの質問に答えたりした。1981年まで、ヒンディー語と英語の一連の講話が交互に行われていた。日中はさまざまな瞑想やセラピーが行われ、その強烈さはオショー・ラジニーシのスピリチュアルなエネルギー「ブッダフィールド」によると考えられていた。
開設から5年間でアシュラムは成長し、スピリチュアルな師として数千人を前に講義できる瞑想ホール、小規模な講堂、ヒューマンポテンシャル運動のグループ・セラピーのための施設、診療所、衣類・ジュエリー・陶芸・オーガニック化粧品等の家内工業、レストラン、商店、教室、定住しているサニヤシン用の住宅が設けられた。演劇、音楽、無言劇（マイム）の公演も行うようになった。教団の建物は、ジーザス（イエス）・ハウス、チャンツー（荘子）・ホール、ラオツー（老子）・ハウス、クリシュナ・ハウス、ブッダ・ホールといった名前が付けられていた。アシュラムは、グループ・セラピーと個人セラピーの料金、部屋代と食事代、書籍の販売、講演会の入場料から、毎月10万-20万ドルの安定した収入を得ていた。
インドを旅していた欧米のヒッピーや、日本でいう精神世界の探究者たちがオショー・ラジニーシと出会って惹きつけられ、続いてヒューマン・ポテンシャル運動にかかわっていたセラピストたちがスピリチュアリティの新たな発展を求めて集まるようになり、欧米人のサニヤシンが大部分を占めるようになっていった。この頃からアシュラムの公式発表と現実の差が大きくなっていき、弟子の正確な数も把握しにくいが、各種調査の共通する概算では、少なくとも年間25,000人以上がアシュラムを訪問し、常時3,000人ほどが長期滞在していたといわれ、弟子たちの個人情報も制限されていたため実態はつかみにくいが、ドイツ人、イギリス人、アメリカ人が全体の半数以上を占めていた様である。第1期プネーで、オショー・ラジニーシの周辺にはコミューン的な状況が生まれた。裕福な弟子、才能のある弟子がグルの最も近くに位置し、運動は明らかに階層化されていた。
オショー＝ラジニーシ運動には様々な著名人が関わり、運動はそれをアピールしているが、中でも特に有名な1970年代のインドのヒンディー語映画界のスターのヴィノード・カンナーが、1974年に講話の音声テープをきっかけにアシュラムに出入りするようになった（後にアメリカに同行するために映画界からの引退し、その後復帰している）。インドの女優パルヴィーン・バビや映画監督のマヘーシュ・バットもオショー・ラジニーシの信奉者として知られた。また、ドイツ最後の皇帝の曾孫でハノーファー王国の王子ヴェルフ・エルンスト（ゲオルク・ヴィルヘルム・フォン・ハノーファーの息子）と妻ウィブケが娘を連れて1975年に運動に加わっている。
彼の元に集まるセラピストが増加するにつれ、今度は新しい心理学の流れに興味を持つ者の訪問も増え、様々なセラピーの一大実験場と化していった。オショー・ラジニーシは、ニューエイジャーの興味をそそる幅広い物事、セラピー、啓示に対して驚くほどオープンで、ヨーロッパとアメリカのセラピー関係者のサニヤシンは、エンカウンター・グループ、原初療法、ゲシュタルト療法、アレクサンダー・ローウェンとジョン・ピエラコスのバイオエナジェティクス、ロルフィング、ヨーガ、空手、太極拳、タロット占いまで、あらゆるものをもたらし、オショー・ラジニーシは「メソッドを持つすべての人」にピリチュアルな活動の場を提供した。
訪問者はオショー・ラジニーシに相談するか、自分の好みに応じて参加するセラピーを選択した。当時、悟りに至る手助けとして行われたセラピーはかなり激しいもので、セラピーでは全裸になることが求められ、アシュラムの初期のグループ・セラピーのいくつか、例えばエンカウンターグループ等の実験的なものでは、ある程度の肉体的暴力も許されており、参加者同士のセックスも行われていた。セラピーの詳細は外部に公開されていなかったが、ヌードやセックスを含むことは一般にも知られており、「フリーセックスと瞑想の宗教」と呼ばれていた。この頃は、地元の精神病院に収容されるサニヤシンも多かった。
エンカウンターグループのセッション中での負傷について、錯綜した報告が報道され始めた。オショー・ラジニーシのラディカルな思想や実験的なアシュラムは、多くの人々、特に先進資本主義国の若者を惹きつけたが、インド社会と運動の軋轢も激しさを増していった。
運動がピークを迎えた1976年頃には、年間3万人近くの西洋人がアシュラムを訪れ、世界規模の運動には2万5千人以上のサニヤシンが参加していた。当時の講話の聴衆は主にヨーロッパ人とアメリカ人だった。
1976年か1977年以降、運動の勧誘は停滞し、多くのサニヤシンが運動を去った。アメリカのスピリチュアル市場・自己実現の市場では競争が激化しており、欧米の経済は縮小し、エサレン協会の創始者のひとりディック・プライスのように、ヒューマンポテンシャル運動の有力者の中には、オショー・ラジニーシのグループ・セラピーにおける暴力を公然と非難した者もいた。プライスは木製の武器を持った参加者たちと8時間部屋に閉じ込められ、腕を骨折してアシュラムから出てきたという。エサレンの同僚バーナード・ガンサーはプネーでもっと上手く過ごし、瞑想とグループセラピーの写真と叙情的な文章を収録した『Dying for Enlightenment』という本を書いた。
数ヶ月の瞑想とセラピーを「卒業」したサニヤシンはアシュラムで働くことを志願でき、その環境は、ロシアの神秘家ゲオルギイ・グルジエフが1930年代にフランスで率いたコミュニティを意識的にモデルにしたものだった。グルジエフから取り入れた重要な特徴は、過酷な無給労働と不快な性格の監督者であり、どちらも自己観察と超越の機会を刺激するように設計されていた。多くの弟子は何年もそこに留まることを選んだ。
オショー・ラジニーシの伝統宗教批判、聖者の色のローブを身にまとったサニヤシン達が市街で抱き合うなど、インドの公序良俗に反するあけすけな愛情表現を行ったこと、セックスを含むアシュラムの活動、各種の犯罪行為も誘引したこと等により、プネー市民のアシュラムへの感情、宗教界における評判は悪化し続けていた。これに加えて、サニヤシンの間での薬物（幻覚剤）使用の疑惑がアシュラムの世評をさらに悪化させた。
セラピーの料金は西ヨーロッパの物価水準に合わせて設定されており、インドにおいては高額だった。アシュラムには実務に携わる上位のサニヤシンをようやく収容する程度の設備しかなく、一般信者は周囲のホテルや高級アパートに滞在していたが、これが弟子たちにとって大きな経済負担になり、第1期プネー当初に半分以下になっていたインド人サニヤシンのほとんどが去っていった。また、コレガオン・パーク地区は外国人の増加で家賃が急上昇し、欧米人のサニヤシンの中には、売春や麻薬の密売でインドに長期滞在する資金を捻出している疑いがある者もいた。後に数人の人物が、オショー・ラジニーシは売春や麻薬の密売に直接的に関与してはいないものの、彼とダルシャンでそうした計画や活動について話し合い、祝福を受けたと語っている。ムンバイのホテル・タージはサニヤシンの出入りを禁止しており、またプネー警察は、オショー・ラジニーシがアメリカに移った後、麻薬事件が激減したと報告している。
プネーではサニヤシン達が、インドの様々な宗派のメンバーによるオショー・ラジニーシへの殺害予告の噂を流し、彼の精神的ストレスが増え健康状態がひどく悪化していると話していた。また、サニヤシンとアシュラムに反対するインド人との間で暴力事件が起きたという報告もあった。彼は1979年までに、世間の思い込みにうんざりし、健康状態も悪化し、講話の質は低下した。多くのオブザーバーは、彼の講話のスタイルが1970年代後半に変化し、知的な焦点が薄れ、聴衆に衝撃を与えたり楽しませることを目的としたエスニックジョークや下品なジョークが増えたと指摘している。サニヤシンがダルシャンで質問をすることは奨励されなくなり、代わりに非常に演劇的な一連の「エネルギー・ダルシャン」が行われるようになった。アシュラムに来る西洋人の数は減少し、特にインド人の数は非常に減少した。
アシュラムは1979年1月に「進化するスピリチュアルな共同体としてのアシュラムの総体的なコンテクストの中で、暴力はその役割を全うした」というプレスリリースを発表し、グループセラピーでの暴力の終了が宣言された。1979年に、1968年の講義に基づく小冊子『セックスから超意識へ』が出版され、本書は世界中で大反響を呼び、彼の「セックス・グル」という評判を確固たるものにした。1980年代からは、グループ・セラピーにおけるヌード、セックス、暴力は禁止されるようになった。
急激に成長した運動に対し、プネーのアシュラムは手狭だったため、彼はサニヤシンたちに自身とその教えを中心とする霊的・精神的共同体「ブッダフィールド」について語り、1970年代後半までに、もっと広い場所を探すよう命じた。インド各地のサニヤシンたちは土地を探し、グジャラート州カッチ県の1件、インド北部の山岳地帯の2件に目星をつけたが、インドのどの地方政府もコミューン設立を許可しなかった。アシュラムとモラルジー・デーサーイー首相のジャナタ党政権との間の緊張は高まり、交渉は行き詰まり、移転拡大の計画は実行できなかった。土地利用の承認は拒否され、政府はアシュラム来訪を主な目的とする外国人観光客へのビザの発行を停止。1980年代には、プネー警察がアシュラムの不法滞在外国人の摘発を本格化した。摘発から逃れるために、当時インド滞在にビザが不要だったイギリス人サニヤシンと結婚してイギリスのパスポートを取得するサニヤシンもいた。
インド政府は、オショー・ラジニーシ公認の売春、国際的な麻薬の密売、金の密輸、マネーロンダリング、脱税の疑いについて捜査した。サニヤシンたちはこれらの容疑のほとんどを常に否定してきたが、刑事捜査は運動と指導者たちにとって大きな障害になった。デーサーイー政権は、アシュラムが非営利団体であるにも関わらず約8千万ドルもの巨額の収入があることから、財務状況の調査を行い非課税資格を遡って取り消し、推定500万ドルの追徴課税を行った。オショー・ラジニーシがインドの様々な宗教指導者と対立してきたことが状況を悪化させ、1980年までにアシュラムは非常に問題視されるようになり、オショー・ラジニーシがインド国民会議派と1960年代から関係を持っていたにもかかわらず、同党のインディラ・ガンディーは政権復帰後にアシュラムのために仲裁することを拒んだ。1980年5月にオショー・ラジニーシは講演中に、ヒンドゥー教原理主義者の若者ヴィラス・トゥーペに命を狙われた。トゥーペは、オショー・ラジニーシがCIAのエージェントだから攻撃したと主張している（この暗殺未遂は演出されたものだという見解もある。）多宗教国家であるインドでは、宗教対立を引き起こしかねない「宗教的感情を踏みにじる意図で意図的かつ悪意に宗教または宗教の信仰を侮辱すること」は刑事犯罪であると法律で規定されており、政府はオショー・ラジニーシの動向を注視しており、彼の伝統宗教批判をこの法律に反するとして起訴の準備を進めた。
日本
オショー・ラジニーシやジッドゥ・クリシュナムルティの書籍は日本でかなり出版されており、彼らをスピリチュアルな指導者と仰ぐ各々の教団やそのメンバーによって日本語に翻訳され、1970年代から継続して出版されている。商業出版社から発売されているケースもあり、教団外にも一定の需要があったようである。オショー・ラジニーシ（当時はバグワン・シュリ・ラジニーシ）は日本でも知られるようになり、若者を中心に信奉者が増えた。1975年に日本でも講話録ニューズレターが発行された。1977年に最初の邦訳講話録で、ティローパによるチベット密教の奥義マハームドラーの教えやグルへの帰依について語った『存在の詩（うた）』が精神世界系の出版社めるくまーるより出版され、本書は1997年までの20年間だけでも、4万9千部売れたという。
宗教学者の吉永進一によると、1960年代アメリカでの新しい霊性運動（当時はニューエイジという言葉はなく、オカルトやスピリチュアルといった言葉が一般的だった）に続き、日本でも1970年代半ばに、スプーン曲げのユリ・ゲラーや古代宇宙飛行士説のエーリッヒ・フォン・デニケン、コリン・ウィルソンの『オカルト』等によるオカルトブームがあり、当時はオショー＝ラジニーシ運動のグループが新しい霊性運動の数少ない交流の拠点となっていた。吉永は、「ラジニーシの集団は対抗文化の名残を色濃く残していた」と述べている。社会学者の宮台真司は、日本ではカウンターカルチャー的なインドブームからオショー＝ラジニーシ運動にスライドし、そこからさらに自己啓発セミナーに移行する人間が周囲には少なくなく、まさに「ポスト・カウンターカルチャー」と呼べる状況だったと語っている。アジア経済研究所の松本脩作は、「オーム（オウム）事件に象徴される日本社会内の既存宗教に入りきれない部分がこのような教団によって取り込まれているようである。」と評している。

### アメリカ オレゴン州 1981年 - 1985年

#### アメリカ到着

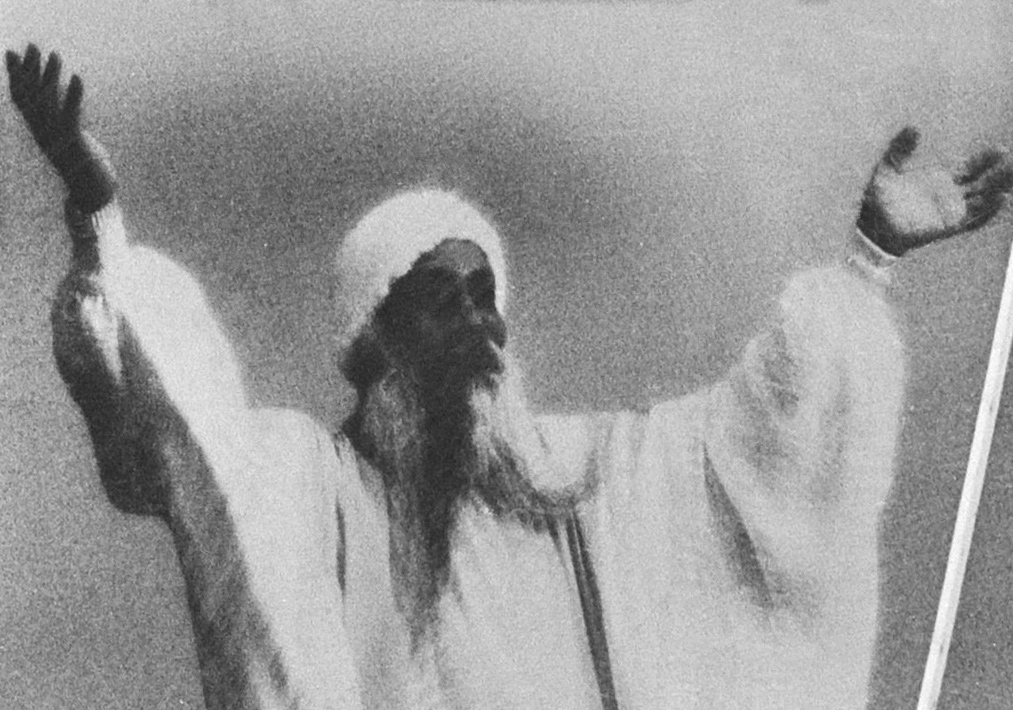
1980年代

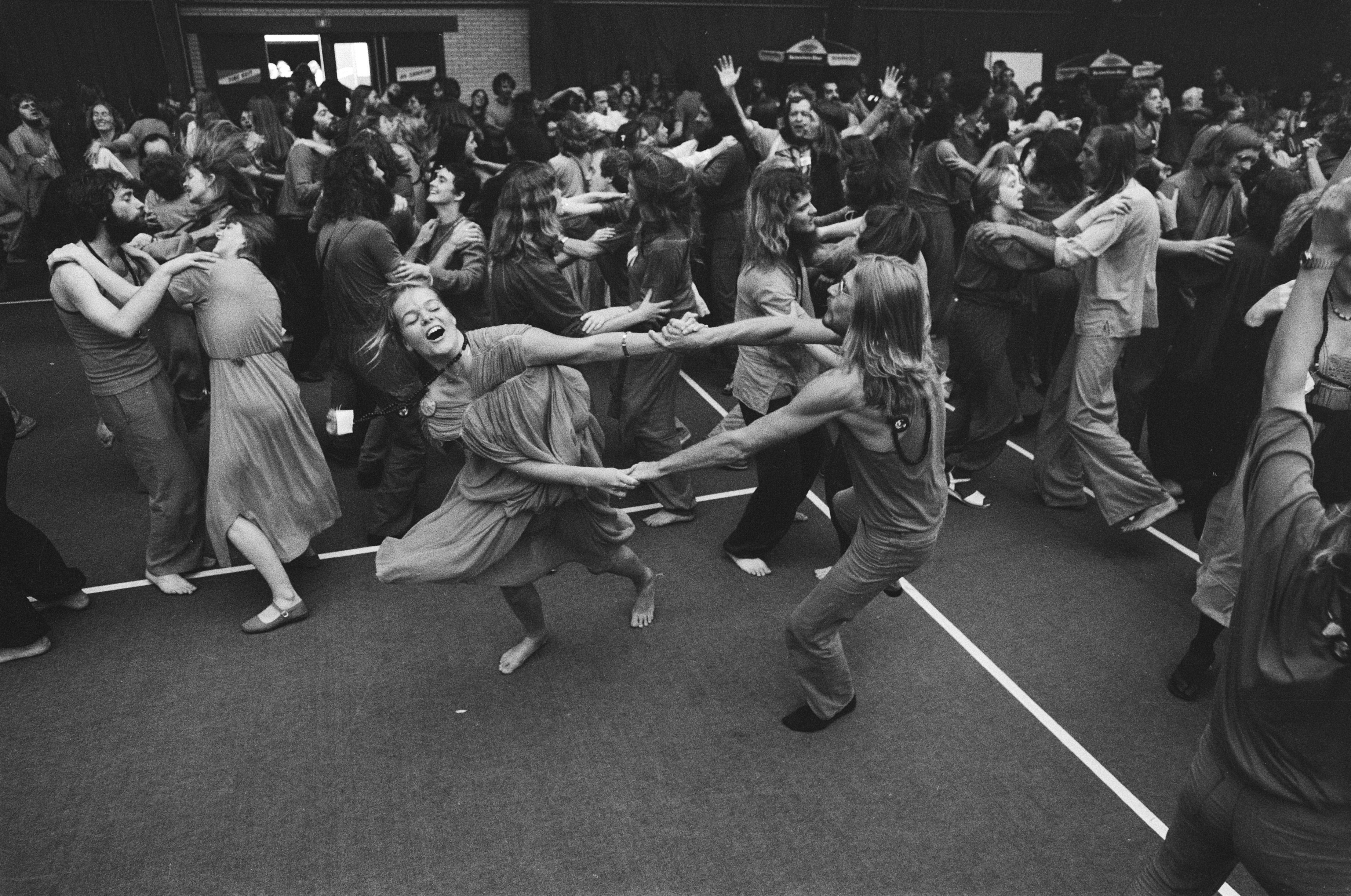
ラジニーシ運動のイベントの様子、 アムステルダム（1981年）

彼はインドという土地の神聖さを信じていると公言しており、インドという国への嫌悪感が増していたにもかかわらず、決して移住しないと決心していた。しかし、プネーのアシュラムを取り巻く緊張の高まり、その活動への批判、インド当局による懲罰的措置の恐れから、1981年にアメリカに新しいコミューンを設立することを検討した。スーザン・J・パーマーによると、アメリカへの移転は同国の就労権を持つシーラのプランだった。プネーの施設への一連の放火事件もあり、こうしたことからアメリカへの移転に向かった。なお、後に地元警察とインド警察刑事捜査課は、放火事件は迫害の被害者というイメージ作りのための、教団内部による犯行の可能性が高いと結論付けている。
1981年4月10日に、オショー・ラジニーシは15年近く毎日続けてきた講話を止めた。持病の喘息や糖尿病の悪化、腰を痛めたためとされるが、教団は言葉を使わずに彼の意思を理解できる弟子が十分増えたためと発表している。彼は3年半の公の場での沈黙を自らに課し、講話に代わって、師と共に瞑想するサットサンが行われ、仏法僧の三宝への帰依を表明する「ブッダム シャラナム ガッチャミ、サンガム シャラナム ガッチャミ、ダンマム シャラナム ガッチャミ（南無帰依仏、南無帰依法、南無帰依僧）」（「我、目覚めたる者（ラジニーシ）の足許にゆかん。我、目覚めたる者の共同体の足許にゆかん。我、目覚めたる者の究極真理の足許にゆかん」と解釈される）ガッチャミ（三帰依文）が唱えられ、ハリール・ジブラーンの『預言者』とイーシャー・ウパニシャッドも朗読された。アシュラムの運営とサニヤスを授与する権限は、長年教団のビジネスマネージャーであったマ・ヨーガ・ラクシュミー、senior English therapis のスワミ・アナンド・ティルタ、senior Indian scholar のスワミ・サティヤ・ヴェダントに委ねられた。同じ頃、マ・アナンド・シーラがラクシュミーに替わってオショー・ラジニーシの秘書となった。
シーラとオショー・ラジニーシは1980年後半に、アメリカに新しいコミューンを設立するアイデアについて話し合い、彼は1981年5月に渡米に同意した。同年6月1日、オショー・ラジニーシは40人の弟子と共に、表向きは医療目的で観光ビザを取得してアメリカに入った。これはプネーに残された弟子達には完全に秘密にされており、外務省専門調査員・インド文学研究者の足沢一成は、オショー・ラジニーシは出発直前の飛行機にロールス・ロイスで乗り付け、出国手続きやセキュリティーチェック等、出国に必要なプロセス全てを無視して強引に出国しており、彼への逮捕状が出るという情報を得ての逃亡であったと述べている。ニュージャージー州モントクレアのキップス・キャッスルにある教団のリトリート・センターで数か月過ごした。
オショー・ラジニーシは1981年初頭に椎間板ヘルニアと診断され、ロンドンから飛行機で駆けつけたセント・トーマス病院の筋骨格の専門医で硬膜外注射の専門家であるジェームズ・シリアックスら数名の医師による治療を受けた。ラジニーシの元秘書のラクシュミーはジャーナリストのフランシス・フィッツジェラルドに対し、「彼女（ラクシュミー）がラジニーシの求めに合った物件をインドで見つけることができなかったので、医療上の緊急事態が生じたことで主導権がシーラに渡った」と語っている。オショー・ラジニーシは教団運営の実権をシーラに委ねた。シーラは公式声明で、オショー・ラジニーシがインドに留まると深刻な危険にさらされるが、手術が必要になればアメリカで適切な治療が受けられるだろうと述べた。
しかし、オショー・ラジニーシの病状は深刻だとされたにも関わらず、彼がアメリカ滞在中に教団外での治療を求めることはなかったため、移民帰化局は、最初から短期滞在ではなくアメリカに残留するつもりだったと判じた。彼は数年後に移民詐欺の罪を認めたが、渡米した際の最初のビザ申請書にアメリカ滞在について虚偽の記載をしたという容疑については、無罪を主張した。
師のそばで暮らすために全てを投げ打ってきたプネーのサニヤシン達は、師を追ってアメリカに移住するか、可能なら故郷に戻るしかなかったが、プネーのサニヤシンの80％以上はアメリカ出身ではなく、よってアメリカでの労働ビザを取得する資格がなかった。ジェームス・S・ゴードンは、サニヤシン達の混乱、悲嘆、怒り、当惑を描写しており、サニヤシンは世界中におそらく4万人いたが、ゴードンの研究によると、唐突なアメリカへの移転後に1万人から1万5千人が辞めている。残った人々は去った人々より従順だったと考えられる。

#### ラジニーシプーラム設立
1981年6月13日、シーラの夫ジョン・シェルファーはオレゴン州の荒れ地を575万ドルで購入する売買契約書に署名し、数日後にその土地をアメリカの財団（教団組織）に譲渡した。その土地は64,229エーカー(東京23区の面積に相当)の牧場で、以前は「ビッグマディ農場」として知られ、ワスコ郡とジェファーソン郡にまたがっていた。土地は羊の過放牧で荒廃して何年も放置され、ほぼ完全に不毛の土地だった。教団のアメリカでの活動のためにこの農場を見つけたのはシーラで、農場購入の際には、自分たち夫婦の引退後の生活のためだと説明していた。教団は土地の代金を不動産業者に払っていなかった。
農場は「ラジニーシ農場（ランチョ・ラジニーシ）」と改名され、オショー・ラジニーシは8月29日にそこに移った。ビッグマディ農場は農業用地に指定されており、農業以外の目的での利用はできず、移住者も10人に限定されていたが、教団はこれを無視して「ブッダフィールド」の建設を始め、トレーラーハウスを持ち込み、数百人のサニヤシンが違法に定住し、労働奉仕によって違法に施設の建設を行い、「ラジニーシ（満月の王）の聖なる都」を意味する「ラジニーシプーラム」を作っていった。シーラは隣接するアンテロープ町の人々に、40人程度の小さな農業コミュニティを作るつもりだと説明していた。
教団のオレゴンへの移転の決定は、牧場が比較的安価だったことと、この場所を選んだシーラが、オレゴン州の人は皆マリファナを吸い、隣人に無頓着で寛容なリベラル派が占めていると勘違いしていたためだと巷で言われているが、ワスコ郡は彼女が想像するほど暢気な場所ではなかった。当初の地元コミュニティの反応は、牧場からの距離によって、敵対的なものから寛容なものまで様々だった。別の調査によると、この開発は間髪入れずに、政府、マスコミ、市民による地元、州、連邦の激しい反対を受けたと報道された。農場がラジニーシ教団によって使われ、教団がメンバーによる百万都市建設を計画していることを知った地域住民や自然保護団体は、反対運動を開始した。教団がこの地に到着して1年の内に、オショー・ラジニーシとその信奉者たちは近隣住民との一連の法廷闘争に突入し、主な争点は土地利用に関するものだった。コミューンの指導者は妥協せず、地元住民への対応では性急な苛立った振る舞いを見せ、意識変容を目指すことを自負して優越的な態度で接した。また要求を通すことに固執し、暗に脅迫したり、直接的に対立するような行動を取っていた。彼らが発表する計画の内容は何度も変更され、真意がどうであれ、多くの人には意図的な誤魔化しに見えた。多くの地元民は、新しくやってきた型破りなコミュニティにかなり寛容であったという報告もあり、ラジニーシプーラムと地元住民の対立が本格化したのは、コミューンの違法な住民の爆発的増加のためではなく、土地の問題と、ラジニーシプーラムの境界外の不動産に対するサニヤシン達の野心のためであった。

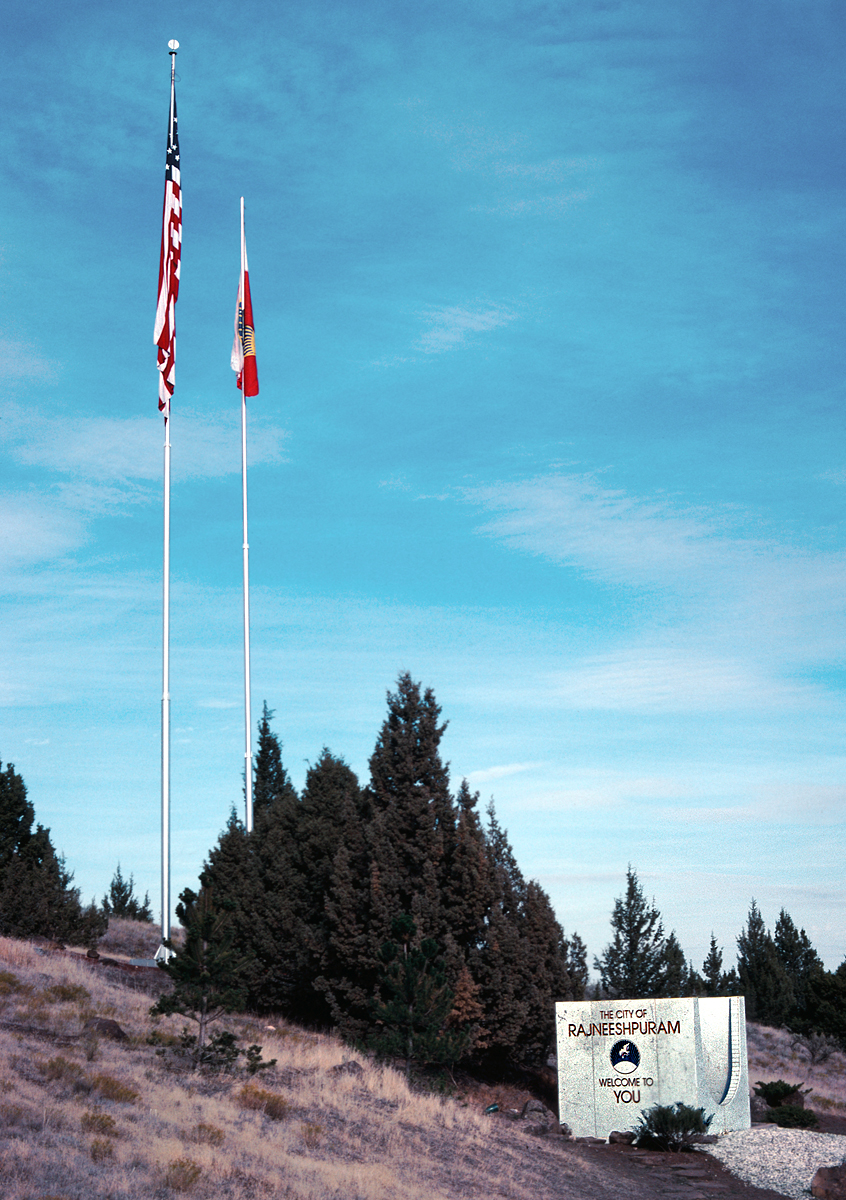
ラジニーシプーラムの入り口

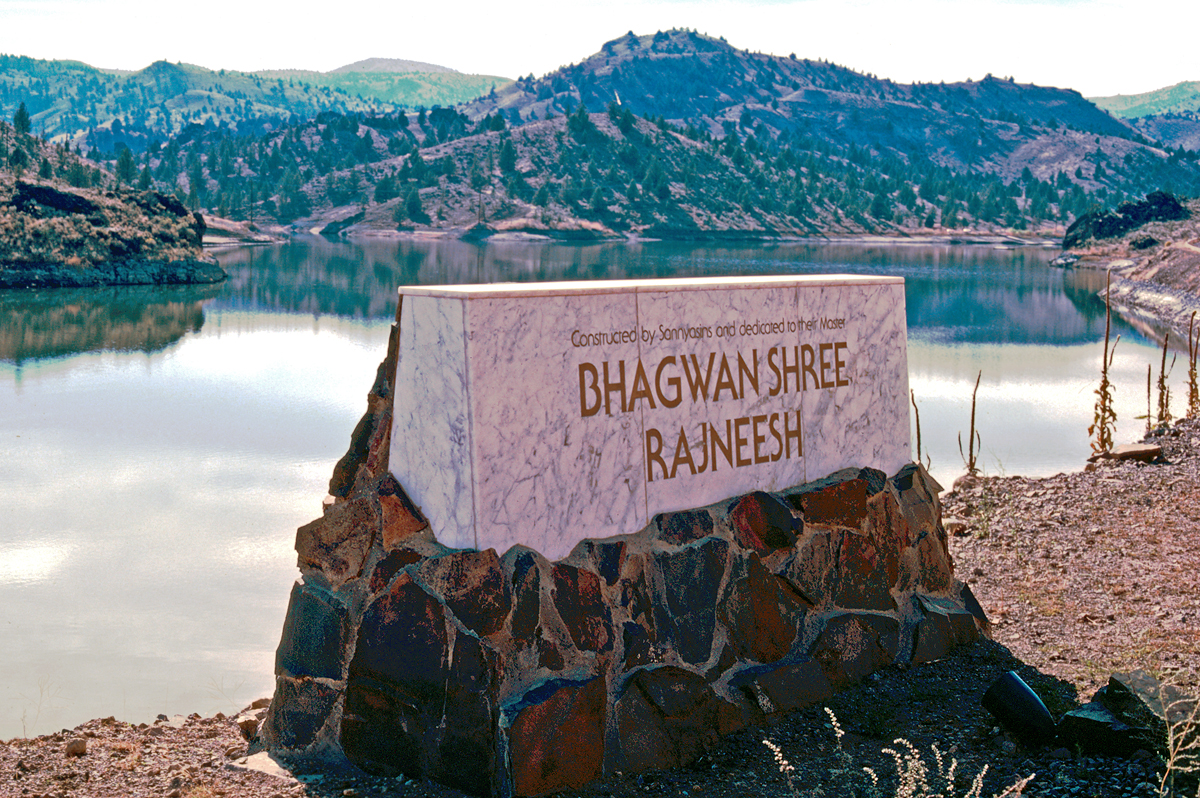
「バグワン・シュリ・ラジニーシ」に奉げられた石碑

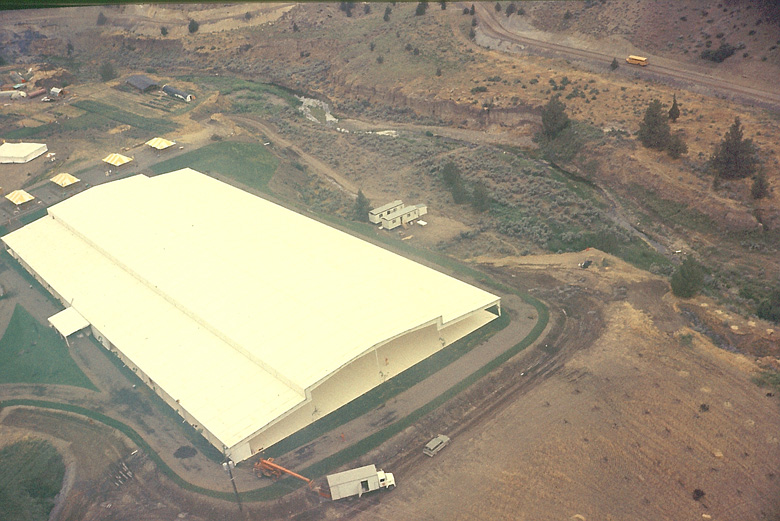
ラジニーシプーラム（1982年）

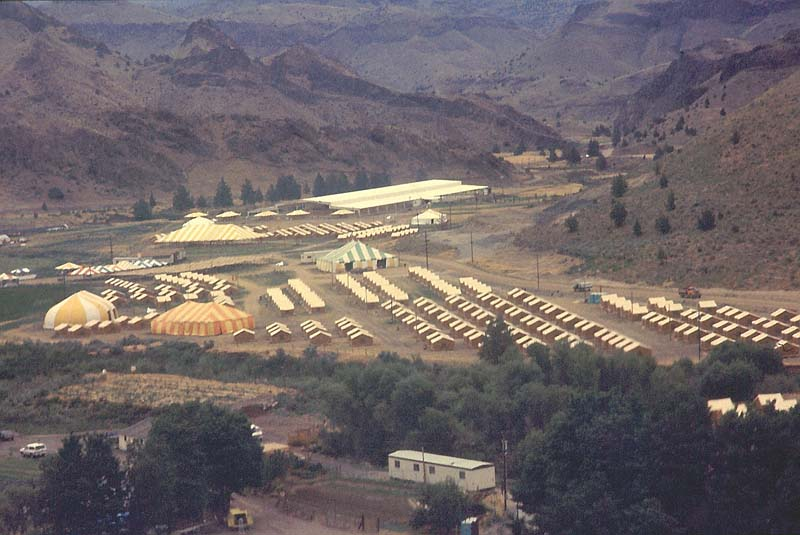
ラジニーシプーラムでの祭りの様子（1983年）

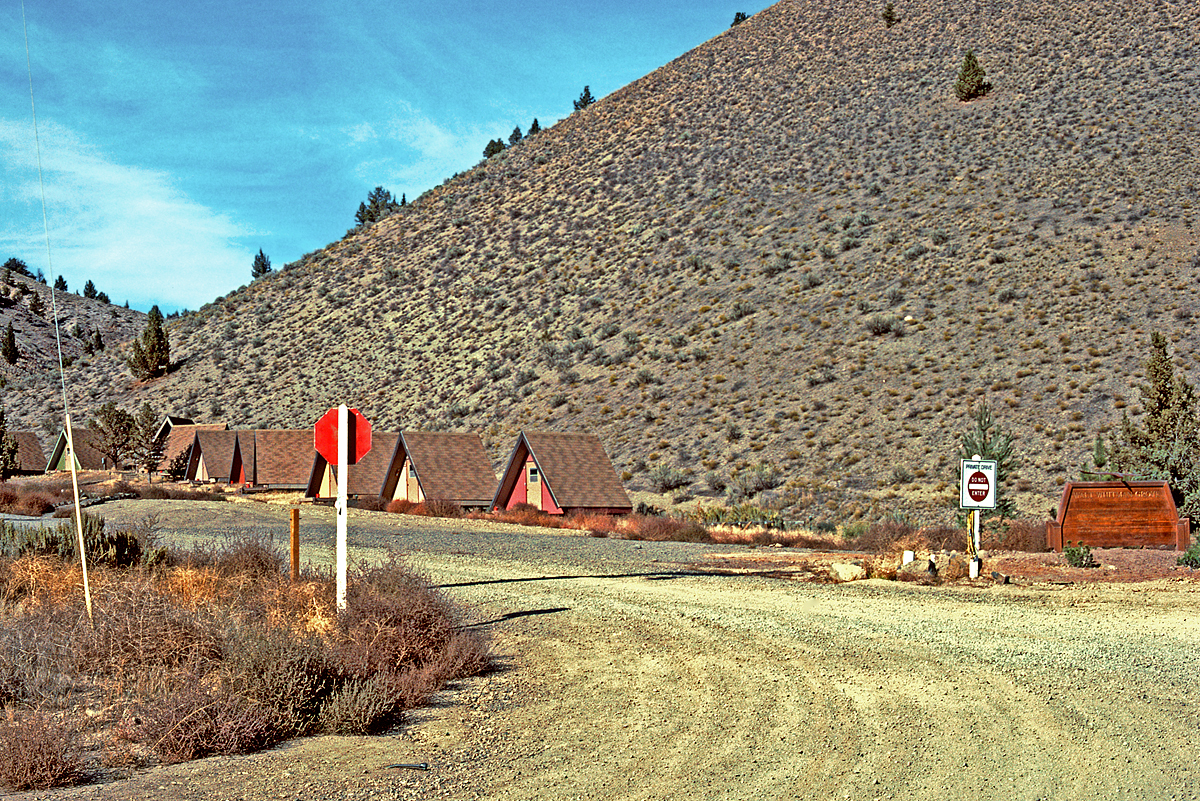
ラジニーシプーラムに建設された三角屋根のゲストハウス

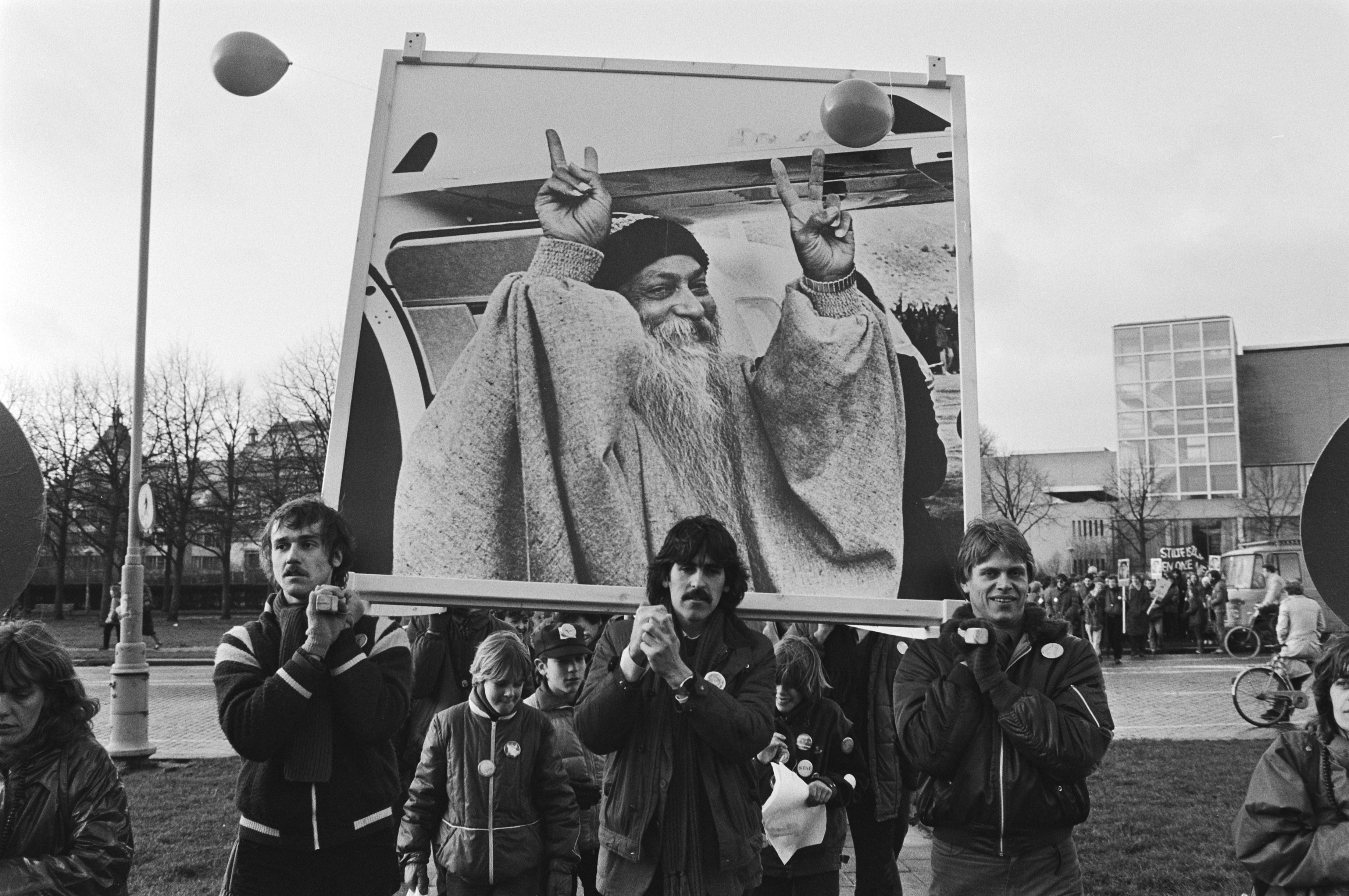
ラジニーシの宗教指導者在米ビザを求めてデモをするサニヤシン達（1983年）

アメリカで教団の監督はシーラが行っており、彼女の元で教団はより閉鎖的になっていった。伊藤雅之は、運動は元々緩やかなネットワークだったが、オショー・ラジニーシ自身も閉鎖性・統制性が強まる流れを半ば容認する形で運動が展開し、組織の中央集権化と制度化の流れが進み、確固としたヒエラルキーを持つ宗教組織に変わっていったと述べている。1981年10月には、ビッグマディ農場はラジニーシプーラム市として法人化された
1981年12月5日に「ラジニーシズム（Rajneeshism）」は組織的な宗教であると宣言され、1983年7月に出版された小冊子『ラジニーシズム : バグワン・シュリ・ラジニーシとその宗教の紹介』で彼の教えが経典化され、教団における聖職者の資格とガイドラインが規定された。正式な教会構造には3つのカテゴリーの聖職者があり、朝夕にオショー・ラジニーシと教団への帰依を示すガッチャミ（三帰依文）を唱える儀式が行われ、このガッチャミも小冊子に収録されていた。ガッチャミの儀式は各国の瞑想センターでも行われた。
教団は、非常に権威主義的で厳しく統制された、階層的で偏執的な組織になった。ラジニーシプーラムのメンバーは、永住者、長期滞在者、訪問者に分かれていた。プネーに引き続き非公式の階層構造もあり、永住者は、エリート（オショー・ラジニーシに近い）、技術専門家、「歩兵（単純労働者）」に分けられていた。訪問者は、部分的なインサイダーであるサニヤシン、シーカー（探求者）、アウトサイダー（観光客、侵入者、オレゴンのコミュニティ）という3つのグループがあった。オレゴンのサニヤシン達は各国の瞑想センターを訪ねては、ラジニーシプーラムへの寄付を強く求めるようになった。オレゴン以外の世界中でも運動の中央集権化と標準化が進み、各国で独自に運営されていた瞑想センターを再編して各国に大規模なコミューンを作ることを求めた。日本でも1985年には各地の瞑想センターが閉鎖され、約110人が個人財産を処分して東京に作られたコミューンで暮らし始めた。瞑想センターと直接関わらないサニヤシンも少なくなかったが、「サレンダー（明け渡し）が足りない」と批判され、コミューンに早く入ることを求められ、コミットメントの足りない、運動のヒエラルキーの下位の存在と位置付けられるようになった。このような動きに反発し、世界中で半数近くのメンバーが離脱したと言われる。
コミューンは、4,000人もの住民と15,000人もの訪問者があり、独自のインフラと独自の行政を持ち、警察機構さえも持つ、ほぼ自給自足のコミュニティ組織に発展した。ラジニーシプーラムは「砂漠をオアシスに変える」ことを目指しており、初年度に2,000万ドルから3,000万ドルを費やし、アメリカ史上最大の、最も発達した、最も裕福な宗教共同体の実験の1つとなった。 教団は荒廃したラジニーシプーラムの土地の整備のために、作られて2年ほどで劇的な変化を遂げ、1980年代半ばの絶頂期には、アメリカで最も大きく、最も発展した、最も豊かな宗教共同体、共同体実験の1つとなった。節水、リサイクル、有機農業のプログラムを実施する非常に進歩的な社会実験として始まり、約2,700エーカーが耕作され、作物、ブドウ園、果樹園、ハーブ園、家畜の飼料が育てられ、鳥や動物も戻り始めた。ラジニーシプーラムには150万ドルが費やされ、ジャーナリストのフランシス・フィッツジェラルドの計算によれば、オショー・ラジニーシはオレゴンで、2年間で6,000万ポンド以上の金を使った。3,000人以上の人々が生活する集落、数千人以上もの人々の一時的な滞在場所､様々な施設、滑走路、巨大な貯蔵所、発電所が建設された。ラジニーシプーラムでは灌漑農地が作られ、土地の開発計画には、節水、自給自足、環境に配慮した戦略が盛り込まれていた。サニヤシン達は何千本もの木を植えて土地の浸食を止め、小川の底を整え、水の流れを緩やかにするために140の砂防堰堤を造った。グルジェフ・ダムは45エーカーのクリシュナムルティ湖を作り、3億5,000万ガロンの水を貯め、地下パイプで近隣の畑に送ることができた。廃棄物の75％は敷地内のリサイクル工場で再利用された。化学肥料の使用を最小限に抑えるために輪作を試み、農薬の必要性を減らすために野菜と花が交互に植えられていた。農場、養鶏場、牧場があり、住民が食べる農産物、牛乳と卵のすべてを生産していた。
インドのアシュラムと同様に、ラジニーシプーラムでは、瞑想コース、食事、宿泊などが有料で提供される一方、若者たちは厳しく階層的に組織されていたが、雰囲気は非階層的なものであり、人間の潜在的な可能性が現実化されるような、創造を楽しんでいるような空気があり、参加者はこうした中で、無給でコミューン建設の奉仕活動を行った。コミューン建設の奉仕活動は「ワーク」「礼拝（worship）」と呼ばれ、アメリカ時代の教団におけるサニヤシンたちの活動の中心となった。長期にわたりワークを行った者のみ生活費を受け取る資格があり、サニヤシンにとってワークは生活のための仕事ではなく、瞑想であり、「それ自体が目的」であり、「自分自身と出会う機会」であると見なされていた。ラジニーシプーラムの土地の劇的な成果は、サニヤシンたちの常人離れした献身によるものであり、記者がコミューンのツアーガイドから聞いた話によると、サンニヤシン達は1日12時間から16時間、修行として、遊びとして、進んで働いていた。週6日働き、日曜日だけは休みだったが、その日は会議が行われた。
サニヤシン達は近隣の人々と日常的交流のない孤立した生活を送っていた。生活に必要なものはコミューン内で調達し、彼らは外部との接触を禁止され、手紙や電話は検閲されていたようであり、外部の情報は教団による公式発表だけだった。また、世界的なエイズの影響で、セックスの際には医療用ゴム手袋とコンドームの使用がルール化され、エイズ・テストが行われ、ラジニーシプーラムに来た者は、部外者・未テスト者・テスト済みというリストバンド着用が義務化された。教団にとって自由な性愛というテーマは重要であったと思われ、エイズをこれほど恐れても教団がセックスを捨てることはなかった。
コミューンはライフスタイル、開発の新しさとともに、積極的な貨幣使用と高度な技術、そしてオショー・ラジニーシが育ててきた弟子たちの世界規模のネットワークによる国際性も大きな特徴であり、運動のメンバーはラジニーシプーラム以外にも世界中に、アシュラム、ベジタリアン・レストラン、ディスコ、および様々な小規模ビジネスを設立し、これらはすべて、100万ドル規模の組織であるラジニーシ・サービス・インターナショナルとして組織されていた。教団は、アメリカでの活動開始からわずか4年で事業として目覚ましい成功を収め、収益は約1億2千万ドルに上った。バブル経済の名残のあった1980年代後半-90年代の東京では、若い女性サニヤシンがホステスやモデルとして出稼ぎに来ていたという。

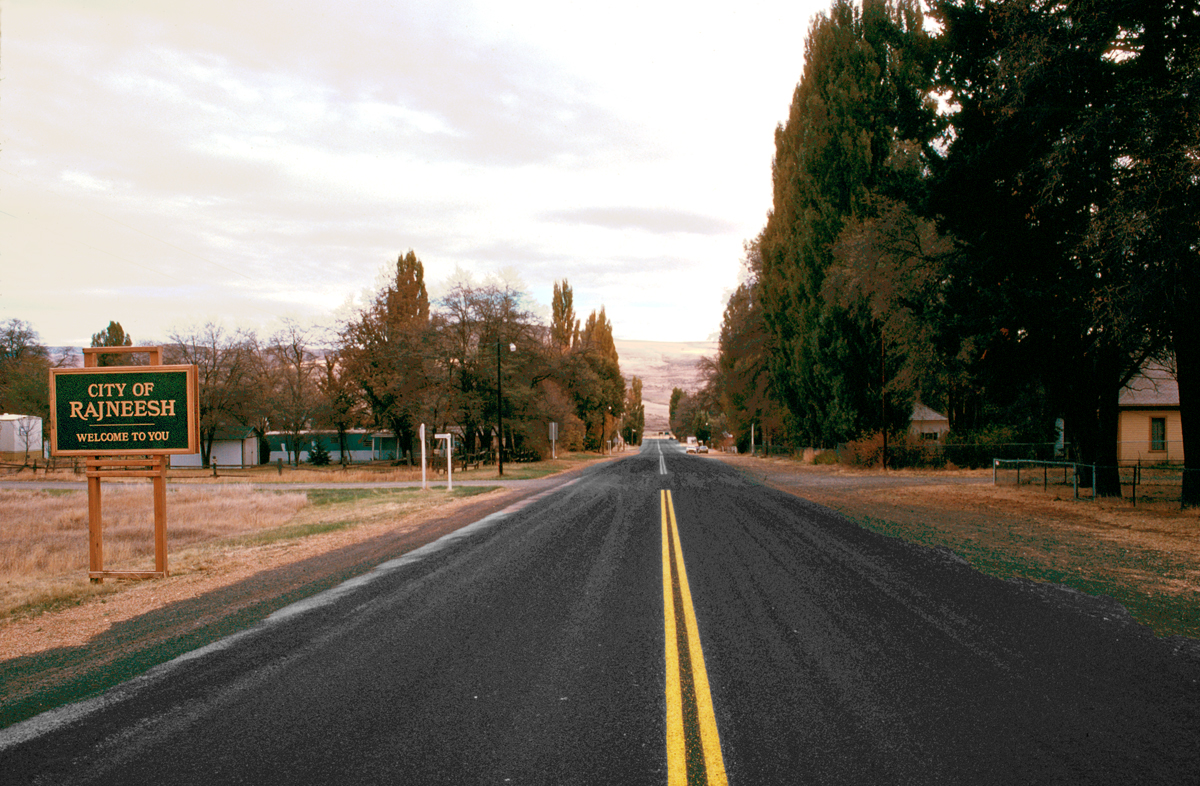
「ラジニーシ市」の看板（1985年）

ラジニーシプーラム市の警察活動を含む自治体の様々な行政活動は、コーディネーターによって実質的に管理・運営されていた。ラジニーシプーラム市の市長はコミューン事務長、助役・出納長はコミューンの出納係、市議会議員は5名すべてサニヤシンであった。

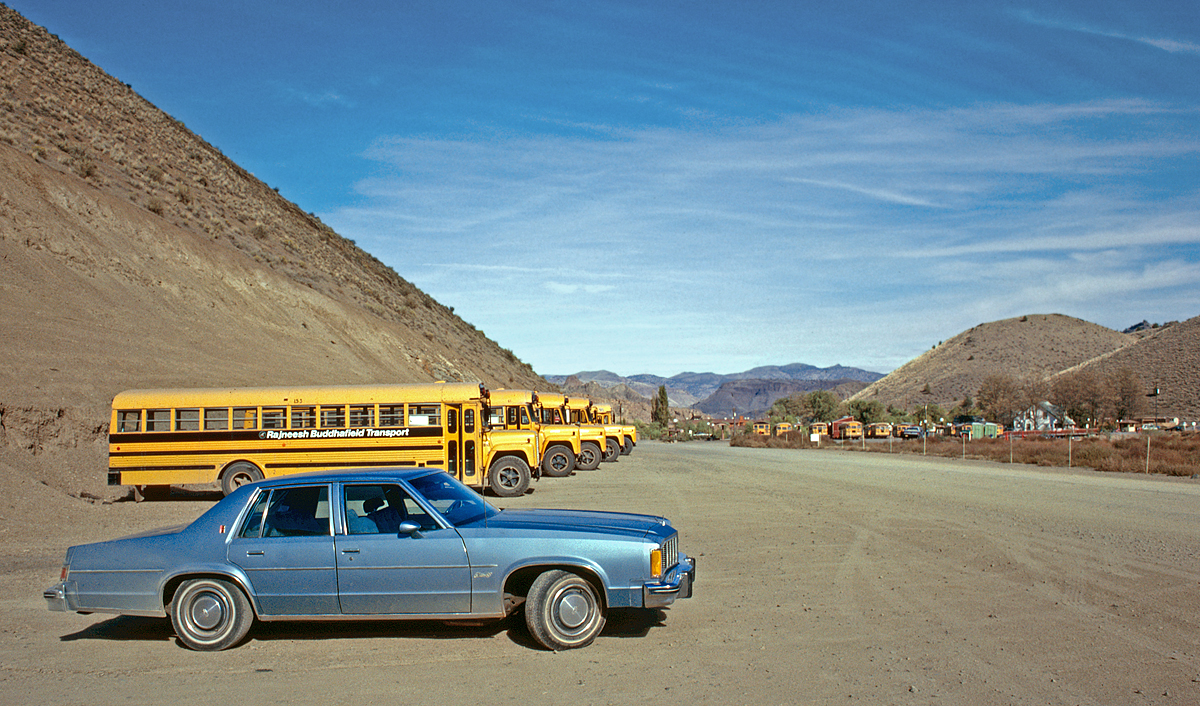
「ラジニーシ・ブッダフィールド・トランスポート」と書かれた黄色いバスの数々

オショー・ラジニーシは沈黙を続けており、朝6時に起き、1時間半「風呂を楽しみ（enjoying the bathtub）」、仲間の所へ車で出かけ、昼食をとり、また寝て、起きて1時間車を運転し、「何もせず」座り、また風呂に入り、食事をし、秘書と会い、また寝る、というルーティーンを繰り返していた。絶えずビデオを観て、抗不安薬のジアゼパムと亜酸化窒素（笑気ガス）を大量に摂取した。アメリカでは、サニヤシンがオショー・ラジニーシに接見するダルシャンは中断され、「ワーク」を行うサニヤシン達の中には彼に直接接する機会がない事への不満が膨らんでいった。その解消のために、オショー・ラジニーシはロールス・ロイスに乗って、視察の名目でラジニーシプーラム内を一周するようになり、教団はこのために次々ロールス・ロイスを購入し、アメリカ時代にオショー・ラジニーシが所有するロールス・ロイスは90台以上に及んだ。また宝石をちりばめた高級腕時計を何百本も所有していた。サニヤシンが彼に接する機会が全くなくなったことで、1982年からは第1期プネー時代からのメンバーはラジニーシプーラムを去り始めた。
コミューンの活動は注目を集めて新聞やテレビで大きく取り上げられ、世論の反発は激しさを増した。地元住民との対立は激化し、双方の敵意はさらに深まり、その後数年間、ラジニーシプーラムはオレゴン州の住民の様々な連合から絶え間ない組織的圧力を受けた。民間の非営利団体1000フレンズ・オブ・オレゴンがすぐに始められ、ラジニーシプーラムの法人化を無効にし建物や改築した設備を撤去させるために、その後6年間に渡って多くの訴訟・行政訴訟を起こした。1000フレンズは公に、ラジニーシプーラム市を「解体」することを求め、1000フレンズの弁護士は、1000フレンズが勝利した場合、財団は「下水システムを撤去し、多くの建物を取り壊さざるを得なくなる」と述べた。
隣町のアンテロープは人口約39人の田舎の村で、主に保守的な高齢者が住んでおり、郵便局、雑貨店とガソリンスタンドが一体となった店と、小学校があるだけだった。1982年3月に一部のサニヤシンがアンテロープ町に移り、教団による乗っ取りを恐れた町民たちは町を廃止してワスコ郡の直轄地にしようと住民投票を行ったが、教団はアメリカ国籍を持つサニヤシン達を正式に住民登録し、すでにサニヤシンたちの数が元々の住民の数を上回っており、乗っ取りを防ぐことはできなかった。1982年5月にアンテロープ町をラジニーシプーラム市に編入する決議がなされ、その後の数か月でラジニーシプーラムと地元住民たちの間の対立はエスカレートした。サニヤシン達はアンテロープの住人を「田舎者」や「無知な老人」と公然と非難し、彼らの写真を撮り、町の集会をビデオに撮り、町の境界線を越えた車のナンバーを記録したが、これは嫌がらせだと捉えられていた。土地利用や学校教育等に関する合意形成を試みていたサニヤシン達も、アンテロープの住人との約束を繰り返し破り、サニヤシンが支配する新しい市議会は、地元住民が承認しない都市改善のために年間1,200ドルの税金を課した。こうしてアンテロープの元々の住民のほとんどは町を去ったが、ラジニーシプーラムのスポークスマンは、地元の敵意と住民の逃亡は偏見と宗教的不寛容によるものだと主張した。
サニヤシン達はラジニーシプーラムの土地に様々な名前を付けることで入植者としての権利意識を示したが、アンテロープの町は、放棄されていたラジニーシプーラムとは異なり元々の住人がおり、命名行為は侵略的なものとなった。サンニヤシン達は1984年にアンテロープ市議会を掌握し、多くの元々の住民が去った後、市議会はアンテロープの通りの名前を変更することを決議した。もともと牧場主、インディアンの戦士、材木王にちなんで名付けられていた通りには、教団にとって重要な聖人や賢者の名前が付けられた。そして1984年末までに、サンニヤシン達はアンテロープという町の名前自体をラジニーシに変えた。ラジニーシプーラム市の姉妹都市とし、首長・教育委員長などの要職は次々にサニヤシンたちに変わり、町全体で徹底した「ラジニーシ化」が進められた。アンテロープは元々常駐警察もいない、平和な田舎町だったが、教団はサニヤシン達による独自の警察組織を作ってそれを合法化し、機関銃等で武装した。地域の役所はラジニーシプーラム内に移転されたが、信者以外の地域住民がラジニーシプーラムに入る際には、特別な手続きが必要で、不便を強いられた住民は、こうした手続きを非教団員差別と受け止めた。住民はこれらの問題で何度も教団を起訴し、教団は敗訴し続けた。
観光ビザで入国していたサニヤシン達は、滞在し続けるために、アメリカ国籍を持つサニヤシンと偽装結婚するようになった。政府は1982年にはこの問題の調査を始めており、100名ほどに国外退去を命じた。オショー・ラジニーシ自身のビザも短期滞在のためのもので、彼はそれを宗教家としてのビザに切り替えることをアメリカ政府に求めていたが、要求は拒否され、1983年に国外退去が命じられた。しかし、司法分野での経歴を持つサニヤシンが命令の不備を指摘し命令は無効になり、オショー・ラジニーシは引き続きアメリカに滞在することが可能になった。

#### 1984年のラジニーシ教団によるバイオテロ
教団は司法分野に手を伸ばすことを試み、1984年のワスコ郡の裁判官任命選挙でサニヤシンを裁判官にしようと、投票させるためにアメリカの様々な都市から1000人以上のホームレスを集めてラジニーシプーラムに住まわせたが、選挙管理委員会はこれに対し、移住したホームレスが選挙後もラジニーシプーラムに定住するか確認する面接を行うと発表。すると教団はホームレス達を周辺の町に放り出し、彼らの対処をオレゴン州に丸投げし、その一部は州の費用負担で元いた都市に戻った。1982年3月、地元住民は牧場の開発に反対するために「合憲な都市のための市民（Citizens for Constitutional Cities）」と呼ばれるグループを結成し、「『エイリアン（余所者の）カルト」による侵略の脅威を『封じ込め、制御し、排除する』」住民発議（イニシアティブ）の請願が知事に提出された。
オレゴン州議会は、ラジニーシプーラム市の開発を遅らせ差し止めるための法案をいくつか可決し、その中には、法的地位が争われた都市への歳入分配基金の分配を停止する法案 HB 3080 も含まれていた。影響を受けたのはラジニーシプーラム市だけだった。オレゴン州知事のヴィック・アティエは1982年に、近隣住民から厭われているのだから、オレゴンから出て行くべきだと述べた。1982年5月、マーク・ハットフィールド上院議員は ポートランドの移民局に電話し、移民局のメモには、上院議員がこの「カルト宗教」が「小さな農業の町の生活の在り方を危険にさらし、…公共の安全を脅かしている」ことに「非常に懸念している」と書かれていた。
教団内では周囲の社会への反感から、数年以内に破滅的な核戦争や地震が起こるといった終末論が説かれ、戦争に備えるとして、大量のライフルや機関銃が備えられた。また、教団内にスパイがいるのではという疑いも膨らんでいき、信者の会話の盗聴も行われていた。
ニュースが全米で放送され、オレゴン州政府の対応に注目が集まり、しだいに州政府が対応せざるを得ない状況になっていった。アメリカの憲法では、「宗教団体が自治体の形態をとる」ことは認められず、このような自治体に交付税、贈与税の交付を含む財政上の助成や補助を行うことは、納税者にとって信徒でもないのに献金を強要されるに等しく、違憲である。1984年3月、 オレゴン州司法長官のデイビッド・フロンメイヤーは州を代表し、ラジニーシプーラム市及び同市の公務員及び住民等を被告とし、オショー・ラジニーシの宗教的基盤と市の運営の関係がアメリカ合衆国憲法修正第1条の国教樹立の禁止条例、政教分離原則に反しており、ラジニーシプーラム市の設立は無効であるとして訴えた。裁判所は、市の資産は教団の財団によって所有され、管理されていると判断し、州に有利な判決を下した。裁判所は、違反を是正するために必要な「最も侵害の少ない手段」によって違反を是正することを求めるアメリカの憲法上の有力な判例を無視したが、ラジニーシプーラム市は、オショー・ラジニーシの移民訴訟の和解のためにこの判決に同意せざるを得なかった。
教団は地元住民との度重なる裁判沙汰から、教団に有利な判決を出すため、法律改正を目指して政治進出を目論んだ。1984年には、郡庁のあるザ・ダルズのレストランで2回にわたりサルモネラ菌が発見され、住民約750名が食中毒にかかったが（うち45名が入院。ラジニーシ教団によるバイオテロ事件）、後に警察の調査で、教団による選挙妨害計画の一環であったと結論付けられている。オショー＝ラジニーシ運動によるこのバイオテロ事件は、近年のアメリカ史上最大の生物兵器による攻撃だと言われる。このテロ事件は、反ラジニーシの有権者が投票に行けなくなるよう一時的に無力化するための、もっと大規模なテロの予行演習だった。サルモネラ菌はラジニーシプーラムに視察に来た郡に委員二人に対しても使用されたという。
彼の宗教者としての立場に関し、政府の圧力が高まったため、オショー・ラジニーシは1984年10月30日に公の場で再び話し始め、最初は少数の弟子たちを前に、その後1985年7月には少し多い聴衆を前に話した。ラジニーシプーラムの支配権は表立って彼に移ったが、州と連邦の当局はシーラ、彼女の取り巻き、他のサニヤシン、そして彼に対する調査を続けた。彼は真の宗教の本質、自由、政治、そしてエイズによって今世紀末までに人類の大部分が死滅する可能性について語った。サニヤシン達に話した内容にはシーラへの批判も含まれていたようである。
1985年、プネー時代から付き従っていた数人の有力な古参のサニヤシンが離反し、当局と話し合いを始めた。1985年9月14日、マ・アナンド・シーラがラジニーシプーラムから逃亡し、翌日には他の10人の高官もそれに続いた。2日後にオショー・ラジニーシは大規模な記者会見を開き、シーラと彼女の仲間を「ファシスト集団」と非難し、「3回の毒殺未遂、ダレス（近くの町）でのサルモネラ食中毒、盗聴、盗聴室、コミューンに5500万ドルの負債を残した財政的虐待」などの一連の犯罪で彼女たちを告発し、地域社会をなだめようとした。FBIが介入し捜査を行い、彼女らがコミューン内外で数々の犯罪、不法行為を行ってきたことが明らかになった。不法行為には、オショー・ラジニーシとその世話人の部屋の盗聴、教団の資産5500万ドルの横領、オショー・ラジニーシの主治医スワミ・デヴァラジ（ジョージ・メレディス）に対するヒ素による殺人未遂、近隣レストランでのサルモネラ菌混入によるバイオテロ、教団に不利な裁判記録を隠滅するための公共施設の放火などが含まれていた。彼は9月26日にサニヤシンたちに赤い服と数珠の着用をやめるよう伝え、彼らはすぐにそれに従った。オショー・ラジニーシは全ての責任はシーラにあり、彼女が何をしていたのか知らなかったと主張した。

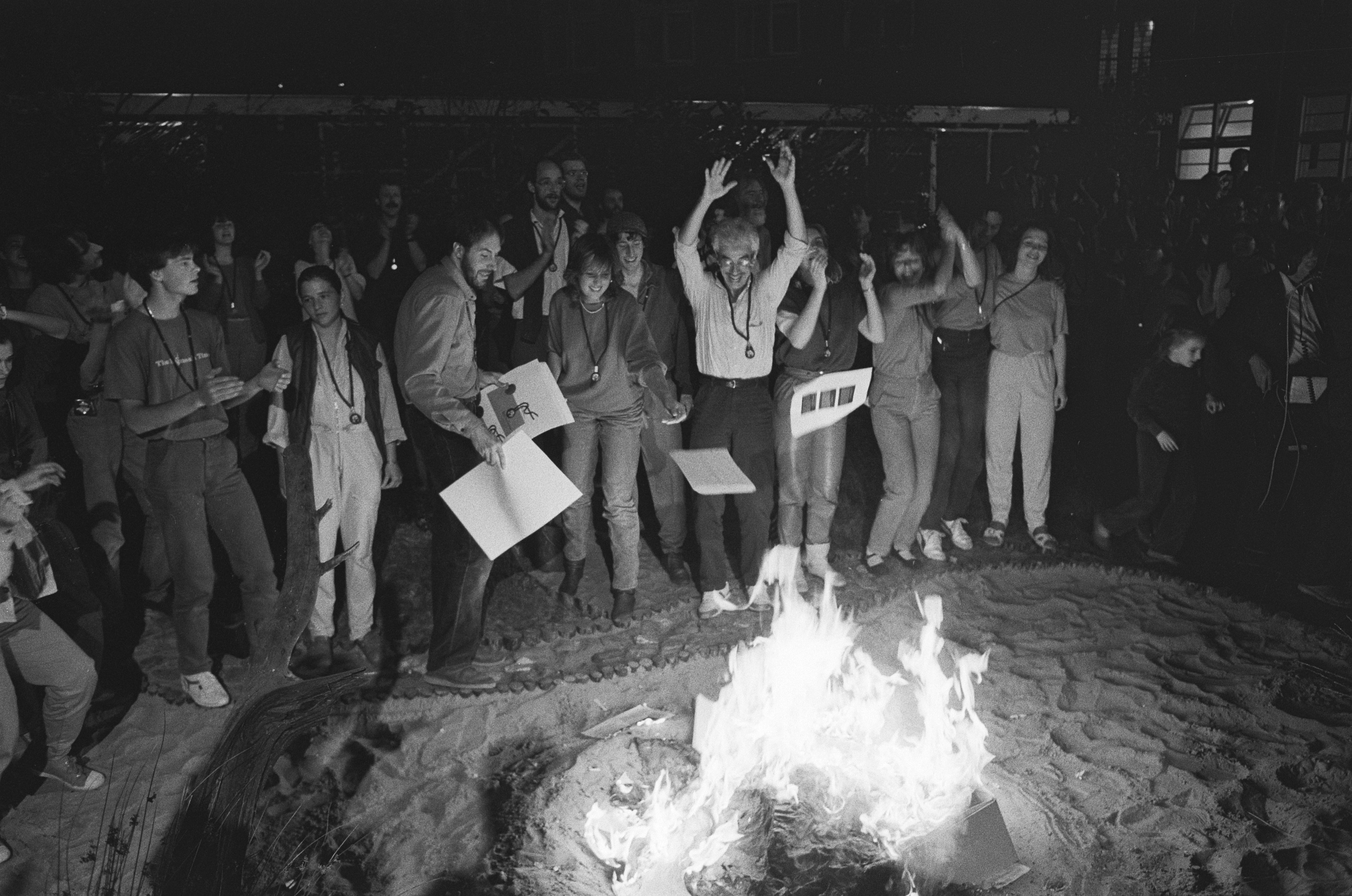
サニヤシン達はラジニーシの命令で、コミューンの火葬場で『ラジニーシズム』とシーラのローブを燃やし、焚火の周りで歌い踊った（1985年9月30日）

シーラ達3名の高弟は、殺人未遂、殺人共謀、第一級の強姦（攻撃）容疑がもたれているが、それらはコミューンのサニヤシン達を服従させるために指導者達が行ったと考えられている。シーラは逃亡先の旧西ドイツで、殺人未遂、サルモネラ菌の使用、盗聴、移民法違反の容疑で逮捕され、アメリカで服役した。シーラは後に、オショー・ラジニーシを守るためだけに有罪を認めたと語っている。
FBIの捜査の結果、数十人のサニヤシンが郡大陪審の前で証言するよう召喚状を受け取り、彼も1985年10月6日に召喚状を受け取った。彼の逮捕状が準備されているという噂もあった。シーラが去った後にインタビュー等で教団の活動の責任はシーラにあると主張したが、それでアメリカ政府の追及から逃れることはできず、彼は逮捕を予測して1985年10月に、インド脱出時と同じく1000人以上いたサニヤシン達には何も告げずに、側近12名と共に小型ジェット機2機で南に向かった。バミューダ島に向かう途中、10月28日に燃料補給に立ち寄ったノース・カロライナ州の空港でFBIがオショー・ラジニーシを逮捕し、逮捕時に一行は6万ドルほどの現金と100万ドル相当の宝石、拳銃を所持していた。彼はオレゴン州に連行され、そこで弁護士が保釈金を支払いラジニーシプーラムに戻った。
アメリカ政府は彼を確実に国外に追い出すことを望んでいたため、逮捕後に起訴された容疑は認めないが有罪を認める答弁を行う司法取引アルフォード・プリーが行われ、オショー・ラジニーシはシーラに問われた殺人未遂等の容疑との関係を問われることなく、告訴されていた34の罪状のうち移民管理局への偽証に関する2つの罪（移民法違反と偽装結婚教唆）を認めること、今後5年間アメリカに入国しないことを条件に、罰金40万ドルの判決と国外退去命令を受け、11月14日に出国した。オショー・ラジニーシの弁護士は、判決を受け入れる選択を取ったのは、偽装結婚教唆の無罪を証明しようとすれば、法的な手続きが長引いてオショー・ラジニーシの生命と健康は脅かされるため、一部の罪状を認めて国外退去になったほうが良いと考えたためだと主張している。教団の上層部20名以上が逮捕され、ラジニーシプーラムは閉鎖された。宗教者としての彼のキャリアで最もネガティブな時であり、これは運動の崩壊や彼の指導者としての立場の喪失につながる可能性もあったが、ほとんどのサニヤシンはラジニーシプーラムを破滅に導いたのはシーラだと考え、誤った搾取的なやり方で彼と運動を脅かしたと非難した。

### 世界放浪と第2期プネー 1985年 – 1990年
アメリカから国外追放され、インドにすぐに戻ったが、インドではアシュラムの過去の財務状況についてさらなる調査が行われる可能性が高く、彼は短期間ネパールに移り、その後1986年1月から世界を放浪した。新しい拠点を求めたが、世界各国の政府から危険人物と見なされ、1986年7月にインドに戻るまでに21ヶ国で入国または長期滞在を拒否され、世界中を転々とした。教団はこの放浪を「ワールドツアー」と呼んでいる。滞在を試みたすべての国から締め出され、オショー・ラジニーシはギリシャで警察に捕らえられ、国外追放された。カナダと西ドイツへの入国も拒否された。長期滞在を許可したのはウルグアイだけだったが、ウルグアイは「いかなる人物、国家、宗教をも批判しないこと」「弟子と合流しないこと」を滞在の条件とした。ネパールとウルグアイには短期間滞在しただけで、最終的に「空港の拘置所で6か月間待機し、深夜に（ギリシャと同様に）警察の強制捜査を受けた後、バグワンはインドに帰国した。」
1985年11月にオショー・ラジニーシは、世界は「怪物アメリカを正しい立ち位置に戻す」必要があると宣言し、「アメリカを黙らせなければ、アメリカが世界を滅ぼすだろう」と述べた。その1年以内に、オレゴンの実験はアメリカだけでなく全世界に広がる、はるかに大規模で壮大な事業の始まりに過ぎないと発表し、世界の命運は自分たちが作るこの新しい共同体運動にかかっていると説いた。クレタ島に短期間滞在した際には、「レーガンとの公の対決」の準備ができていると宣言し、その後、自分と信奉者たちは「5年後にアメリカで共同体を立ち上げるが、それは砂漠ではなくワシントンになるだろう」と予言した。彼の意見では、彼が率いるコミュニティは、アメリカの個人主義と自由の理想、ソ連の秩序と共同体の結束の理想を組み合わせた、レーガン主義と共産主義の中間の道であり、1980年代の冷戦の二元論に代わる完全な選択肢であった。レーガン大統領と公の場で対決するという彼の計画が実現することはなかった。
最終的に、運動の代表者がインド政府と交渉し、プネーに再び定住することができた。1986年7月にインドのムンバイに移り、1987年1月にプネーに戻り、プネーが再びに運動の本拠地になった。彼は古いアシュラムに戻った後、心臓病と糖尿病で衰弱していき、日常の業務と連絡は主治医のアムリト（主治医のジョージ・メレディス、旧サニヤシン名スワミ・デヴァラジ）が行った。プネーへの移転は、教団にとって特別な場所への移転であり、これ以降に、名称の変更（バグワン・シュリ・ラジニーシからオショーへ、ラジニーシ運動からオショー運動へ）、リーダーシップ構造の再編成（「インナーサークル」の設立）、新しい実践と運動の展開のために教義を再構築することを成し遂げ、運動は自己変革に成功した。インドでは、初期のように実践 (瞑想、ワーク、ヨーロッパ人だけが参加するグループ・セラピー) を再び重視し、運動の成功を再定義した。サニヤシンたちは以前のような運動の緩やかなネットワークを重視し、教団が主導する組織的な動きを警戒するようになった。
彼はインドに帰国以降、サニヤシン達に対し、自らが「友人」であり一宗教のリーダーではないと繰り返すようになった。プネー移転後の3年間ほぼ毎日の講話を行い、年間約1万人がアシュラムを訪れた。1987年以降の講話のテーマはすべて禅語録から取られ、その影響か、この時期は日本人の訪問者が増加している。宗教学者のマリオン・S・ゴールドマンは、オショー・ラジニーシと信奉者たちは、アメリカでの大失敗の原因はマ・アナンド・シーラとそのグループだとすることで変革を進め、この運動を、個人の成長と現世で達成感を得るための瞑想的アプローチをすべての人に提供する運動として位置付け直したと述べている。少数のメンバーの多額の献金と他の何百人もの信奉者たちの献身で資金ができると、アシュラムを瞑想リゾートに作り変え、運動は回復し始めた。インドでリメイクされた「オショー運動」は、多くの点で以前よりも人気を博し、プネーのセンターは、活気がありながらも素朴なアシュラムから、5つ星ホテル風高級国際リゾートへと変貌し、年配のサニヤシンたちはアシュラムを離れ、世界の他の地域へと出て行った。
1987年1月に、オショー・ラジニーシはサニヤシンであることが一目わかる赤・オレンジ系統の衣装を廃止し、政治権力による弾圧から弟子たちを守るためだと述べている。
1988年初頭にはすでに、何千人もの人々がワークショップに参加するためにプネーに来訪、再訪し、アシュラムは新しい世界中の利用者を収容するために、大規模で洗練された施設へと急速に拡張された。1988年7月に、オショー・ラジニーシはこの14年で初めて、夕方の講話の終わりに自ら瞑想を指導するようになり、「ミスティック・ローズ」という新しい瞑想テクニックを導入し、同年5月には、無意味な音をただしゃべるジベリッシュと沈黙からなる新しい瞑想法「ノー・マインド」を導入した。日本では1988年に、 Osho サクシン瞑想センターが設立されている。
1988年にオショー・ラジニーシは著作『Jesus Crucified Again: This Time in Ronald Reagan’s America（イエスは再び十字架に架けられた：今度はロナルド・レーガンのアメリカで）』を出版し、アメリカに拘束されている間にタリウムを盛られた証拠を明らかにしたと主張し、「世界最強の国の政府が、一人の人間を恐れ、その人間を黙らせるために文字通り手段を選ばないほどだったのか」と驚いて見せた。この時期の他の著作でも、毒を盛られ、それはレーガン政権の司法長官エドウィン・ミースの策略で、ミースの目的はコミューンを破壊することだったと主張し、アメリカ追放後に健康状態が著しく悪化したことが毒を盛られた証拠だとした。彼はアメリカ政府がラジニーシプーラムを崩壊させるためだけに自分を逮捕したのだと繰り返し、彼が語る逮捕の「真相」や毒殺未遂という刑務所での「真相」を、ほとんどの信奉者は真実としてそのまま受け入れた。
1989年1月に、バグワンという称号は人間の性器を指す非常に醜い言葉だと拒否し、「冗談は終わった」と宣言してバグワンという称号をやめ、同じ講話で「私の体はゴータマ・ブッダ（釈迦）の乗り物となった」と主張した。教団によると、1989年2月から再び病気になった。ゴータマ・ザ・ブッダ（釈迦）を名乗り（これは外部から猛烈な反感を買った）、自分はマイトレーヤ（弥勒菩薩）であると言い、シュリ・ラジニーシ・ゾルバ・ザ・ブッダとも名乗り、1989年2月にオショー・ラジニーシを名乗った。和尚とは、日本の禅仏教の師に対する尊称である。12月30日に自分は仏陀ではあるが歴史上の仏陀ではないと発表し、彼が仏陀でありマイトレーヤ（弥勒菩薩）であることは、「日本の非常に有名な予言者であり預言者」の石田かつ江によって確認されたといい、『No Mind: The Flowers of Eternity』という本を「大いなる愛と祝福を込めて」彼女に捧げた。
コミュニティのリーダーシップにも重要な変化があり、オショー・ラジニーシは1989年に21人の弟子からなる「インナーサークル」と呼ばれる委員会を設立し、彼らが運営の実務を担った。インナーサークルのメンバーの数人がリーダーとして頭角を現し、議長のジェイエシュ（マイケル・オバーン）、副議長のアムリト（主治医のジョージ・メレディス、旧名スワミ・デヴァラジ）、書記のアナンドが権力の大部分を握った。彼らはより差別化された組織構造を作り上げ、ニューヨークとチューリッヒに法人を設立し、オショー・ラジニーシの著作を出版、配布した。
1989年2月29日に弟子たちは彼をオショー（和尚、Osho）と呼ぶことに決め、しばらくの間はオショー・ラジニーシ（和尚ラジニーシ）として知られた。
1989年6月と7月に、独自のコースとワークショップを備えた学校「マルチバーシティ（マンモス大学）」を設立し、マルチバーシティには「Osho神秘スクール」、「Oshoアカデミー・オブ・クリエイティブ・アーツ」、「Oshoインターナショナル・アカデミー・オブ・ヒーリング・アーツ」、「Oshoセンター・フォー・トランスフォーメーション」、「Oshoスクール・フォー・センタリング」、「Osho スクール・オブ・禅・マーシャルアーツ」、「Oshoファカルティ・フォー・リベレーション」が含まれていた。提供されるコースは多岐にわたり、古代チベット僧の脈拍療法、前世催眠トレーニング、視力改善、錬金術催眠療法、タントラのトレーニングまで、世界中のあらゆる場所・あらゆる時代に由来するとされるテクニックやアイデアが含まれていた。「Oshoスクール・オブ・ミュージック」では、彼のメソッドと様々な音楽の伝統を組み合わせたワークショップを提供した。
1990年1月2週目に入ると肉体的に衰弱し、1月19日には脈が不規則になった。医師が心臓蘇生術を準備するべきか尋ねると、オショー・ラジニーシは「いや、ただ私を逝かせてほしい。存在がその時期を決める」と答えたとされ、その後59歳で死去した。遺体はオショー・ラジニーシの「旅立ち（死）」を「祝う」サニヤシンたちに送られ茶毘に付された。伊藤雅之は、死因を心臓発作と述べている。サニヤシンたちは、彼はアメリカの刑務所に収監されていた間に受けた放射能中毒に苦しんでいたと主張し、教団は、彼の死はアメリカ政府が拘留中に食べ物に遅効性の毒を盛ったせいだと主張しているが、遺体はその日のうちに荼毘に付されており真偽は確認されていない。

## コンテンツ
オショー・ラジニーシは瞑想の分野で今も世界中で知られ、未だに出版されており、書籍には社会的、政治的な論評も含まれる。彼の本のほとんどは講話の録音を別の者が書き起こした講話録で、講話の多くはサニヤシンたちが彼に質問するという内容である。650冊以上の書籍が彼の作品とされ、講話録は世界中30か国語以上で翻訳出版されている。人間という存在の様々な側面に関する彼の見解が示されている。
プネーの組織は長期にわたる訴訟に敗訴し、アメリカで「Osho」という商標は取り消されたが（後述）、彼の講話や瞑想ガイドをまとめた何千もの本の著作権は、スイスのチューリッヒにあるOSHOインターナショナル財団が依然として所有している（同財団はプネーのOSHOインターナショナル・メディテーション・リゾートと提携している）。教団の収入のほとんどは出版物によるものである。

## 呼称の変遷
本名は、教団から出版された本ではラジニーシ・チャンドラ・モハン（モーハン・チャンドラ・ラジニーシ）とされているが、正しくはモーハン・チャンドラ・ジャインである。「ジャイン」はジャイナ教の「ジャイナ」の現代インド語読みでジャイナ教徒の姓、「モーハン」は「魅力的な」といった意味で、これが彼の名前、「チャンドラ」はミドルネームで「月」という意味で、インドの慣習では父親の名前である。「モーハン」も「チャンドラ」も、インドで一般的な名前であるが、子供時代のあだ名で「夜の夫」すなわち「月」を意味する「ラジニーシ」は、現代インドでは一般的な名前ではない。
活動を始めた当初はアーチャリヤ・ラジニーシ（ラジニーシ先生）と呼ばれていた。「アーチャリヤ」は、彼の生家の宗教であるジャイナ教の伝統では、生徒に知恵を伝える教師であり、インド中で講演し信奉者を集めた時期に使われていた。
1971年に名前を変え、「バグワン」を新しい称号として選び、バグワン・シュリ・ラジニーシ（Bhagwan Shree Rajneesh）を名乗り、15年間この名前を使用した。バグワン（Bhagwan）はサンスクリット語の「bhagavat」に由来し、「神聖な、栄光ある、尊敬すべき、神の」という意味で、神の伝統的な名前でもある。神や釈迦の尊称であり、ヒンドゥー教では特に創造神ヴィシュヌを意味し、神や化身（アヴァターラ）を意味する言葉としても用いられる。バグワンは、インドや南アジアの多くの地域では、霊的であり宗教的だが特定の神を崇拝しないヒンドゥー教徒にとっては、普遍的な神という抽象的な概念を意味している。インドの伝統では、神性が顕在化している人間に対する尊敬の言葉として用いられ、新宗教運動の研究者のスーザン・J・パーマーとデーヴィド・Ｇ・ブロムリーは、バグワンという称号の意味を「神の純粋な本質である祝福された者または自己実現者」と説明している。
「シュリ」は本質的には敬称であり、文字通り「光」や「輝き」を意味するが、高い地位、権力、威厳、または吉兆を意味する。
彼は後に、この新しい称号の採用は、キリスト教徒、イスラム教徒、ヒンドゥー教徒といった既存宗教の信者達を挑発するためだと述べている。神の伝統的な名前を名乗ることで、その意味を根本的に変えると同時に、実のところ私たちは皆すでに祝福された者であり、「神々」であることを示唆した。また、生徒に教える教師という自身の役割を終わりにし、周囲に集まる人間を知識を求める人々から求道者へと入れ替える目的があり、それはうまくいったとも語っている。
アメリカのオレゴンのコミューンの崩壊をきっかけに、様々な称号を試していった。1989年1月に「バグワン」は世間に長きにわたり広まった冗談だったと説明してこの称号をやめ、一時的にゴータマ・ザ・ブッダを名乗り（ブッダという名前は外部から猛烈な反感を買った）、1986年11月のラジニーシ新聞で「私のメッセージとゴータマ・ブッダのメッセージは非常に似ているため、彼は私の乗り物であったとも言えるし、私が彼の乗り物であるとも言える」と語ったが、その直後に自分はゴータマ・ブッダ自身ではなく、ブッダが将来（宇宙の終わり）にやってくると予言した彼の代表マイトレーヤ（弥勒菩薩）であり、自分はブッダの「友人」と呼ばれるべきだと説明した。シュリ・ラジニーシ・ゾルバ・ザ・ブッダとも名乗り、1989年2月にオショー・ラジニーシを名乗り、その後1989年9月には単にオショー（和尚、Osho）という称号を名乗った。（しばらくの間は オショー・ラジニーシ（和尚ラジニーシ）として知られた）。
オショー・ラジニーシのほぼすべてが論争を巻き起こしたが、オショーという名前も同様であった。オショーが選ばれた理由として宗教学者の伊藤雅之は、日本語の「和尚」から取られたとしている。教団は、オショーには「天から花を降らせる祝福された者」という意味もあると述べている。日本語に由来し、意識を拡大する者への深い感謝と尊敬を暗示していると書いている者もいる。広く解釈すれば、瞑想の尊敬される教師という意味にもなり得る。アメリカの宗教学の教授ヒュー・B・アーバンは、オショーが選ばれた理由として、第一に禅宗の僧侶の伝統的な称号であり、この時期の講話のほとんどを（彼の因習打破の教えに最も近い、相似の教えであったとも言える）禅に捧げていたこと、第二に、オショーという名前は「大洋のような感覚」と共鳴しており、これは神秘主義者が涅槃または無限への融解の体験を説明する際にも、フロイト主義者が子宮内の胎児の初期の状態を説明する際にも使われるフレーズであることを上げ、第三に、オショー・ラジニーシのコミュニティの法的な声明に基づくと、美的、商業的、マーケティング的な価値も考慮して選ばれたと考えざるを得ないと述べている。OSHOインターナショナル財団は、商標および著作権に関するウェブサイトのページで、名称の変更は、マスター）と、マスターに関連するすべての作品、財産、方法、および商品の「ブランド再構築（rebranding）」であるとはっきり述べている。宗教学者のマリオン・S・ゴールドマンも、Oshoへの名称変更は、運動のブランド再構築と、以前の困難からうまく距離を取る戦略の一環だったと述べている。
オショーという称号は今日、彼の人生の全ての時期に、当時使われていないという時代錯誤を無視して用いられている。学者のほとんどは、生前公的・法的に使われた名前（Legal name）である「ラジニーシ」と呼んでいる。

## 思想と活動

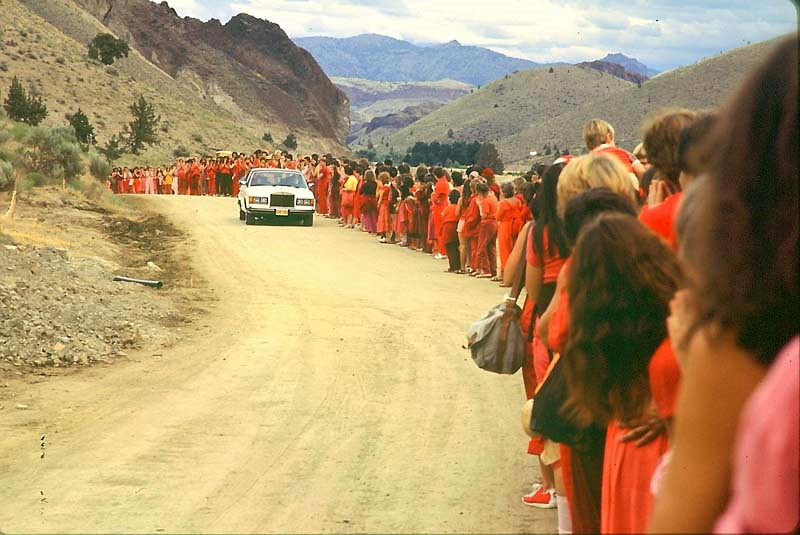
ロールス・ロイスを運転するオショー・ラジニーシ

人間の究極的な目的は「悟り（enlightenment、光明）を得ること」で、真理の探究が第一の優先事項だとされた。個々人の選択がその哲学の本質にあったが、覚者（悟りを開いた人）であるマスター（サッドグルまたは単にグル）は真剣な求道者が自身の本質を発見するよう助けることができるとしており、悟りの究極の自由に至るには、マスターである彼の教えに身を委ねる「明け渡し（サレンダー）」で自我（エゴ）を消滅させることが必要とされた。（オショー・ラジニーシの死（1990年）の後の変革後は、「明け渡し」ではなく瞑想が悟りへの架け橋として定義され、瞑想に身を委ねることで自我が消滅するとされた。）
その教えは講話を通じて伝えられたが、学術的なものではなく、ジョークを交えて語られた。彼は覚者の伝統的なイメージとかけ離れた行動をとることを楽しみ、特に初期の講義はユーモアがあり、どんな事もシリアスに扱わないことで知られた。こうした振る舞いは、いかに気まぐれに見え受け入れがたいものであっても、人々を「（知的・理性的な）心（マインド）の超越」へと導く「変容のテクニック」であると説明された。彼は体系だった教義を打ち立てることに関心があったわけではなく、自身のメッセージを「ある種の錬金術、変容の科学」と考えていた。その変容は、タントラの技法の助けを借りて到達するもので、自我と批判的思考の解体を目的としており、それは物事を「あるがままに」完全に受け入れることであり、絶対的な献身・専心である。個人の自我の放棄、個人の物質的自己と霊的自己の統合というテーマは、彼の哲学で最も重要なもので、その矛盾を含む語りの中で、驚くほど明確で一貫している。ヒュー・B・アーバンは、オショー・ラジニーシの哲学は因習を打破しようとするもので、折衷的でしばしば矛盾して見えるが、その核心にあるのは「ゾルバ・ザ・ブッダ」の理想であると述べている。「ゾルバ・ザ・ブッダ」は、、『その男ゾルバ』の主人公のギリシャ人ゾルバの物質主義と、仏陀の霊性が融合しており、官能とこの世の享楽を、この世ならぬ超越と結びつけることができる、完全に統合された人間とされる。オショー・ラジニーシは、他の宗教が物質的なものと霊的なものを分離しようとするのに対し、完全に悟りを開いた存在は、ゾルバの感覚的な享受と生への欲望と、仏陀のスピリチュアリティと超越的な洞察力とを併せ持つと主張した。彼が説いた新しい理想の人間像は、世俗的なものと神聖なもの、科学的なものと神秘的なものを統合し、物質と魂の両方を全面的に支持する人間というもので、禅、タントラの伝統、繁栄（経済的成功）のスピリチュアリティが融合しており、そのビジョンは恵まれた立場の多くのアメリカ人を魅了した。
1970年アーチャリヤ・ラジニーシだったときに書いた十戒があり、彼はいかなる種類の戒律にも反対していたため、これを書くのは困難だったと述べているが、それは次のようなものである。マリオン・S・ゴールドマンは、これらの戒律は、30年以上に渡り運動の基盤となってきた不変の教義であると述べている。彼の元の手紙では、3、7、9、10番下線が引かれている。

1. Never obey anyone's command unless it is coming from within you also.（自分の内側から発せられたものでない限り、誰の命令にも決して従ってはならない。）
2. There is no God other than life itself.（生命そのもの以外に神は存在しない。）
3. Truth is within you, do not search for it elsewhere.（真理は自分の中にある、他で探してはならない。）
4. Love is prayer.（愛とは祈りである。）
5. To become a nothingness is the door to truth. Nothingness itself is the means, the goal and attainment.（無になることは真理への扉である。無そのものが手段であり、目標であり、達成である。）
6. Life is now and here.（人生は今ここにある。）
7. Live wakefully.（目覚めて生きよ。）
8. Do not swim—float.（泳ぐな、浮かべ。）
9. Die each moment so that you can be new each moment.（毎瞬新しくなれるように、毎瞬死なねばならない。）
10. Do not search. That which is, is. Stop and see.（探してはならない。あるものはある。立ち止まって見よ。）
—アーチャリヤ・ラジニーシ
彼は観念よりも経験を優先し、世界は対立物のダイナミックな相互関係と矛盾を具現していると信じていた。全ての人間は生まれながらに神聖（divine）であり、本質的に悟りの能力を持つ仏陀（目覚めた人）であるが、人間は自分が仏陀であることを理解していない。問題の原因は、生き残るのための機構である心（マインド）であり、人間は心を使って生存戦略を練る過程で、真の本質や真正の自己を表現することをやめてしまう。その結果、人間は反応的で道具的な存在として生き、この生存戦略の一環として本当の感情を抑圧することになり、自ら作り上げた抑圧的で腐敗した制度に囚われてしまっているのだという。人間は仏陀である自らを見失い、社会や宗教、教育による抑圧で狂っているため、揺さぶり、衝撃を与え、狂的なテクニックで狂気を浄化する必要があると考えた。本来の在り方から疎外された現代人は、限界経験によってその窮屈な自我から解放され、全てが一つになった状態で悟りに達することができるとしており、そのために様々なグループ・セラピーや瞑想法が提供された。東洋の伝統だけでなく、ポスト・フロイト派の精神分析家ヴィルヘルム・ライヒ等、西洋の思想・セラピーも幅広く取り入れており（詳細は#影響を受けた思想・人物、類似性の分析を参照）、彼の教えは有力な西洋の教えによってフィルタリングされている。特に性と死への恐怖を克服する必要があるとされ、グループ・セラピーでは、性と死の領域を受け入れ超越する試みの一環として、自由な性愛、侵害行為、暴力の経験が実施されていた。エイズが流行して初めて、適切な防護策が重視されるようになり、自由な性愛の実践の重要性は徐々に低下した。
1970年に行われた一連のヒンディー語の講話（『In Search of the Miraculous（奇跡を求めて）』）には、彼の講話全体の核となる基本テーマが見られ、それは「神とは人格（person）ではなくエネルギーである」「神とは存在そのものである」というものである。彼が言うエネルギーは、宇宙や人間の身体を含むあらゆるものに満ちており、神聖であると同時に「ごく当たり前のもの 」でもあるという。マインドフルネスを通してこのエネルギーへの意識を高め、自我と俗世の知識（慣習的な社会的行動のルールを含む）を克服することで、自分という存在のクオリティを変えることができるという。また初期の講話では、クンダリニー、シャクティーパット（霊的エネルギーの授与）、チャクラ、5つのコーシャといった概念が強調されている。
思想としては、多くの近現代インドの聖者と同様に一元論的な性格が強い。何を悟るのかについてまとまった考えは示されていないが、足沢一成は、彼の「悟り」の構造はヒンドゥー教のアドヴァイタ・ヴェーダーンタ（不二一元論）と同じであり、その教えを総合的に見ると、「（仏陀の悟りのように）何らかの真理を知ることではなく、セックスにより個と個に一体感が生じるように『全体』である『エネルギー』が個に流れ込む状態そのものを経験することと言えるであろう。」と述べている。社会学者のルイス・F・カーターも彼の思想がアドヴァイタ・ヴェーダーンタに基づくと見ており、そこでは、分離し、二元的で、一時的なものに過ぎない人間の経験は、すべてが神聖で絶対的な価値を持ち、それ自体が終着点である宇宙意識（cosmic consciousness）のダンスや遊びの一種であると考えられている。ただし、アドヴァイタ・ヴェーダーンタのように、この世を幻想（マーヤー）と拒絶することはなく、肯定した。彼の教えは、中世インドに始まる「伝統に反対する伝統」であり、無属性・無形の至高神あるいは究極的な真実在とグルへの強い信仰を中心とするバクティの一種ニルグナ・バクティであるという見方もある。
数多くの神秘主義文献の解釈を通じて、（一時的なものではない）永続的な悟りの重要な提唱者となったが、一方、努力や修行の段階を経ずに突然訪れる悟りを高く評価しており、「悟り（enlightenment）は段階的なものだという伝統があるが、その伝統は実のところ真実ではない。それは人間の心（マインド）に対する哀れみから来た半面の真実にすぎない。悟りは突然であり、それ以外にはあり得ない」と述べている。（1990年代には、こうした努力のいらない突然の悟りという概念が流行した。）
600冊近く出版された著書の中で（そのほとんどは彼の講話やイニシエーション・トークの記録）、ほとんどすべての主要な宗教的・哲学的伝統について論じており、それらは禅宗を主として混ざり合い、人生のあらゆる面を十分に楽しむようにという激励がスパイスとなっていた。ジャイナ教、ヒンドゥー教、カビール、バクティ詩人、タントリズム、ハシディズム、道教、シク教、イスラム教のスーフィズム、キリスト教の福音書、グノーシス派のトマスによる福音書、古代ギリシャの哲学者ヘラクレイトス、キリスト教神秘思想家のディオニュシウス・アレオパギタやハリール・ジブラーン、大乗仏教、禅宗の師、神智学のメイベル・コリンズ、グルジエフ、マルティン・ブーバー、ニーチェ、マルクスやフロイト、企業家のヘンリー・フォード等の多様な伝統や東洋と西洋の様々な神秘主義者・哲学者等の教えを引用し、ヨーガや禅の伝統、ウパニシャッドやグル・グラント・サーヒブなどの聖典について語った。彼の講話の内容は厳密なものではなく、学術的な発表ではなかった。若い頃に学んだ「彼らの談話を使い、彼らの言語を使い、彼らの聖典を使う」という原則を、自分のメッセージを伝える手段として用いていた。セックスというテーマが運動の普及の媒介になった。講話で強調されるポイントは一定ではなく、時とともに変化し、パラドックスや逆説を大いに楽しんでいたため、全体的な内容を要約することは難しい。講話で取り上げられる様々な宗教はそれぞれ独自の体系をもつため、題材が巧みに移り変わる彼の講話は、全体としてみると矛盾しており、講話ごとに彼の教えは異なるという印象を与える。彼自身こうした面に自覚的であり、悟りは語ることができないもので、宗教は隠喩によってのみ表現されうるため、講話を文字通りに受け取ると矛盾が生じると説明している。1970年代・1980年代には、彼とのつながりを保ち、究極の師として受け入れる弟子である限り、講話のどの部分を受け入れ、拒否するかは個人次第だった（現在では首尾一貫した瞑想がより重視されており、師弟関係の重要性は薄まっている）。
ヒンドゥー教の分派ともいえるジャイナ教徒として生まれ、自身の背景の多くを否定したが、ジャイナ教の影響がはっきり見られる。インドという土地の神聖さを信じていると公言していたが、これは正統派ヒンドゥー教徒の人々の見解と同じ考えであり、彼の思想としては珍しい。マハトマ・ガンディー等のヒンドゥー教の政治指導者を軽蔑し、仏陀やキリスト等の古の偉大な宗教指導者を称賛していたが、サニヤス、ダルシャン、アシュラムなどのヒンドゥー教用語を使用しており、これが彼の語りに秩序を与えている。

### 反社会主義・グローバル経済支持
オショー・ラジニーシは高校時代に社会主義に深く興味を持っていたが、その後、経済システムとしての社会主義に次第に幻滅していった。1960年代後半までに彼の社会主義に対する疑念は、その知的基盤と、現代インドにおける社会的・経済的・倫理的影響に対する非常に厳しい批判に発展した。著書『Beware of Socialism !（社会主義に用心せよ！）』 （1978年）では包括的な社会主義批判が行われたが、1960年代後半から死去するまでの彼の講話全体に同様の見解が見られる。彼は社会主義を主に、貧しい持たざる者たちが、苦労して自らの力で豊かになった裕福で勤勉な人間に対して抱く嫉妬に基づくイデオロギーとみなし、非難した。
オショー・ラジニーシは、社会主義は富を貧困者に分配するという「不自然な」試みに基づいているが、資本主義は、干渉的な国家や無能な官僚の介入なしに資本が成長する、社会主義よりはるかに「自然な」イデオロギーであると考え、経済成長の妨げは政府であり、政治家は経済成長の邪魔をする無能な「愚か者」の集まりに過ぎないと批判した。彼にとって、資本主義は自由に関するものであり、「資本主義は、あらゆる種類の人々に、人生のあらゆる過程において、成長し自分らしくあるための完全な自由を与える人道的なシステムである。…資本主義の終焉の鐘は、結局は人間自身の終焉の鐘となるかもしれない。」と語り、ロックフェラー家のような成功した資本家が残りの民衆に富を分配することで、真に公平で永続的な「社会主義」社会が創造されるとした。彼はインドにおけるアメリカ式資本主義の初期の提唱者であり、マハトマ・ガンディーの禁欲主義、質素さ、国家主義を否定し、「私にとって、アドルフ・ヒトラーはマハトマ・ガンディーほど危険ではない。アドルフ・ヒトラーはマハトマ・ガンディーほど暴力的ではない。」と語り、グローバル資本主義、物質主義、繁栄を支持する、一種の「反ガンディー」として活動した。
彼は同時代の他の国際的なグルにように、ヒンドゥー・ナショナリズムを主張したことは一度もなく、国際資本主義を信奉し、近代技術と西洋資本主義と共に、性欲と肉体的快楽を受け入れる、新しい種類の官能的なスピリチュアリティを主張した。

### 自我と心
オショー・ラジニーシは、人間の究極的な目的である光明（悟り）を得た状態、「本来の自分」とは、人々の「真の個性」が全面的に開花し、自己が宇宙全体と一体化した意識状態であり、虚りの実存である人間の自我（ego）が最大の障害になるとする。自我は教育、社会的条件づけ、社会化によって強まっていくと考え、親の教育や学校教育、道徳的、宗教的な教えなど全ての教育は、特定の信念体系や社会的役割を教え込み、人間を鋳型に嵌め込んでしまうと考えて、既存の教育全てを激しく批判した。
また、特に組織宗教やその指導者を激しく批判した。批判のポイントは、従来の組織宗教の多くが彼岸（あの世、死後）での目的達成を掲げているため、生きることを全体的に享受しスピリチュアルな成長の機会とすることが妨げられること、オショー・ラジニーシは性的エネルギーを本来自己変容の機会であるとみなしているが、彼らはそれを否定し性をタブー化していること、権威主義的な宗教組織の制度が本来内なる体験から見いだされる宗教的エッセンスを見失わせることである。
オショー・ラジニーシは、固定された永続的な自己やアイデンティティという考え自体に異議を唱え、絶えず移り変わるアイデンティティという逆説的な理想を掲げた。固まった考え方、正統性、そして何より宗教的教義に抵抗し、常に流動する「流動的な人間」である「新しい人間」の誕生を呼びかけた。光明（悟り）を得る妨げとなる自我を落とすためには、「いかなる価値判断もせずに自己の信念や思想、感情のパターンを見守り続けていくこと」が必要だとし、「過去や未来に煩わされることなく『いま、ここ』で覚醒する」ことを強調している。ニューエイジでは理性より感性が重視され、理性的な議論を積極的に行わない。サニヤシン達も同様に、理性重視の「マインド」という言葉をしばしば否定的に用いる。
また彼自体が、流動的で移り変わりやすく、時に矛盾した人物であり、その時々、それぞれの聴衆に合わせた複数のアイデンティティがあるかのように見え、伝記を再構成する上での難しさとなっている。初期の弟子たちは彼のことを、狂人、救済者、詐欺師、聖人の、移り気な混合体として表現した。
ハノーバー医科大学のトルステン・パッシー医学博士によると、オショー・ラジニーシのコミュニティでは、幻覚剤の一種MDMA（通称エクスタシー）が、「社会規範の束縛からの解放」の手段として、また自己啓発の触媒として使われていた。

### 揺さぶり、衝撃による目覚めの促進
真の「師」とは、弟子をいい気持ちにさせたり、すべての答えを与えたりする人ではなく、むしろ、混乱させ、自問自答させ、激しい内面の葛藤を引き起こす人物だと語り、人間はみな本質的に霊的であり、仏陀でさえあると繰り返し説き、「仏陀の仕事とは何か？私たちを揺さぶることだ。私たちが意識のある生活だと勘違いしている昏迷の状態から、私たちの本性である悟りの意識への、突如とした恍惚の気づきへと、私たちに衝撃を与えることだ。」と語った。人間は狂っているのだから、狂的なテクニックだけが、その平凡で快適な生活を揺さぶり、狂気の浄化を助けることができるとされた。

### 瞑想とセラピー
瞑想を単なる修行としてではなく、全ての瞬間に維持すべき意識状態、信念と期待によって条件付けられた機械的な反応の眠りから人間を目覚めさせる完全な気づき（アウェアネス）として提示した。彼は心理的・感情的パターンへの気づきのために、瞑想の準備段階として西洋の心理療法を採用した。オショー＝ラジニーシ運動における瞑想やグループ・セラピー（集団心理療法）の目的は、他のニューエイジの実践と同様に、「社会や文化の影響によって鋳型にはまってしまっている自己を解放し、瞬間、瞬間を覚醒して生きること」であるとされる。
オショー・ラジニーシはセラピーを瞑想に入る準備とし、各種セラピーを開発、導入した。彼が勧めたセラピーの大半は、1960年代から70年代にヒューマンポテンシャル運動で開発されたものに由来しており、多くのセラピストが新しい可能性を求めてインドのアシュラムに集まりセラピーを行った。直接肉体にアプローチするセラピー、幼少期の自分を再体験するセラピー、関係性や性のタブーを見つめなおすセラピーなど、様々なものが行われたが、伊藤雅之によると、セラピーの主要な目的は2つで、第1は「怒りや恐怖、嫉妬など抑圧された感情を見つめ、感情のブロックを取り除いてエネルギーが流れるようにすること」、第2は「『ありのままの自分』を受け入いれ、気づきを高めていくこと」である。
意識変容を促進する手段として、オショー・ラジニーシは全部で100以上の瞑想技法を提案した。東洋の伝統では静かに座って思考を観照することが瞑想であったが、思考や感情をより観察しやすいように体の動きを瞑想の中に取り入れた。その「アクティブ（動的な）瞑想」の技法は、静寂に至る身体活動の段階を特徴とする。
この中で最も有名なのは、1970年4月に提唱されたダイナミック瞑想で、人間の習慣的な思考と行動のパターンに衝撃を与えるようにデザインされている。オショー・ラジニーシはセックスは悟りにつながると考えていたため、セックスはしばらくの間、ダイナミック瞑想の一環として日常的に行われていた。
ダイナミック瞑想は今日にまでオショー＝ラジニーシ運動の中核をなす実践法であり、彼の哲学と方法全体の一種の縮図だと言われている。「私のダイナミック瞑想の技法は、あなたの神経症をありのままに受け入れ、解放しようとするものである。この技法は基本的にカタルシスから始まる。隠されたものは何でも解放されなければならない。…あなたが 『意識的に狂気』にならない限り、決して正気になることはない。」この瞑想は人為的に混沌状態を引き起こすもので、オショー・ラジニーシは身体の不安やストレスを浄化すると主張した。伝統的な静かな瞑想形式とは異なり、ダイナミック瞑想ではカタルシスは、内面の混乱と動揺を取り除く準備段階であり、心を落ち着かせるためのものと見なさていた。
参加者は激しく呼吸し、叫び、飛び跳ねて泡を吹き、そのあとに伝統的な静的な瞑想が行われた。この瞑想は目を閉じるか目隠しをした状態で行われ、5つの段階から成り、そのうちの4つは音楽を伴う。まず瞑想者は10分間、鼻からの速い呼吸を行う。後半の10分間はカタルシスを得るためのものである。「何が起きても、起こるままに任せなさい。…笑う、大声を出す、絶叫する、飛び跳ねる、揺れる、あなたがやりたいと感じたことは何でも、それをやりなさい！」（この段階は、1970年に広く普及し始めた原初療法によく似ている）。次に10分間、両手を上げてジャンプし、足裏が地面に着くたびにフー！と叫ぶ（「フー」はスーフィズムの言葉で、イスラム教の神の名前の1つで「彼」を意味する）。次の段階は沈黙であり、瞑想者は突然完全に動きを止め、15分間完全に動かずに、起こっていること全てを観察する（オショー・ラジニーシは、この段階がグルジエフに触発されたものだと認めている）。最後の段階は、15分間の踊りと祝賀である。
クンダリーニ「シェイキング」瞑想やナーダブラーマ「ハミング」瞑想など、他の動的な瞑想技法も開発したが、これらの瞑想技法はある種の身体的な活動も含むものの、それほど動的なものではなかった。彼はまた、弟子たちに無意味な音をただしゃべらせるジベリッシュ・セッションを主催したが、彼によれば、これは心のゴミを一掃し、リラックスさせるものである。彼の後期の「瞑想療法」は数日間のセッションを必要とし、オショー・ミスティック・ローズは、1週間は毎日3時間笑い、2週目は毎日3時間泣き、3週目は3時間黙想することからなる。これらの「起こっていることを見ること」のプロセスは「気づき（アウェアネス）への跳躍」を可能にするという。
最初のインド時代のプネーのアシュラムでは、悟り（光明）を得る手助けとしてかなり実験的なセラピーが行われており、1970年代にアシュラムで行われたほぼ全てのセラピーは全裸になるよう求められ、エンカウンター・グループの中では他の参加者への肉体的暴力が許されることもあり、怪我や骨折で病院に連れていかれた者もいたと言われ、タントラ・グループではセラピー内で相手を探しセックスすることが求められ、数日間のセラピーで複数の相手とセックスすることもありふれていたという。こうした実験的なセラピーの採用は、オショー＝ラジニーシ運動の特徴となっており、他の成長センターで行われたセラピーとは大きく異なり、強烈なものだった。母親が幹部で運動の中で育ったティム・ゲストは、グループ・セラピーでは、恋人が他の人とセックスしているのを眺め、自分の中に湧き上がる感情を観察することも人気の実践だったと語っており、嫉妬や怒りを感じたら、それは無執着を練習する絶好の機会とされた。
マ・アナンド・シーラの説明によれば、プネーのアシュラムのセラピーでは、時に「本当に恐ろしいこともあった。骨折したり、目の周りに青あざができるのはよくあることだった」が、「参加は常に自発的だった」。それでも、こうしたセラピーは「西洋人」には有益だが、インド人には誤解されるだろうという共通認識があり、オショー・ラジニーシもこのことを認識しており、インド人の参加を禁止した。彼は最終的に「西洋の人々は非常に抑圧的な世界から来た。彼らのライフスタイルはインド人とは違う。考え方も違う。彼らにはアクティブなセラピーが必要だ。インド人にはもっと受動的で静かな瞑想が必要だ。」と説明し、これによりインド人サニヤシン達は、自分たちの方が西洋人より霊的・精神的に発達しているのだと思ったという。

#### あらゆる境界の破壊
最初のプネーのアシュラムは徐々に暴力的、権威主義的になっていったが、オショー・ラジニーシはアシュラムにおける自由の欠如と暴力の容認について、あるサニヤシンから直接質問され、アシュラムは決して民主的なものではなく、極めて独裁的なもので、自分（オショー・ラジニーシ）が決めたことは絶対だとはっきり述べている（やり取りは1978年に教団の雑誌に掲載された）。彼はまた、こうしたグループ・セラピーの一部にある暴力や性的実験は、あらゆる境界を根本的に破壊し、完全な精神的解放をもたらすために必要だと説明し、アシュラムに残るかを去るか、何に参加するかは当人が選ぶことだと諭している。ティム・ゲストは、あらゆる境界を見つけて立ち向かい、そのためなら、泣いても叫んでも、喧嘩でもセックスでも、何をしても許されたと語っている。

### タントラと性愛
ヒュー・B・アーバンによると、欧米で再解釈された現代のタントラの世界的普及で最も大きな役割を果たしたのはオショー・ラジニーシである。彼はインドの因習的伝統や組織宗教に対する批判を行い、セックスが超意識に至る手段になりえると説いて議論を巻き起こし、身体を重視するホリスティックな教え、タントラ的な「悟り」とそこに至る方法を教えた。
1968年の講義に基づく『From Sex to Superconsciousness（セックスから超意識へ）』はセックスをテーマにしており、1960年代後半以降の彼の講話には、性的なテーマが一貫して含まれている（現在の Osho出版社は、「Sex Matters（セックスの問題）」(2003年)、 「The Science of Tantra（タントラの科学）」 (2010年)、 「Tantra: The Way of Acceptance（タントラ：受容の道）」 (2011年)、『Tantric Transformation: When Love Meets Meditation（タントラ的変容：愛が瞑想と出会うとき）」(2012年) などの書籍やDVDとして、性的テーマを扱った講話を継続的に再パッケージし販売している。）。
オショー・ラジニーシはカリフォルニアのエサレン協会などのニューエイジ・センターで広まっていたアメリカ風のタントラと性的解放の理想に強く影響を受け、ヒンドゥー教と仏教のタントラの側面を、アメリカのニューエイジ運動にあった現代の心理学、精神分析理論と技法と統合し、伝統的な南アジアのタントラを再定義し、性愛と性的快楽、オーガズム（性的絶頂）の原始的な力を究極の神性の源、一種の「超意識」に変えることに主に焦点を当てた独自の「ネオタントラ」を創り出した。彼のネオタントラは性愛を奨励しており、それが愛と宗教的経験（スピリチュアルな目覚め）を生み出すと信じていた。彼はタントラの伝統的なヨーガ的、禁欲的な側面に反対し、禁欲主義者は深刻な心理的問題を抱えた人々であると書き、「生命に対して非常に敵対的なもの、生命に対して非常に否定的なもの、生命に対して非常に拒否的なものが、人類の血の流れの中に入り込んでしまった。そしてそれは、いわゆる禁欲主義者たちを通して入ってきた。彼らはマゾヒストであり、自分自身を苦しめている。彼らの唯一の喜びは、より多くの不幸を作り出すことにある。」「最も偉大で最も知的な人々は、最も性的な人々である。愛のエネルギーは基本的に知性だからだ。愛することができなければ、あなたはどこか閉じていて、冷たく、流れることができない。」と説いた。
生命エネルギーそのものである性欲を結婚という社会制度や宗教的禁欲で抑圧すると、人間の意識は歪み、その能力の委縮につながると考えた。オショー・ラジニーシの考えでは、タントラ（ネオタントラ）とは、単なる肉体と精神の完全な統合への道ではなく、宇宙的な究極のオーガズムへの道でもなく、むしろ革命的でありうるスピリチュアルな道であり、組織的なヒエラルキーや確立された権威のない宗教というビジョン、個々の人間の至高の神性のみに基づく宗教のビジョンを提供するものでもある。オショー・ラジニーシは精神分析学の創始者ジークムント・フロイトや、ヴィルヘルム・ライヒのようなポスト・フロイト派に倣い、セックスは「人間の最も強力な本能」であり、人間の本性における最も原動力であり、最も悪い神経症と最も崇高な霊的体験の両方の源であると繰り返し語った。「セックスはとても重要だ。なぜなら、自然全体がセックスを求めているからである。そうでなければ、人間は存在し続けることができないだろう。セックスが個人の意思によるものなら、地球上には誰も残らないだろう。セックスは非常に強迫観念的で、已むに已まれぬもので、性衝動が強烈なのは、自然全体がセックスを求めているからである。」セックスは人間の本性の中で最も深く激しい衝動であり、宗教者、政治家、支配者たちは、人間を従わせ、奴隷にするために、セックスを激しく抑圧してきたとし、タントラは、性欲を受け入れ解放する唯一のスピリチュアルな道であり、宗教的・政治的な支配を受けることのない非常に深い自由を人間にもたらすとした。
オショー・ラジニーシの反社会主義的で資本主義推進的な尖った経済的理想と同じように、彼のタントラは、一種の激しい個人主義、反正統主義、そして利己主義に基づいている。人間は皆本質的に神聖な存在であるため、他の人を助けようとする前に、まず「完全に利己的になり」、自分自身を受け入れなければならず、そうして初めて利他的になれるとする。タントラは完全な自己受容の道であるとされ、彼のネオタントラの最終的な目標は、その人が完全に悟り、解放され、「神のような」存在になることである。性的欲望の解放を説き、むしろ制の快楽を徹底して享受して、それを崇高なレベルに引き上げるべきとした。官能と霊性・精神性は相反するものではなく、むしろ肉体的快楽はスピリチュアルな生活の一部になると教えられ、オショー・ラジニーシの共同体では、セックスだけではなく、音楽やマッサージ、女性の脚の間から熟したマンゴーを食べることまで、様々な官能的な活動を「意識的に」行うことが奨励された。
一人のパートナーを持つことは、ただ束縛を増やすだけであり、神は何百万もの形で現れるのに、なぜ一人のパートナーに執着するのか、サニヤシンは一人のパートナーに執着してはいけないと説かれた。コミューンでは女性も男性も、複数の異性と短期的・多元的な恋愛関係を持つことが奨励されていた。スーザン・J・パーマーは、これは共同体における愛のシェアと平等の理想を表現したものであり、情緒的でエロティックな感情は、カリスマによる共同体を流れるオショー・ラジニーシの「エネルギー」の通路であり、個人を悟りへと導くものだった、と説明している。
1960年代から1970年代にかけて、タントラはカウンターカルチャーと性革命の重要な一部となり、 オショー・ラジニーシ等の有名なグルが「ネオタントラ」の実践を推進し始め、ニューエイジと自己啓発運動の中で広まった。彼のような西洋人を弟子にしたインド人グルや、アメリカ人ヨーガ行者のピエール・バーナードのような西洋のタントラ指導者は、セックスと瞑想を融合したエキゾチックでエロティックな慣習という西洋人的なタントラ文化のイメージにどちらも賛同している。
オショー・ラジニーシが再定義した西洋タントラ（ネオタントラ）は、あらゆる宗教制度を否定し、タントラの文献に基づいておらず、タントラの文献と儀式自体も否定している。本来のタントラのほとんどは規律ある瞑想と儀式を含むシステムだが、彼のネオタントラはあらゆる儀式に対する反逆に改変されている。ヒュー・B・アーバンは、オショー・ラジニーシは、自身のネオタントラが、南アジアの伝統的なタントラの形態とほぼ共通点がなく、現代的な再解釈だということを認識していたようだと述べている。オーガズムの力を、スピリチュアルな体験を得るための最高の手段として利用していることが示唆されており、ネオタントラでは、タントラ的オーガズムの瞬間に、「統一された首尾一貫した自我」という幻想が消え去り、自己という虚構は生命エネルギーと欲望の戯れに満ちた流れであることが明らかになるとされる。こうしたネオタントラ的な性的オーガズムの理解は、ポストモダンにおける「主体の死」の極端な表現の一例となっている。

### 霊性・精神性と資本主義の統合
1970年代から80年代にかけて、世界経済と政治の支配的イデオロギーとして新自由主義への明確な転換があり、新自由主義は「あらゆるものの商品化」が特徴である。あらゆるものがオープンな市場で交換される商品とみなされる新自由主義には、スピリチュアリティ（霊性・精神性）も含まれる。20世紀後半のグローバル経済における新自由主義への変遷は、オショー＝ラジニーシ運動の誕生とほぼ同時に起こった。スピリチュアリティの商品化自体は19世紀のアメリカですでに始まっていたが、1980年代の新自由主義の勝利とともに、文化のあらゆる側面に拡大して「あらゆるものの商品化」が起こり、世界的な現象となった。
オショー・ラジニーシとその信奉者たちは、1960年代から1970年代にかけて台頭してきたグローバルな市場への賛同を、かなり明確に表明していた。プネーの初期のアシュラムが最も繁栄していた1978年には、オショー・ラジニーシはプネーのアシュラムについて、「ここは市場だ。市場にこれほど似た場所が他にあるだろうか。ヒマラヤのどこかにアシュラムを作ることもできただろう。…私は市場の一部であり続けたい。そしてこのアシュラムは、ほとんど市場の一部として運営されている。」と語っていた。彼は1980年代のラジニーシプーラムで資本主義と市場のレトリックをさらに大胆に用いており、ヒュー・B・アーバンは、「満足を売る」「悟りを売る」という彼の主張は、知的な思想、個人的な幸福、霊的・精神的な達成を含む「あらゆるものの商品化」としての新自由主義の典型であると述べている。マ・アーナンド・シーラは、「私たちの宗教はおそらく資本主義と宗教を統合した唯一の宗教です。…これは素晴らしいことです。うまくいっています。」と語っていた。

### 教えからの死・悪の排除
オショー・ラジニーシは、生にしがみついていれば死は死だが、生にしがみついていなければ、死は「かたちという監禁から自由」になることで、「大いなる喜びがある」と説いている。サニヤシンが死んだとき、遺体を赤い花で飾り、セレブレーション（祝祭）を開催し、歌とダンスでお祭り騒ぎをする。彼が「光明を得た」と宣言したサニヤシンの死は教団全体で祝われ、そうでない場合は友人と家族で祝う。死のセレブレーションは、出席者にとって貴重な変容の可能性のある機会とされる。
社会学者の樫村愛子は、彼の教えの内部から死は完全に排除されていると評している。また、悪も排除されているとみなしている。

### 師弟関係
インドにはグルと弟子の伝統（グル・シッシャの伝統）があり、インドのほとんどの宗教的指導者は、グルとのつながりや、はるか過去に遡る神話的な系譜、シヴァ神、ヴィシュヌ神、女神などの神とのつながりによって自らを確立していたが、彼は師を持たないことを誇らしげに公言した最初の一人だった。自らを一種の「反グル」「グルを持たないグル」として、確固とした師の系譜を持たない、根本的に反権威主義的なメッセージを教える覚者として示した。
オショー・ラジニーシは思想家からグルに転身したが、当初のインド人の弟子が実践した弟子の条件やグルへの帰依は、インドの宗教伝統に基づいたものだった。
オショー・ラジニーシはグルと弟子の一対一の師弟関係を肯定・強調し、それが光明（悟り）を得る手助けになると主張し、「サニヤシンがより『自分自身になる』道を開くため」とされた。

覚醒を得た者との接触がないかぎり

あなたが成長することは不可能に近い

道を知る者、道を旅して来た者

行き着いた者と同行しないかぎり

あなたが到達することは不可能に近い

あなたが信頼でき自分を明け渡すことができる者に

手を引かれてゆかないかぎり

あなたはきまって道に迷う

導師とは

導師に自分を明け渡すことが保護になるような

そんな磁力だ
—バグワン・シュリ・ラジニーシ、The Book of Wisdom 第2巻
「光明を得た」存在が人々の意識変容を促すと説いたが、彼が説く師弟関係はグルへの絶対帰依ではないとされる。サニヤシンはそれぞれ少しずつ異なる霊的・精神的な道を歩まなければならないが、その個人的な探求には、彼の教えから各々のサニヤシンの心に直接届く目に見えない糸が絶対に必要であると、生涯に渡って主張していた。
彼の弟子たちはサニヤシン(sannyasin)、ネオ・サニヤシンと呼ばれている。「サニヤシン」という語はもともと、インドの宗教的慣例に従って家庭と世俗を捨てた修行者のことだが、オショー・ラジニーシは世俗を離れるのではなく、現世肯定的なサニヤシンのあり方を強調した。ネオ・サニヤシンは伝統的なサニヤシンのように厳格で人生を否定するような存在ではなく、むしろ「歓びに満ちた生き物、反逆者、踊り子」だった。「サニヤシンになるということは、何か新たな信念体系を獲得することでもなければ、個人的な所有物を放棄することでも、また特定の人物に追従することでもない」とし、「明け渡し（サレンダー）」について、自我は観念にすぎないため、弟子は師に自我を明け渡すことで特定の何かを明け渡しているわけではなく、実際には存在しない、自分が持っていると思い込んでいるもの全てを明け渡していると説明している。運動の他の物事同様に、「明け渡し」の意味をサニヤシンが自分なりに構築する余地はかなり与えられていた。
1970年代後半から1980年代前半にかけて、サニヤシンとなった者は、オショー・ラジニーシを自分のスピリチュアルな師として認め、その教えへの帰依を誓い、サニヤシン名（全く新しい名前か、女性には「母」という意味の「マー」、男性には「主人」という意味の「スワミ」という接頭辞をつけた名前）をもらい、毎日1回瞑想し、赤とオレンジ（光のスペクトルの太陽の色、日の出の色）を身にまとい、ベジタリアンになり、彼の写真入りロケットをつけた108個の球の数珠（マーラー）を身につけることが求められた。こうした実践に加え、サニヤシンは彼との心と心のつながりを認める必要があった。サニヤシン名は最初、インドの言葉から取られていたが、後に世界中のあらゆる宗教から借用された。彼はネオ・サニヤシンにヒンドゥー教の伝統的なサニヤシン（出家者）の外見的な特徴を採用したが、これは「あらゆる伝統的な意識を破壊する」ことを意図したものであった。（とはいえ、彼の教えには明らかにヒンドゥー教的なものが残されている。）
運動が比較的小規模だった1974年以前は、オショー・ラジニーシは弟子達が宗教に対する多くのアプローチを探求し、彼の修行と他の修行を組み合わせることを奨励していた。彼らの元々の生活、元々のアイデンティティを放棄したり、以前の人間関係を犠牲にしたりすることなく、自分自身を変革することができるとされていた。運動が成長し、プネーのアシュラムに移ると、オショー・ラジニーシは悟りを開いたスピリチュアルな師の役割を担うようになり、サニヤシン達は他のスピリチュアルな道を放棄するよう求められるようになった。最も物議を醸した1976年から1986年までの10年間は、オショー・ラジニーシにのみ帰依することが求められた。
サニヤシンたちは自身をヒンドゥー教徒だと思うことはなく、オショー・ラジニーシもそう勧めることはなかった。サニヤシンたちは、理想的にはオショー・ラジニーシの思想に服従する必要はないとされるため、彼らは「信者」と呼ばれることを嫌う。伊藤雅之は、にもかかわらず、「その世界観を具現化するためのアシュラムや各種の活動のなかには、ラジニーシの教えと矛盾する内容もしばしばみられた。（中略）また、ラジニーシの支持者にも、ともするとラジニーシを教祖として崇拝し、その教えを絶対的なものとして盲信する傾向がみられた。」と指摘している。
オショー・ラジニーシの弟子たちは、自分たちを 「バグワンの恋人たち（lovers of Bhagwan）」と呼んでいだ。スーザン・J・パーマーは、スピリチュアルな探求と師の存在によって呼び起こされたサニヤシン達の心酔の感情は、性的な欲望やロマンチックな愛と結びついていたと述べている。サニヤシン達はオショー・ラジニーシを「覚者」として、「性を超越した存在」と捉えていたが、サニヤシンがイニシエーションの儀式で彼に「明け渡し」、彼のエネルギーを受け取る際の関係においては、男性として認識されていた。オショー・ラジニーシの女性の弟子にとって、「恋人」という役割は非常に重要で、1980年代には、献身的な弟子や「バグワンの恋人」になるためにはコミューンに住む必要があった。

### 終末的時代観・黙示録的ヴィジョン
1984年から1999年は、大規模自然災害と人災に満ちた人間にとって最も危険な時代にあり、旧約聖書のノアの大洪水以来の大規模洪水や、地震、火山爆発が起こり、核戦争に終わるような破滅的な戦争が起こり、ホロコースト（大破壊）が地球規模で起き、東京、ニューヨーク、サンフランシスコ、ロサンゼルス、ムンバイなどの都市は消滅すると予見した。人間は核兵器による破壊、エイズの大流行、人口過剰に脅かされた世界に生きていると考え、エイズが前例のない大惨事を引き起こし、人類の3分の2が死ぬが、サニヤシンだけが無傷で生き残ると予言した。

### 人類の超人への進化
地球は愚かな人類をもはや許さず、人間は自殺するか、新しい人間に生まれ変わるかの瀬戸際にあると説いた。
地球的規模の破滅から逃がれる可能性はなく、ラジニーシズムとは、この人類存亡のチャレンジを受けて立つものであり、意識の上での「量子的跳躍」を起こし、人間の意識を変容させ、ニーチェが言う「超人」を生むために唯一世界的な努力をする、「意識の上でのノアの箱舟」を創る運動だとしている。
猿が飛躍して人間になったが、全ての猿が人間になったわけではなく、人類から超人への跳躍も同様であると考えた。サニヤシンが全員ホロコーストを生き延びるとは限らないが、「絶対の保証をもって言える。生き残り生きのびるのは者たちはラジニーシィ（サニヤシン）であり、残りは猿でいるか、自殺するかのどちらかだと……。実のところ、残りはどうでもいい。」と語った。

### 結婚・家族・産児制限
オショー・ラジニーシは、環境の調和、技術の進歩、厳格な出産制限、瞑想的な意識を特徴とする「女性のニューエイジ」を予言し、家族は本質的に機能不全と破滅に陥りやすいと考えており、運動は常に子供を持つことに強く反対してきた。
伝統的な結婚というものは、悪い、息苦しい考えだと説かれた。オショー・ラジニーシが結婚や子供を持つことを奨励していないことは広く知られていた。彼は地球の人口は多すぎると考えており、人口過剰を理由に「20年間の絶対的な産児制限」を推奨し、悟りを得るために、「自分自身を産む」ために、独身で子供を持たないことが賢明だとしていた。
多くのサニヤシンは、彼は優しく慈悲深い「理想的な父親」であると考えていたが、他のサニヤシンによると、彼はまた、父親としての否定的、権威主義的な側面をも表すこともあったという。

### ジェンダー観、女性の評価・待遇
彼の神話学における大きな挑戦の1つが伝統的な性別役割であり、『A New Vision of Women's Liberation（邦題：ニュー・ウーマン誕生）』（1987年）で、サニヤシン達にユダヤ教の伝承のリリスの軽妙なパロディを提供している。彼が語るリリスは強く、反抗的で、アダムとは相容れず、対照的にイブは一夫一婦制によって奴隷状態に追いやられている。彼はこの講話で正統的な神学と慣習的な性別役割に反対し、三位一体を「ゲイの男たちのクラブ」、結婚を「愛の墓場」と呼んでいる。
オショー・ラジニーシは、伝統的な性別役割の超越を訴え、女性も男性も、自身の女性的側面と男性的側面を融合させ、人生のあらゆる面で柔軟性を追求することを奨励した。理想的な人間は、見るからに男性的でも女性的でもないとされたが、彼は直感、表現力、感情性、自己認識、感受性といった伝統的な女性的特性に最も価値を置いていた。女性は生まれつきより大きな性的エネルギー（シャクティ、つまり女性の力）を持っているため、多くの点で本質的に男性よりも優れており、「女性は何度もオーガズムに達することができるが、男性はできない」という事実によって証明されるとした。彼の体系では女性は男性よりも霊的・精神的に優れているとみなされ、「直観力、受容力、献身などの美徳ゆえに、女性はより容易にグルに従い、瞑想の微妙なエネルギーに対して自らを開くことができる」とし、インドでは無知で不浄とされ、社会的にも霊的にも劣位に扱われる傾向のある女性を霊的に評価した。
女性にこうした「女性らしさ」の特質を求めることは、「退行的で時代錯誤的」であるという批判もあった。母性のもう一つの道、女性に開放をもたらすものだと感じる女性も多かった。女性の時代が到来しようとしており、女性の自由は、西洋の「女性解放のような愚かな運動では実現できない」とし、女性の仏陀（目覚めた人）を数名でも創ることができれば女性はすべての束縛から解放されると語った。
オショー・ラジニーシは、女性は帰依者としてだけでなく管理者と優秀だと考えたため、教団の重要な地位に多くの女性が付いており、これは他の宗教にはあまりみられない。
男性には自身の女性的特質を育むよう諭し、女性が自信をもって積極的に行動すると称賛した。性同一性を放棄することなく、両性具有性に向かうよう奨励した。
教団における女性については、#女性サニヤシンの多さと権力、ジェンダーを参照。

### 同性愛の否定
オショー・ラジニーシは、タントラは「無条件の自由」であり、性愛の革命的解放であると繰り返し宣言していたが、性のすべての在り方を受け入れていたわけではなく、特に同性愛については、不自然な倒錯であり、宗教的抑圧の副産物であるとはっきり表現し、かなり強く声高に否定していた。「私は同性愛を倒錯と呼ぶ。…あなたの中には同性愛のための生物学的プログラムはない。あなたの精子の生物学的プログラムは異性愛である。私は単に、宗教の修道院で醜悪なプレッシャーを受けて同性愛が生じ、独身の清浄さの名の下に同性愛が強要されたという事実を開陳しているだけだ。」と語っている。

### 前世
オショー・ラジニーシは、自身のアイデンティティの中には、今の人生よりも前の、何世紀も前の過去生（前世）のものも含まれると語っている。700年前の前世があり、この時に悟り（enlightenment）をほぼ達成したが、悟りの境地に達する3日前に殺害されたと主張している。

### 講話（プラヴァチャン）
彼の書籍は、口頭での講話（プラヴァチャン）を他の者が書き起こしたものである。「プラヴァチャン」という言葉はサンスクリット語に由来し、「説明または提唱する」を意味する。これは口頭でのパフォーマンスであり、朗読、口頭指導、教授、説明、解釈が特徴である。この慣習は、ヴェーダの文献、ヒンドゥー教徒とジャイナ教徒のヴェーダ以降のシャーストラとスートラの文献、仏教の文献に由来する神聖な形式であり、教義の講釈と対話のシステムであると考えられる。この慣習では、プラヴァチャナカラ (僧侶、学者、聖者) が、家庭や一般大衆に霊的な教えを説き解釈を示す。プラヴァチャナカラは厳しい苦行の経験で得た聖典に関する知識と理解を具えていると考えられており、自身の主張や道徳的論点を補強する喩え話（物語のエピソード）をふんだんに盛り込んだ講話を語った。
オショー・ラジニーシはジャイナ教の伝統を背景に持つため、信奉者や信奉者になる可能性のある人間への伝道に講話を行ったが、音声テープやビデオテープを使用することで、伝統的な講話の形式に手を加えている。彼自身は、講話へのテクノロジーの利用について次のように述べている。「あなた方は精神的な（ghostly）声だけを聞くことになるだろう。私はメッセージを広めるために、映画、テレビ、ビデオテープ、（音声）テープ、あらゆる現代的な技術を使うつもりだ。私は20世紀に属しているのだ、完全に、心から。そして私はこの世紀を愛しており、現代的な技術に反対してはいない。私は科学とその技術を愛している。」
講話では頻繁にジェスチャーが行われた。また彼は、スーフィーについて話す時自分はスーフィーであり、禅の導師について話す時自分は禅の導師であり、これはただの講話ではなくコミュニオン（宗教的・霊的な交わり）であると述べていた。

### ファッション・身だしなみ
第1期のプネーでは、彼の外見は、インドの聖者を思わせる長い顎ひげを蓄えたものになり、カリスマ性を高めた。衣服は白のクルタ・パジャマ（インド風のチュニックとズボン）というシンプルなものだったが、サニヤシン達は赤やオレンジのローブを着ており、アシュラムの他の全員と区別されていた。
ラジニーシプーラム時代（1980年代初頭）に講話の記録にビデオカメラが導入されると、服装は派手な黒・グレー・白・青のローブに替わり、ダイヤモンドをちりばめた帽子をかぶり、手首にはロレックスの腕時計を着けていた。

### メディアの積極的利用
オショー・ラジニーシは世界中で信者を集めるために、メディアを積極的に利用した。セックスというテーマが普及の媒介になったが、彼のスターとしてのペルソナが運動を支えていた。インドでは1980年代後半まで、国がテレビで宗教的なコンテンツを放送することを厳しく禁止していたため、宗教的なコンテンツに映像はなく、ラジオや音声テープという聴覚メディアのみ流通していた。
メディア研究者のイシタ・ティワリのサニヤシンへの聞き取りによると、オショー・ラジニーシはキャリアの初めから、自分の言葉を全て記録するよう命じていた。講話を行う際、最初は録音装置が使われていたが、1980年代にビデオカメラに替わった。講話は文字起こしされ、市場で書籍として販売された。1970年代には音声テープが主流で、扱われるトピックは、宗教的正統性への攻撃から、社会主義、資本主義の利点、悟りとセックス、瞑想の実践まで多岐にわたった。
音声テープは運動の普及に重要な役割を果たした。大量生産された講話の音声テープは、ヒンディー語と英語の両方があり、インドだけでなく世界中に出回り、彼のスター性を進展させた。多くの信奉者は、オショー＝ラジニーシ運動に参加した理由として講話の音声テープを挙げている。イシタ・ティワリは、彼の声は心地よく、催眠的だと評している。講話の観客の反応も録音されており、その殆どは笑い声である。
講話が録画されるようになると、彼の講話は、テーマから言葉使い、服装まで変わっていった。録画の際の服装やカメラのフレームは事前に彼自身が決めており、撮影はプロのカメラマンのキャリアを持つドイツ人サニヤシンが行っていたという。講話する上半身がクローズアップして映された、講話を聴く熱心な信者たちの反応を含むビデオは、ビデオ形式のダルシャン（聖者に謁見しあやかる機会）となっている。講話のビデオはVHS形式で制作・配布され、家庭のテレビで視聴されただけでなく、アシュラムやロータリークラブなどでも上映された。美的に作り上げられた講話ビデオは、彼にオーラを醸し出しただけでなく、運動内で共感の感覚を育み、連帯感を形成した。
講話をビデオカメラで撮影するようになると、それを意識して、彼のために赤いカーペットが敷かれ、ヘリコプターで上空からマリーゴールドの花が撒かれるなど、派手なパフォーマンスが行われた。
サニヤシンたちは彼の教えを、書籍、小冊子、音声テープ、ビデオテープといったメディアを積極的に使って広め、彼の死後は映像を通じて帝国を築き上げた。映像は当初ビデオテープ（VHS）だったが、現在（2024年時点）では映像はデジタル化され、テーマ別に編集されたものが字幕付きでインターネットで公開され、ウェブサイトや公式YouTubeチャンネルを通じて配信されている。イシタ・ティワリは、オショー・ラジニーシの信奉者にとって、メディアのインフラストラクチャーと宗教のインフラストラクチャーは融合しており、亡きオショー・ラジニーシの映像の「（ヴァルター・ベンヤミンが言う）アウラ」は、ベンヤミンが言うように複製によって消えておらず、複製され繰り返し視聴されることで持続・増殖していると評している。

### 著作権・商標
オショー・ラジニーシ自身は1988年の講演で著作権と商標の問題にはっきり言及し、瞑想テクニックが著作権で保護されるという考えを否定し、インド人導師マハリシ・マヘーシュ・ヨーギーが広め、著作権で保護され商標登録されている超越瞑想（TM）を取り上げ、西洋の企業および法的論理をインドのスピリチュアルな伝統に適用しようとする試みを批判した。
「物は著作権で保護できるが、思考は著作権で保護できない。そして、瞑想は当然著作権で保護できない。それらは市場の物ではない。誰も何かを独占することはできない。しかし、おそらく西洋人は、客観的な商品と内なる経験の違いが理解できないのだろう。」「東洋では一万年もの間瞑想が行われてきたが、瞑想に商標を付ける人は誰もいない。そして何よりも、その『超越瞑想』は超越でも瞑想でもなく、単なる商標である。」
オショー・ラジニーシの死後の著作権・商標問題については、#死後の著作権・商標に関する法的紛争を参照。

### オレゴンでの犯罪行為について
アメリカでの4年間でラジニーシプーラムは大きな成果を上げたが、大きな陰謀と犯罪の場となった。誰が誰に、何を、なぜ行ったのか、運動の内外で今も激しい議論が繰り広げられており、その中心のひとつが、オショー・ラジニーシが、個人秘書で高弟のマ・アーナンド・シーラが行った一連の陰謀と犯罪行為について知っていたか否かである。マリオン・S・ゴールドマンは、「すべての証拠は、シーラと彼女の小さなサークルだけがこれらの行為（反体制派のサニヤシンへの薬物投与、盗聴、放火、殺人未遂、ラジニーシ運動の資金の横領、住民をターゲットにしたバイオテロ攻撃）に直接関与していたことを示しているが、ラジニーシが彼女たちの犯罪行為を支持していたかどうかは、依然として論争が続いている（All evidence suggests that only Sheela and her small circle were directly responsible for these actions, but Rajneesh's support of their criminality remains in dispute.）」と述べている。精神科医で研究者のジェームス・S・ゴードンは、シーラが何をしていたか知らなかったというオショー・ラジニーシの主張を強く否定している。

## セクシュアリティ
オショー・ラジニーシは自伝的な発言を数多く残しているが、自身のセクシュアリティについて公に語ったことは一度もない。
セクシュアリティに関する周囲の理解や証言は一様でない。21歳で悟りを開いてから一度もセックスしていないと信じる者もいれば、毎日2人以上の女性とセックスしていたという者もいる。女性の弟子たちが定期的にオショー・ラジニーシとの、性的な行為を伴うプライベートな、秘密の「特別なダルシャン」に呼ばれ、これは彼女たちにとって名誉なことだったと回想する者もおり、多くの女性がこの「特別なダルシャン」の経験について語っているが、その内容は一様ではなく矛盾もある。セックス中に深い働きかけを受け内なるエネルギーを動かされたという者もいれば、彼のセックスは冷たい支配の道具だったという者もいた。
ヒュー・B・アーバンは、彼が活発で乱交的な性生活を送っていたとしても、それはのゾルバ・ザ・ブッダやネオタントラの教えとは矛盾せず、単に論理的であると言え、彼の性的嗜好に関する周囲の様々な見解は、彼の教えや、「無宗教の宗教」の逆説的で時に矛盾する性質と一致すると述べている。

## 受容と批評
オショー・ラジニーシは一般的に、20世紀にインドから現れたスピリチュアルな指導者の中で最も物議を醸した一人と考えられている。 性的、感情的、霊的・精神的、組織的な解放というメッセージと、人を怒らせ感情を逆撫ですることを好んだことから、彼の人生は物議を醸すものになった。 オショー・ラジニーシはインドでは「セックス・グル」、アメリカでは「ロールス・ロイスのグル」として知られるようになった。 伝統的なナショナリズムの概念を攻撃し、インドの初代首相ジャワハルラール・ネルー等の政治家に公然と軽侮の念を示し、マハトマ・ガンディーやマザー・テレサなど様々な宗教の指導者を批判し嘲笑ったが、こうしたアイコノクラスティック（偶像破壊的）な攻撃の対象となった人々は、オショー・ラジニーシの不遜さを耐えがたく感じた。セックス、結婚、家族、人間関係に関する彼の教えは伝統的な価値観と相容れず、世界中で多くの怒りと反感を呼んだ。オショー＝ラジニーシ運動は広くカルトと見なされていた。オショー・ラジニーシは「けばけばしく、とんでもなく贅沢に」暮らしていると見られていたが、一方で彼の弟子のほとんどは教団の外の友人や家族との関係を断ち切り、自分の金銭や財産のすべて、もしくはほとんどをオショー・ラジニーシのコミューンに寄付し、「最低水準の生活」を送っていたと思われる。

### 宗教学者等による学術的評価
彼の教えと運動は、宗教もしくは代替宗教とみなされており、井上順孝は「ラジニーシ運動は、ラジニーシ・チャンドラ・モハンによって創始されたインド系の宗教である」と述べており、南アジアの研究者中島岳志は「オショー・ラジニーシ運動」を「新興ヒンドゥー教団」としている。。クリストファー・パートリッジ編集の『現代世界宗教事典—現代の新宗教、セクト、代替スピリチュアリティ』（2009年）では、「インドの宗教起源の新宗教、セクト、代替スピリチュアリティ」の項目に、スティーブン・J・ハントの著作『Alternative Religions（代替宗教）』（2003年）では、「混合主義の運動」の項目に置かれている。また、日本の図書館で広く使われる日本十進分類法第9版では、『存在の詩』（1977年）は「126.9 : インド哲学．バラモン教」に分類されており、インドの宗教・哲学の伝統の流れに位置付けられている。ハリー・エーヴリングは、彼の教えは明らかにヒンドゥー教的であり、カビールや、彼がヒンディー語でしばしば感動的に語ったサント（聖賢詩人）たちの系譜に連なる、無形の神とグルへの強い信仰を中心とした一種のニルグナ・バクティ（nirguṇa bhakti）であり、ニルグナ・バクティは、個人の「今ここ」での経験の神聖さを支持する、「あらゆる伝統に反対する」伝統であると述べている。
オショー・ラジニーシの仕事に対する学術的な評価は様々である。ウダイ・メータ（Uday Mehta）は彼の禅と大乗仏教の解釈には誤りがあると指摘し、「彼の教えには甚だしい矛盾と不整合があり、聞き手の『無知と騙されやすさ』を『悪用』している」と語った。 仏教学者の古田榮作は、彼の『法句経（ダンマパダ）』の解説について、無我、無心が幸福へ、心、邪念が不幸という報果につながるという捉え方には「少なからず反発を感じざるを得ない」とコメントしている。社会学者のボブ・マラン（Bob Mullan）は1983年に、「偉大な伝統から真理、半面の真理（しか含まない言葉）、偶に誤り伝えられた事を借用している...多くの場合、口当たりがよく、不正確で、もっともらしく、極めて矛盾している」と書いた。インドの思想・宗教の研修者の山下博司は、彼の思想は多くの近現代インドの聖者と同様に一元論的な性格が強く、「内容自体はある意味平凡なもの」と評している。ヒュー・B・アーバンは、オショー・ラジニーシの教えは独創的でも特に深遠でもないと述べ、その内容の大半は様々な東洋と西洋の哲学から借用したものであると結論付けている。 一方、ジョージ・D・クリサイディスは、オショー・ラジニーシは「アマチュア哲学者ではない」のだから、彼の教えが様々な宗教的教えの「ポプリ（寄せ集め）」と評するのは残念なことだと考えた。彼はオショー・ラジニーシの学問的背景に注目し、「彼の教えを受け入れるかはともかく、他人の思想を解説することに関してはペテン師ではなかった」と述べている。クリサイディスは、オショー・ラジニーシを主に仏教の教師であるとみなし、独自の「ビート禅」を推進したと述べ、その教えの非体系的で矛盾した過激な側面は、人々の変化を誘発しようとするものであり、主題の知的な理解を目的とした哲学の講義ではないと捉えている。アーバンもまた、「ラジニーシの大胆で時に衝撃的なテクニックの目的は、一種の催眠解除であり、しばしば矛盾や混乱を招くようなやり方で、私たちに衝撃を与えて目覚めさせることにある」と評している。足沢一成は、オショー・ラジニーシは「悟り」への道、方法は弟子それぞれで異なると考えていたようだが（サニヤシンが身につけた数珠には108個の球があり、彼はこれと同様に悟りに至る道も 108個あると語ることを好んだ）、そうであるならダルシャンでのグルの適切な指導が重要ではないかと述べ、時代が下るにつれダルシャンが薄まっていったことを問題視している。ムンバイ時代は弟子一人一人とダルシャンが行われたが、プネー時代にはグループでのダルシャンになって重要性が薄まり、アメリカ時代には中断された。
ボブ・マランは同様に、オショー・ラジニーシが西洋のカウンターカルチャーやヒューマンポテンシャル運動を取り入れたことに関して、その視野の広さと想像力は誰に劣るものでもなく、発言の多くは非常に洞察的で感動的であり、時には奥深いと言えるかもしれないと認めているものの、オショー・ラジニーシの思想は、愛と自由、今を生きる必要性、自己の重要性、「大丈夫だ」という感覚、人生の神秘性、楽しさという倫理、個々人の運命に対する自己責任論、恐怖と罪悪感とともに自我を捨てる必要性に焦点を当てた「カウンターカルチャー主義とポスト・カウンターカルチャー主義の思想の寄せ集め」だと理解していた。ハリー・エーヴリングはマランの評に対し、彼の教えは間違いなくもっと複雑なものだと述べている。
社会学者の樫村愛子は、オショー・ラジニーシや彼を原点とするニューエイジは、宗教的なセラピーで家庭での外傷などを扱っても、「ハイヤーセルフ」とされる無意識の絶対肯定に向かい、罪や罰を排除し、そうすることでより強力な人工的社会や人格を作ろうとしており、彼らのこうした死などの外傷（の表象）の対処は、現代社会・文化の中でも最も防衛的であると述べている。また樫村は、教えの内部から死や悪を排除する彼の教えを、絶対肯定宗教と評している。ヒュー・B・アーバンは、オショー・ラジニーシの思想の千年王国主義（至福千年信仰、来るべき理想社会の信念）の要素を分析し、ゾルバ・ザ・ブッタが作る新しい時代のヴィジョンを語る彼の言葉は、はっきりと千年王国主義的だと述べている。
社会学者のベントン・ジョンソンは、超越瞑想の創始者のマハリシ・マヘーシュ・ヨーギーやオショー・ラジニーシなどの指導者は、インドの伝統的なグルというものを、心理的・宗教的カウンセラーにまで発展させたのではないかと考えている。ウダイ・メータは、オショー・ラジニーシが西洋人の弟子たちを魅了したことは、東洋のグルと弟子の伝統（グル・シッシャの伝統）と西洋のヒューマンポテンシャル運動との間に哲学的な繋がりを築いた彼の社会実験に基づいていたと指摘しており、メータはこれを、聴衆の欲求を満たすためのオショー・ラジニーシのマーケティング戦略だとみなしている。ヒュー・B・アーバンもまた、オショー・ラジニーシがスピリチュアルな欲求と物質的な欲求との間の二項対立を否定し、後期資本主義の消費者文化に特徴的な身体と性愛への拘りを反映しており、当時の社会経済的な時勢に合わせているとみている。宗教学者のジューン・マクダニエルは、「彼はタントラのマスターであり、セックスを弟子たちの瞑想とした。西洋人はセックスと金銭に最も関心があるため、西洋のタントラもセックスと金銭に重点を置くべきだと考えていた。」と評している。
L・カーターは「ラジニーシ運動は…イデオロギーの一貫性を主張していない」「信念、実践、団体のアイデンティティ、物理的な場所は、必要性と利便性に合わせてすぐに変更される可能性がある」と書いている。伊藤雅之は、オショー・ラジニーシと弟子たちが展開した運動の特徴として、「変化の激しさと一貫性の欠如」を挙げている。マリオン・S・ゴールドマンは、運動はその発展の各段階で自らを再定義しており、包括性の初期から、1970年代半ばから1980年代の排他性へと移行し、21世紀には再び包括性へと戻ったと述べている。ゴールドマンは、運動の境界やサニヤシンになる基本的な方針すら柔軟だったのは、彼の哲学において自由な選択が非常に重要だったためだと指摘している。
イギリスの宗教学教授ピーター・B・クラークは、アメリカの心理学者アブラハム・マズローとヒューマンポテンシャル運動によって定義された自己実現という意味では、大部分の参加者は進歩を感じたと述べている。 クラークは、オショー・ラジニーシが考案したセラピーのスタイルは、性愛を人生の神聖な一部としてリベラルに捉えており、他のセラピーの実践者やニューエイジのグループに影響を与えていることが分かったと述べている。しかしクラークは、オショー＝ラジニーシ運動に参加した求道者たちの主な動機は「セラピーでもセックスでもなく、古典的な仏教の意味での悟りが開けるという期待」であったと考えている。
宗教学者のアーサー・ヴァースルイスは、インド学者のゲオルグ・フォイヤーシュタインが聖なる狂気または狂気の知恵の典型とみなした師たちは、往々にして瞑想や長年の指導を受けての修行も全くなしに、特別な方法も何の媒介もなしに、真実（reality）に対する霊的洞察（悟り（enlightenment））をダイレクトに自然に得るという「即座主義（immediatism）」の典型であると考えており、オショー・ラジニーシやアメリカ人のグルアディ・ダをこうした聖なる狂気の師としている。思想史家のバス・J・H・ジェイコブスは、こうした即座主義の師たちは、しばしば他者への思いやり（慈悲、コンパッション）の心がないと指摘されると述べている。

#### ポストモダンのグル
ポストモダニズムは、目的、計画、決定性といった理想より、遊び、偶然、皮肉、不確定性を強調する点を特徴とし、この断片化、遊び、不確定性という特徴は、自己・主体という概念にまで及んでいる。ヒュー・B・アーバンは、このような人間像を理想としたオショー・ラジニーシは、おそらく20世紀初の「ポストモダンのグル」であると評しており、彼のレトリックは、ジル・ドゥルーズ、ミシェル・フーコー、ジャン＝フランソワ・リオタールなどのフランスの哲学者のレトリックとよく似ていると指摘している。
オショー・ラジニーシが説いた独自のスピリチュアリティにおいて、ダンスは中心のひとつであり、ダンスが流れるような瞑想として完璧に行われると、踊り手の自我はフロー体験に溶け込んで消え去り、ダンスだけが残るとされる。アーバンは、こうした理解は仏教の「無我」等の伝統的な宗教的概念とポストモダンの「主体の死」の巧みな融合となっている述べている。

#### 影響を受けた思想・人物、類似性の分析
対立物の統一に対する彼の信念はヘラクレイトスを思わせ、一方で、無意識の神経症的パターンに従って無力に行動する機械という人間の描写は、ジークムント・フロイトやゲオルギイ・グルジエフと多くの共通点を持っている。因習の縛りを超越した「新しい人間」というビジョンは、フリードリヒ・ニーチェの『善悪の彼岸』を彷彿とさせ、彼の性的解放の促進はD・H・ロレンスと比較することができる。そして彼の「ダイナミック（動的な）」瞑想は、ヴィルヘルム・ライヒに負っている。同時代のジッドゥ・クリシュナムルティはラジニーシを認めなかったが、両者の教えには明らかな類似点がある。
生家の宗派の開祖である、ジャイナ教ディガンバラ派（裸行派）の一派で、マディヤ・プラデーシュ州を中心とするターラン・パンタ派の開祖である15世紀のターラン・スヴァーミーの影響を受けており、ハリー・エーヴリングは、彼の核となる教えはターラン・スヴァーミーの洞察に触発されたものだと述べている。オショー・ラジニーシは、ターラン・スヴァーミーの著作『Śūnyasvabhāva（空の本質）』の意味を「悟れ！」、『siddhisvabhāva（究極の悟りの本質）』の意味を「空であれ！」と要約し、「この2つ（の本）には、（タランの）メッセージのすべてが詰まっている。1冊目は、あなたが誰であるか、つまり純粋な空を示している。2冊目は、それにどうやって到達するかであり、それは気づくことによってである。」と紹介している。
オショー・ラジニーシの時に衝撃的な考えは、現代チベット仏教のチョギャム・トゥルンパや、アメリカ人のグルアディ・ダ、同様に精神的なショックの戦術とユーモア・パロディ・自由な性的実験を組み合わせた他の現代の「狂気の智恵（crazy wisdom）」と呼ばれる師たちの教えと多くの共通点があるが、オショー・ラジニーシがこうした霊的指導者で最も重視していたのは、物議を醸したアルメニア出身のカリスマ的な神秘主義者ゲオルギイ・グルジエフである。大きく影響を受けた人物としてオショー・ラジニーシが挙げたのは少数だが、グルジエフをお気に入りの一人としており、過激な因習打破の教え、宗教や政治の正統性を挑発することに一種の喜びを感じていたこと、教え・実践の折衷性、ほとんどの人間は半ば眠っており人生は機械的な反応に過ぎないという理解、身体と感覚に重点を置き肉体的実践を重視したこと、信者たちを揺さぶり衝撃を与えることで目覚めさせようとするスタイルなど、両者には多くの基本的な類似点がみられる。
1970年に提唱されたダイナミック瞑想は、インドとヨーロッパのテクニックを融合させたものであり、インドの瞑想法の一側面と、グルジエフ、ポスト・フロイト派の精神分析、エンカウンター・グループ、ニューエイジのスピリチュアリティなど、「狂気の智恵（crazy wisdom）」の教師たちが持つ要素を組み合わせており、アーサー・ヤノフの原初療法やヴィルヘルム・ライヒのライヒ療法などの西洋の心理技法に明らかに影響を受けている。オショー・ラジニーシは、ヒューマン・ポテンシャル運動、ニューエイジの重要な発信源のひとつであるエサレン協会から多くを学び、教団の活動にエンカウンター・グループやゲシュタルト療法を取り入れている（エサレン協会の創始者の一人ディック・プライスもまた、彼の教えから大きく影響を受けている）。
カール＝ペーター・ギーツは、西洋の心理学、特に人間性心理学とトランスパーソナル心理学の影響を指摘している。性的抑圧と社会的・政治的支配は密接に関係しており、従って性的解放が社会的・政治的変革の究極の源泉だとするオショー・ラジニーシの考えは、精神分析家で心理療法と代替医療における「身体ムーブメント」の最重要人物であるヴィルヘルム・ライヒや、初期のヘルベルト・マルクーゼなどのポスト・フロイト派の理論家たちの思想を明らかに反映している。教団で行われたグループ・セラピーには、性的欲求の抑圧に精神の不調の原因があると考えるライヒ派セラピーの影響がうかがわれる。
ヒュー・B・アーバンは、彼の性愛に関する教えは、カーマ（欲望、快楽、官能）に関する古いインドの見解と、フロイト以降の精神分析学の融合であると評している。オショー・ラジニーシの性愛の理解とタントラの再定義は、ライヒの研究に大きく依拠しており、クンダリニーは肉体に潜在する一種の原始的な性的エネルギーであるというオショー・ラジニーシの考えは、肉体を巡る生来の性的パワーであるオルゴン・エネルギーというライヒの概念と非常に似ている。彼が言う「シャクティ」は、ライヒの「オルゴン・エネルギー」のようなエネルギーであり、女神ではなく、彼のネオタントラに神は不在である。オショー・ラジニーシはライヒのことを、東洋の源泉とは独立してタントラ・セックスの秘密を発見した一種の西洋のタントリカだと認識していた。オショー・ラジニーシとライヒの深いつながり、特にセックスに関する考え方は、一種のグローバルな拠点であった初期のプネーのコミュニティが持つ重要な特徴のひとつであり、1970年代の多くの西洋の求道者にとっての主な魅力でもあった。
また、メディア研究者のイシタ・ティワリは、初期のプネー時代の運動は、チャック・デデリッヒのシナノン（薬物リハビリテーション・プログラムから新宗教運動になり、攻撃療法の一種「シナノン・ゲーム」を行った）、ジム・ジョーンズの人民寺院、リチャード・コリエールのフィーリング・セラピー・センター（原初療法から派生した過激な心理療法コミュニティで、虐待的カルトと化し、心理学史における大スキャンダルとなった）といった1970年代に始まった他の運動や、1960年代に始まったチャールズ・マンソンの「ファミリー」の経験を反映していたと述べている。

#### 運動の変革と死後の驚くべき神格化
運動の変革はオショー・ラジニーシの生前から始まっており、マリオン・S・ゴールドマンは、オショー・ラジニーシとその信奉者たちが、運動の失敗の原因をマ・アナンド・シーラとその側近たちに押し付け、彼女たちを追放したことから変革が始まったと述べている。
また伊藤は、インド帰国後の動きと最晩年の改名について、「光明（悟り）を得た」マスターと弟子であるサニヤシンは対等な関係ではなく、一般的な意味での友人関係は成立し得ないが、オショーへの改名には、インド帰国後にアシュラムの脱制度化・脱セクト化を進める中、権威主義的な意味合いや組織的な上下関係が含まれないようにという意図があったと解釈している。
ヒュー・B・アーバンは2005年に、オショー・ラジニーシはインドへの帰国後、特に死後の数年間で「驚くべき神格化」を遂げたと述べており、100年以上前にマックス・ミュラーが「電流のように、東洋の思想が西洋に流れ、西洋の思想が東洋へと戻る世界規模の輪」と呼んだものの強烈な実例であると評した。教団がイメージの浄化・ブランド化のために行った対応については、#教えと歴史の再解釈と社会への適応の成功を参照。
ピーター・B・クラークは、オショー・ラジニーシが「インド国内で重要な教師として見られる」ようになり、「20世紀の主要なスピリチュアル教師のひとりとみなされるようになり、自己啓発に基づくスピリチュアリティの、『世界を（進んで）受け入れる』現在の傾向の最前線にいる」と述べている。

### カリスマ的指導者としての評価
多くの評論家がオショー・ラジニーシのカリスマ性に言及している。イギリスの精神科医・精神分析家のアンソニー・ストアは、オショー・ラジニーシとグルジェフを比較し、オショー・ラジニーシは「個人的に非常に印象的だった」「初めて彼を訪ねた人の多くは、自分の最も本質的な感情がすぐに理解され、判断されるのではなく受け入れられ、はっきりと歓迎されたと感じた。（オショー・ラジニーシは）エネルギーを発し、彼と接触した人々の隠れた可能性を目覚めさせるようだった」と述べた。多くの弟子はオショー・ラジニーシの話を聞いて「彼に恋に落ちた」と述べている。スーザン・J・パーマーは、批評家でさえ彼の存在感を証言していると述べている。精神科医で研究者のジェームス・S・ゴードン（James S. Gordon）は、通りすぎるロールス・ロイスの中からオショー・ラジニーシに一目見られただけで、なぜか自分が子供のように笑い、見知らぬ人と抱き合い、目に感謝の涙を浮かべたりしたと回想している。山下博司は、彼が多くの信者を集めたのは、説諭の巧みさもあるのだろうと評している。講演を聞いて圧倒された人もいれば、そうでない人もいた。ジャーナリストのフランシス・フィッツジェラルドは、オショー・ラジニーシの話を直接聴いて素晴らしい講演者だと評価し、彼の著書を読んでもわからなかったコメディアンとしての才能と、聴衆に深い影響を与える彼のトークの催眠的な性質に驚きを示した。ヒュー・ミルン（スワミ・シヴァムルティ）は、1973年から1982年までプーナのアシュラムの警備隊のリーダーとして、またオショー・ラジニーシの個人的なボディーガードとして近しく働いたが、最初の出会いを振り返り、「プライバシーの侵害も感じず警戒心も湧かなかったが、まるで彼の魂がゆっくりと私の中に入り込み、一瞬のうちに重要な情報を伝えているかのようだった」と、二人の間に言葉以上のものが行き交ったという感覚が残ったと述べている。ミルンはまた、オショー・ラジニーシのカリスマ的能力の別の側面にも注目し、「疑うことを知らない弟子を巧みに操る」人物であると述べている。
足沢一成は、彼はインド脱出時・アメリカ脱出時の2度弟子たちを放棄しているが、それでも常に教団には2000人を超える信者が集まったとそのカリスマ性の強さを指摘し、何が魅力であったかを次のように分析した。欧米人の弟子達にとって、インドの伝統的な思想であるアドヴァイタ・ヴェーダーンタと同じ構造の「悟り」をインド人の彼が語ったことが魅力であったこと、講話ごとに教えが異なるように見え全体が理解しがたいことが、高い教育を受けた欧米人サニヤシンにはむしろ挑戦し甲斐があると感じられたこと、多種多様なセラピー・瞑想法を提供し「自然であること」を重視し、自由、特にセックスの自由を与えたことが、欧米人の弟子たちにとって魅力であったと述べている。
宗教学者のコリン・G・デンプシーは、サニヤシン達がラジニーシプーラムで長時間の重労働を進んで引き受けたのは、オショー・ラジニーシの強力な魅力の証しであると述べている。デンプシーは、挑発的な哲学と機知で聴衆を魅了したインドとは異なり、彼は沈黙の誓いを立て、オレゴンでは最後の数か月まで公の場で話すことはなかったため、オレゴンでの運動の魅力を説明することは難しいが、住人が感じていた伝染するような喜びと、インドのグルの伝統や当時流行していた自己成長運動とサニヤシンを結び付ける彼の教えに関係しているようだと述べている。デンプシーは、オショー・ラジニーシの世界観は経済的にも職業的にも成功している人々に特に魅力的に映ったようで、彼は、人は物質的な欲求が満たされれば、より効果的に彼の教えに「明け渡し」をすることができるため、恵まれた人々こそブッダフィールドに最も適していると考えていた、と評している。
ヒュー・B・アーバンは、オショー・ラジニーシはマックス・ウェーバーによる、「本質的に非合理的で感情的な、並外れた超自然的な力、あるいは『恩寵（grace）』」を持つという、古典的なカリスマ的人物像に合致するように見えると述べた。オショー・ラジニーシはあらゆる合理的な法律や制度を否定し、あらゆる階層的権威を転覆すると主張する点で、ウェーバーの言う純粋なカリスマ的タイプに一致しているが、アーバンは、彼の主張が内包する絶対自由の展望は、コミューンにおける官僚的組織や制度的な統制に帰着したと述べている。
一部の学者は、オショー・ラジニーシが自己愛的な人格を持っていた可能性を示唆している。オレゴン州立大学の宗教学名誉教授ロナルド・O・クラーク（Ronald O. Clarke）は、論文『The Narcissistic Guru： Bhagwan Shree Rajneesh（自己愛的なグル：バグワン・シュリ・ラジニーシのプロフィール）』の中で、オショー・ラジニーシが自己愛性パーソナリティ障害の典型的な特徴、たとえば、自分が重要で特別であるという肥大した感覚、無限の成功の空想へのとらわれ、絶え間ない注目と賞賛を求めること、自尊心への脅威に対する一連の特徴的な反応、対人関係の障害、身だしなみへの執着と頻繁な言い逃れや完全な嘘、共感性の欠如といった特徴を全て示していると述べている。オショー・ラジニーシが自著『Glimpses of a Golden Childhood（黄金の幼少期のひととき）』の中で語った、甘やかされて育った孤独で扱いにくい子供で、宗教家や教育者の権威に頻繁に挑戦していたという子供時代の誇らしげな回想を、クラークは「自己愛的なグル」と切り捨て、彼が過度の甘やかしをする祖父母のもとで育ったために、根本的な親のしつけ不足の影響を被ったのではないかと示唆した。クラークは、オショー・ラジニーシが仏陀を自称したのは、自己愛性パーソナリティ障害に伴う妄想体系の一部であり、自我を手放したというより、むしろ自我の肥大の状態であると結論付けた。彼は、アメリカでのサニヤシン達の犯罪やラジニーシプーラムの崩壊に自分にも責任があるかもしれないと認めることはなかった。

### 思想家・言論人としての広範な評価
ラジニーシの思想家、講演者としての資質については、様々な評価がある。著名な作家・歴史家でヒンドゥスタン・タイムズ紙の元編集者クシュワント・シンは、オショー・ラジニーシを「インドが生んだ最も独創的な思想家。最も博学で、明晰で、革新的」と評している。シンは、オショー・ラジニーシは「自由思想の不可知論者」であり、最も抽象的な概念を機知に富んだ逸話を交え易しい言葉で説明する能力を持ち、神々、預言者、聖典、宗教的慣習を嘲笑し、宗教にまったく新しい次元を与えたと考えている。ドイツの哲学者ペーター・スローターダイクはオショー・ラジニーシのサニヤシン（1978年から1980年までプネーのアシュラム在中）だったが、彼を「宗教のウィトゲンシュタイン」と呼び、世界の諸宗教が行う言葉遊びの根本的な脱構築を行ったとみなし、20世紀の最も偉大な人物の一人に数えた。エリザベス・パティックは、オショー・ラジニーシは「霊性の本質を統合する哲学と雄弁の才能により、その知性の幅広さと奥深さを賞賛」されたと述べている。
1980年代初頭、一般紙では多くの論者がオショー・ラジニーシを否定的に見ていた。オーストラリアの批評家クライヴ・ジェイムズは彼を「バグウォッシュ」と軽蔑的に呼び、彼の講話を聴くことは、コインランドリーで洗濯物が回るのを何時間も眺めるようなものだと喩え、「彼のようなタイプとしてはマシな例」ではあるが、「操られやすい者を操り、互いに操り合うよう仕向ける、虫の好かない奇人」であると述べた。バーナード・レヴィンはタイムズ紙にオショー・ラジニーシの講演に対する熱狂的な批評を書き、同じくタイムズ紙に寄稿しているドミニク・ウジャスティクはこれに応じて、プネーのアシュラムを訪問した際に聞いた講演は非常に低水準で、うんざりするほど繰り返しが多く、事実誤認が多いという意見を述べ、オショー・ラジニーシを取り巻く個人崇拝に不穏なものを感じると述べている。
1970年代半ばに悟りを求めて運動に参加したインドの著名な映画監督マヘーシュ・バットは、彼は偉大な成功物語の主人公で、根性があったが、結局のところ、単なる快楽の行商人、最高のエンターテイナーであり、信者を約束の地に連れて行ったが、彼らのために天国の扉を開くことはできなかった言葉の達人（wordsmith）だったと評している。
1990年1月にシアトル・ポスト・インテリジェンサー紙に寄稿したアメリカの作家トム・ロビンズは、オショー・ラジニーシの著書を読んで、20世紀「最大のスピリチュアル教師」だと確信したと述べた。ロビンズは自分が弟子ではないと強調しながらも、さらに「悪質なプロパガンダや偏った報告を多く読んだことで、ラジニーシは歴史上最も中傷された人物の一人ではないかと疑った」と語っている。ジャプジとして知られるシク教の経典のオショー・ラジニーシの解説は、インドの元大統領ギャーニー・ジャイル・シンによって、入手可能なものの中で最高であると称賛された。また、作家のファルク・ドーンディは2011年にコラムの中で、映画スターのカビール・ベディがオショー・ラジニーシのファンであり、その著作を「彼が出会ったインド哲学の最も崇高な解釈」と見なしていると語った。
ドーンディ自身はベディとは見解が異なると述べ、オショー・ラジニーシは「インドが生んだ最も賢く知的な信用詐欺師（confidence trickster）だ。彼のインドの文献の『解釈』は、特に幻滅した欧米人の一世代に向けられたもので、彼らは『ケーキを残しておき、かつ食べる（矛盾する二つのことを両立させ、いいとこ取りをする）』ことを望み（おそらく今も望んでいる）、そして同時に、古代の智恵と融合した科学的な知恵によればケーキを食べることが最高の美徳だ、と言い張っている。彼の講話は、ショーペンハウアーの哲学や、シャンカラのアドヴァイタ・ヴェーダーンタの一元論的な根本原理を理解するのが難しい人々のために作られている。マスター・オショーがヴェーダーンタや、スピノザ、十字架の聖ヨハネの真髄を読み、消化したことは大いにあり得るが、彼の『哲学』についての解説を読んでもそれは伝わってこない。そのテキストや講話は説教（訓話）でいっぱいで、日々の幸福や心の平穏へと導くものであるように思える。」と評している。

### 教団におけるセラピーの機能
スーザン・J・パーマー（Susan J. Palmer）とフレデリック・バードは、ラジニーシプーラムの時代、こうしたセラピーは、儀式を通じて新しいメンバーのタブー意識を破壊し、新しいアイデンティティを構築させ、コミューンの代替的な性倫理を教育し、メンバーをコミュニティに迎え入れる機能を持っていたと考えている。また、オショー＝ラジニーシ運動に見られるエサレン風のヒューマニズムと東洋風のグル崇拝は両立し難いものだが、グループ・セラピーが、個人主義的な癒しの重視と、共同体的な信心重視の間の絶え間ない葛藤を解消する場になっていたとみている。伊藤雅之は初期のプネーのアシュラムで行われていたセラピーについて、「ORM（オショー＝ラジニーシ運動）独自の新しい倫理観と関係性のパターンをメンバーに教育する機能を果たしていたと言えるだろう。」と述べており、サニヤシン達は「何の価値観ももたず瞬間瞬間をトータルに生きる」「自分自身になる」ことを求めていたが、メンバーが増え社会化が進んでいったアシュラムの中で、運動のライフスタイルを学び、身につけ、オショー・ラジニーシと彼の教団へのコミットメントを深めていったと述べている。

### 「本当の自分」
伊藤雅之は、オショー＝ラジニーシ運動には、「『本当の自分』になることが、結果的に特定集団が求める人間像を体現してしまう」「特定集団が求める人間像を受動的に受け入れてしまう」というニューエイジ運動と同様のジレンマが見られ、サニヤシンの場合、「本当の自分」になっているかの判定基準はサニヤシン自身にではなく教団側にあり、「場合によっては運営スタッフに操作されていることに気づかず、『自分自身になる』道を自発的に模索していると考えやすい」と指摘している。

### 物質主義の熱烈な支持とロールス・ロイス

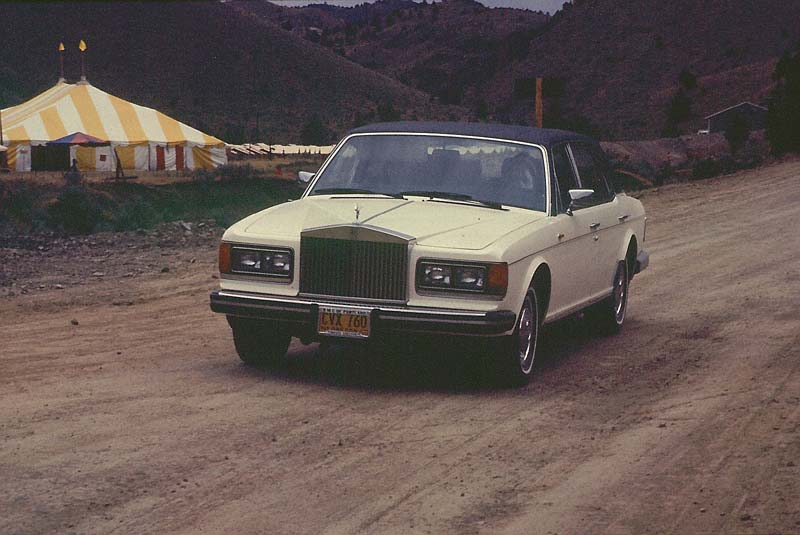
オショー・ラジニーシが運転するロールス・ロイス

彼は世俗的なものと神的なものを統合した新しい人間というビジョン、ゾルバ・ザ・ブッダの理想に何度も立ち戻った。それはインドの神秘主義者の霊性を持ち、物質主義的な西洋人の生を受け入れる完璧な存在であった。禅、タントラの伝統、繁栄の神学のアイク牧師のメッセージがビジョンの中で融合しており、彼は明らかにこの理想を楽しんでいた。
オショー・ラジニーシは後に、93台のロールスロイスという馬鹿げたコレクションは、太った国会議員や億万長者のテレビ伝道師に代表される、アメリカの政治や宗教生活にある物質主義への皮肉なパロディだったと振り返っている。「アメリカ人は自分たちが世界一の金持ちだと思っている。しかし、私が93台のロールスロイスを使った簡単なジョークを作っただけで、彼らのプライドはすっかり消え失せてしまった。大統領でさえ嫉妬し、知事も嫉妬し、聖職者も嫉妬した。...私はアメリカのプライドを壊した！93台のロールスロイスなど必要ない。これは悪ふざけだったのだ」。
サニヤシンたちはロールス・ロイスのコレクションの背後にユーモアを読み取り、彼を賞賛していた。サニヤシンたちはまた、他の多くの宗教団体の熱心な信者が指導者の絢爛さを喜ばしく思うのと同様に、師の豪奢な格好をうれしく思っていた。
彼の物質主義への熱烈な支持はアメリカのメディアを狂乱させ、当時のアメリカのほとんどの一般人は、ラジニーシプーラムの特徴として、何よりも彼のロールス・ロイスのコレクションを今でも記憶している。
ヒュー・B・アーバンは、彼のロールス・ロイスのコレクションは、ただのジョークではなく、もっと複雑なものだが、彼独特のポストモダンの皮肉のセンス、遊び心、そして臆面もない消費主義が非常にはっきりと見られると述べている。マリオン・S・ゴールドマンは、ロールス・ロイスのコレクションは、彼の形而下の世界（物質世界）への支持と、アメリカ人の自動車崇拝に対する彼のひねりの両方を象徴していたと評している。彼が最初にロールス・ロイスを所有したのはインドで、インドにはイギリス領時代にまで遡る車と王族との結びつきの伝統があった。宗教学者のコリン・G・デンプシーは、オショー・ラジニーシは物質的な富を特に軽蔑せず、成熟した経済システムとしての資本主義を公然と支持しており、この人目を惹くロールスロイスの展示は、多くの点で彼の考え方と一致していると述べ、ロールス・ロイスは富裕と成功の象徴であり、より具体的には植民地時代の宗主国イギリスの象徴であると指摘している。さらにデンプシーは、このロールス・ロイスのコレクションは、安価な労働力を利用して一種の帝国を築いたグルと、地元の土地を生き返らせた善良な入植農民というより破壊者のサニヤシンと受け取られる下地となったと分析している。

### 思想・実践が含む危険性・暴力性について
最初のプネーのアシュラムのモデルともなったエサレン協会の創始者のひとりディック・プライスは、オショー・ラジニーシの著作を読んで熱狂的に傾倒し、オショー・ラジニーシからサニヤシン名をもらうほどだったが、2週間プネーに滞在して、対面セッション中に骨折や怪我を目撃し、アシュラムで起きている暴力行為に懸念と衝撃、恐怖を表明した。プライスはプネーで、参加者に「暴力を演じる（play at being violent）」（アメリカで実施されていたエンカウンターグループの規範）のではなく「暴力的になる（be violent）」ことが奨励されていることに気づき、「未熟なエサレン・グループリーダーたちが仕出かした最悪の過ち」と批判した。またプライスは、グルに対する無条件の帰依は、エサレンの民主主義と反権威主義的リーダーシップへの取り組みと真逆であり、アシュラムの権威主義的な雰囲気を激しく嫌うと述べた。
ヨーガにおける不適切な性的接触に関する在野の研究者マシュー・レムスキーは、ドイツ人映画監督が隠しカメラで撮影したダイナミック・セラピーの様子（「ワイルド・ワイルド・カントリー」第2話収録）について、スピリチュアルなカタルシスを装って正当化された身体的・性的暴力であると評している。
アバディーン大学の社会学教授スティーブ・ブルースは、指導者の一部は、性的パートナーに対する執着は克服すべき欠点であるという教えを、自分たちが搾取できる信者を増やす方法として、覗きの口実として利用していたと指摘している。また、「こうした行為（教団内で未成年者が受けた性的行為。後述）の多くは、子供たちが（求められたことに）厭わず進んで応じたとしても、性的同意年齢をはるかに下回っていたという点で、明白に法定強姦であった。」と指摘し、こうした性的搾取の側面、特に子供たちの性的搾取は、オショー・ラジニーシの性的自由の教えと弟子たちの性への寛容さの邪悪な側面だと評している。

#### グルへの「明け渡し」
彼は、グルは「全体」と結びつき「聖なるエネルギー」に満たされており、そのエネルギーを弟子に与えることができると述べている。足沢一成は、「これはグルが弟子に『悟り』を与えるというようにも理解でき、エゴがなければエネルギーが注ぎ込まれるということを考え合わせると、グルへの絶対服従を意味するものとなる。ラジニーシは、この絶対服従を『明け渡し』という言葉で表現している。しかし、この考え方が教団の閉鎖性や反社会性を増長させた要因ともなったであろう。」と分析している。
ラジニーシプーラム時代には、「明け渡し」はサニヤシンが個人財産を放棄し教団に物・人を捧げることを正当化する理論として使われていた。宗教学者の大田俊寛は、ラジニーシプーラムでのサニヤシンの労働は、コミューン以外に帰属先のない多くの者にとって「事実上強制的なもの」となったと述べている。

#### 善悪の価値判断の相対化
伊藤雅之は、オショー・ラジニーシの世界観はホリスティック（全体論的）であり、他のニューエイジの言説と同様に、「善悪の価値判断（倫理）を相対化する傾向」があると指摘している。
オショー・ラジニーシやニューエイジに見られる「いま、ここ」を重視し、善悪の判断基準を相対化する態度からは、自分の「瞬間、瞬間の行為が正しいかどうかを、既存の価値基準を使わずにいかに判断するのか」というジレンマが生じる。
伊藤雅之は、「ラジニーシが掲げる『何の価値観ももたずに、いま、ここで覚醒する』という主張は、特定の規律や倫理的基準を与えず、むしろそれを否定する傾向にある。ということは、担い手たちがスピリチュアリティを追求する際に、具体的に『何をするのが正しいのか』に関する一定の見解は与えられず、物事に対するさまざまな解釈を容認する結果となってしまう。ORM（オショー＝ラジニーシ運動）の諸活動、特にオレゴン期の問題へのサニヤシンの判断力の欠如には、（社会的条件づけの結果である）既存の価値観に基づいて善悪を判断することへの躊躇が関連していたと思われる。元来は、社会からの拘束や罪悪感から個人を解放するために掲げられた『いま、ここを生きる』という理念も、特定の状況下においては逸脱的な行為を容認してしまう可能性を招くのである。」と指摘している。少なくないサニヤシンが、マ・アナンド・シーラらオショー・ラジニーシの側近は意識レベルが高い、悟りに近い存在であると捉えていたが、事件後は等身大の人間として扱い、権力や金に目がくらんで罪を犯した等と理解するようになった。
伊藤は、オレゴンでの一連の事件に対する当時の日本人サニヤシンの態度は、「組織を疑いつつラジニーシを信頼するという状態にとどまり続けている者が多い」と述べ、オショー・ラジニーシが幹部らの犯罪に関与していた、または関与していなくても知っていた可能性が十分にある状況で、それでもサニヤシンが彼への信頼を失わなかった理由として、「ラジニーシが光明（悟り）を得たマスターであるという揺るぎのない確信」があり、悟った人を一般人が判断できないというロジック、悟った人の行動は自分の経験や価値観を超えている可能性があるという慮りを挙げている。伊藤が取材した日本人サニヤシン達は、彼が「マスター」という前提で、隠された意図があると考えてそれを探し、サニヤシンの学びのチャンスや戒めなどと解釈を行っている。こうした態度には「マスター」への強い感情的絆が伴っており、オショー・ラジニーシの導きで意識変容、自己変容を体験したと考えていることが大きい。伊藤は、オショー・ラジニーシを「計り知れない存在」と捉えることは、悟った人を一般常識や先入観で判断することを戒めてきた彼の講話の影響であり、「ORMでの経験を通じて体得した、サニヤシンの存在理由に関わる態度」だと指摘している。
スピリチュアルな体験で深まったサニヤシン達のオショー・ラジニーシへの信頼、感情的絆は、他者への無関心な態度と裏表である。伊藤は、「当事者たちの個的なレベルにおいては自己変容したわけだし、事件のことは自分とは関係ない」というサニヤシンの論理について、「これは一般社会からすると脅威でもある」と述べている。
ジャーナリストのフランシス・フィッツジェラルドは、個人的解放と人間的成長の場からの急速な軍事キャンプ化という教団の変化、幹部たちの数々の犯罪行為と逮捕、ラジニーシプーラムの解散、オショー・ラジニーシの国外追放は、ラジニーシプーラムに参加した多くのサニヤシン達の強い情愛の気持ちを減少させることはほぼなかったと指摘している。

### オウム真理教への影響・類似の指摘
オウム真理教による地下鉄サリン事件（1995年）以前にも、麻原彰晃とオショー・ラジニーシの共通性、麻原への影響が指摘されていた。宗教学者の島田裕巳は、オウム真理教の弟子たちが使うホーリーネームや麻原の服装や説法スタイル等、オショー・ラジニーシの影響がうかがわれる点が複数あることを指摘している。宗教学者のマルティン・レップは、麻原が阿含宗の会員だった1980年代前半、ラジニーシ運動が日本で活発に活動していたと述べ、麻原の長髪や出家信者のインド風の衣服（クルタ）はインドの影響を示していると指摘している。
また、宗教学者の中沢新一は麻原と会った際に、「ラジニーシのようなタイプのラジカルな宗教家」と評しており、伊藤雅之はこれを、中沢がオウム真理教の反社会性に気づいての人物評だとしている。
伊藤雅之は地下鉄サリン事件について、ラジニーシ教団によるバイオテロ事件と類似した事件だと評している。宗教学者大田俊寛は、「オウムについて多面的に考察するために参考となるようなケース」として「ラジニーシ教団のサルモネラ菌混入事件」を紹介しており、「ラジニーシ教団の発展から崩壊に至るまでの経緯は、オウムのそれと類似した点を多く含んでおり、大変興味深い。同時にこのことは、オウムのような現象が、決して日本のみに見られる特殊なものではないということを示してもいるのだろう。」と述べている。春秋社編集部は、ラジニーシ教団は「規模こそ小さいがオウム事件そっくりの軌跡をたどった」と述べている。

## 教団・サニヤシンについて
2005年出版の井上順孝 編『現代宗教事典』（弘文堂）では、「ラジニーシ運動」という項目名となっている。
オショー・ラジニーシの弟子は、サニヤシン、ネオ・サニヤシン、ラジニーシーとも呼ばれ、オレンジ色や赤色の衣を着るルールだったため、「オレンジ・ピープル」とも呼ばれていた。ラジニーシプーラムの計画や、それに伴う強い世間の注目は、運動の人気を示しているかもしれないが、アメリカ以外の拠点はさほど大きくなく、イギリスの大きな都市のコミューンでも住人が500人を超えることはなかった。
彼の教えは柔軟でポストモダン的であり、サニヤシンになるのは比較的簡単だった。1970年代には、プネーでサニヤシンになり、その後数年間プネーのアシュラムに住む者もいた。プネーに短期滞在したり、ラジニーシプーラムに滞在したり、また1982年まで活発だった都市部のラジニーシ・センターで短い儀式を行い、性急に運動に参加する人もいた。1970年代後半には、多くのサニヤシンは単にプネーの中央事務所にカードを送り、サニヤス（イニシエーション）を依頼し、新しい名前とラジニーシの写真が入ったロケットの付いた数珠を受け取って、運動に参加した。1970年代初頭から1990年にかけて、入信希望者はファーストネームを引き続き使うか（現在はそれに「マー」または「スワミ」を付ける）、彼から実際に授けられたわけではないにせよ、インスピレーションを受けた新しいヒンドゥー教風の名前を希望するかを申込書に記入した。
サニヤシンはどこに住んでいても互いに頻繁に訪問し合い、集まり、瞑想するなどしている。時間とお金に余裕がある人はプネーの教団（リゾート）本部まで足を運ぶが、近年（2004年時点）は以前ほど頻繁な訪問は行われなくなってきている。
ラジニーシプーラム崩壊後、オショー・ラジニーシへの帰依を捨て新しいスピリチュアルな道を模索する人々もいたが、大半の人は（少なくとも一時的には）、スピリチュアル・マスターが何らかの形で自分たちの未来を導いてくれるという揺るぎない信仰を持ち続けていた。非常に裕福なサニヤシンはユートピア建設に捧げた年月を気にもせず去っていったが、専門的な資格や技能を持たないサニヤシンは、履歴書に大きな空白を抱えて苦労することになった。恵まれた立場のサニヤシンがこうしたサニヤシン達を助け、仕事を紹介したり、時には就職先を提供することもあった。教団での経験が創造的な問題解決アプローチやプロセスと結果への関心を育み、仕事のスキルを高め成功した人も少なくない。
ラジニーシプーラムの住人のほとんどは、オショー・ラジニーシからサニヤス（イニシエーション）を受けた時に精神的・霊的な問題は解決し、人生についての根本的な疑問の答えを見つけたと信じ続けていた。彼への帰依を棄てた人々でさえ、自分の人生に欠かせない重要な存在として、別れた元伴侶のように彼を思い続けていた。運動に参加した年月は帰依者の目標や世界の見方を根本的に変え、少なくとも2年間活発なメンバーだった人々は互いに似通っている。長期のメンバーは、熱心な宗教集団の一員として身につけた精神的な優先順位を変えることはめったになく、たとえ離脱したりグループが崩壊してもそれは変わらない。社会の主流派に近づいたとしても、活動で身につけたものの見方を持ち続けている。

### サニヤシンの属性・特徴
サニヤシンの初期の調査では、「平均的なラジニーシーは『中流階級』で、十分な教育を受け、専門資格を持ち、少なくとも一度は離婚し、『個人的な危機』を経験し、神秘主義、麻薬、政治、フェミニズムを経験し、『30代』で、要するに現代風にアレンジされたカウンターカルチャー主義者である」と示唆されている。
ドイツの社会学者K・P・ホーンは、1979年から1980年アシュラムの人口構成に関する広範かつ詳細な調査データを提供しており、それによると、メンバーに占める女性の割合はわずかに高く、メンバーの大多数は26歳から35歳の間で、主に白人だった。インタビューを受けたドイツ人の大多数 (56%) は父親が大学学位を持っていたが、41%は労働者階級の出身であると述べていた。アメリカ人の81%は中流および上中流階級の家庭出身で、3分の2は高等教育を受けていた。宗教的には、ドイツ人の標本の38%がカトリック教育を受けており、21%がプロテスタント、39%が宗教教育を受けていないと述べており、キリスト教以外の伝統の出身者はわずか2%だった。アメリカ人の標本のうち、24%がカトリック、43%が非カトリックの伝統の中で育ち、特別な宗教教育を受けていない者はわずか8%だった。ドイツ人の3分の1、アメリカ人の半数以上が他の宗教団体と関わった経験があった。インドの宗教思想に精通している者はほとんどいなかったようである。
彼らがラジニーシに惹かれた理由は多岐にわたり、一部は「探求心」、新しい意味を持つ別の生き方を求めることに関係する。長く続く「個人的な苦悩」や、従来の社会の価値観や慣習に対する幻滅がきっかけになることもあった。性に対する態度とコミュニティに特に感銘を受ける者もいた。多くはオショー・ラジニーシ自身が理由であり、彼の「カリスマ性」、彼の眼、彼の講話、彼のほんの一言といった、彼について知ったことの確認のためにやって来た。瞑想の経験に心を動かされ、自分自身をよりよく知りたいと思った者もいた。
オショー・ラジニーシは西洋人が抱える問題について「西洋では、基本的な問題はどのようにコミュニケーションし、どのように関係を築くかである。多くの西洋人がここにいる。彼らがダルシャンで私のところに来るとき、彼らの問題は100パーセント人間関係の問題、つまりどのように関係を築くかという問題である」と述べており、西洋人サニヤシンの悩みを人間関係の問題だと考えていた。
オレゴンのコミューンの住民の社会学的構成については様々な意見がある。ヒュー・ミルンは、1982年9月までに、以前のメンバーは「非常に若くて生意気なアメリカ人」に取って代わられたと述べており、彼らは教育水準が低く、旅行をしたことがなく、「最初のメンバーが抱いていたのと同じ考え」を持っていなかったとしている。しかしこの1年後、C・A・ラトキンらは、新しい「ユートピア」に住む人々の人口構成はインドのアシュラムのそれを再現していると示唆した。ラトキンらが1983年8月から10月にかけて行った調査によると、回答者の半数強が女性であり、平均年齢は約34歳、90%以上が白人で、宗教的背景はキリスト教とユダヤ教が過半数を占め (それぞれ57%、20%)、95%が高校を卒業しており、65%が大学を卒業していた。
現在の勧誘の対象は、年長のサニヤシンの子供たちや、個人的な探求と、物質的なものと霊的・精神的なものの融合というメッセージに共鳴する、豊かな工業国の21歳から50歳までの人々である。

### 女性サニヤシンの多さと権力、ジェンダー
この運動は女性がかなり多く、様々な推定によると、運動の初期の歴史において女性の割合は 3:1 から 3:2 の範囲で男性を上回っていた。インドのアシュラムでは、「パワーレディ」と呼ばれる女性の中核グループが執行部の地位を占めており、アメリカのラジニーシプーラムでは、女性が指導的地位の80パーセント以上を占め、彼女たちリーダーは「ママ」または「スーパーママ」と呼ばれ、マスコミはその権威構造を「マ・アルキー（ma-archy、マの政体）」と呼んでいた。マ・ヨーガ・ラクシュミーやマ・アナンド・シーラ等のパワフルな女性たちが重要な役割を果たし、彼女たちには、女性に対しては異例ともいえるスピリチュアルな権威が与えられており、オレゴン州のラジニーシプーラムのコミューンでは、オショー・ラジニーシが沈黙しシーラとその女性の仲間が運動の公的な代弁者となることを許可したため、少なくとも目に見える形では、ほとんど女性によって運営されていた。スーザン・J・パーマーは「母権制のユートピア的実験」と評している。とはいえ、教団トップのオショー・ラジニーシは男性であり、エリザベス・パティックが男性教祖の下の女性幹部について「男性の主人に絶対服従するという文脈において、女性にどこまで権限を与えるかという問題にすぎない」と指摘しているように、オショー＝ラジニーシ運動で霊的・組織的指導者となった女性幹部たちにとって、あくまでオショー・ラジニーシが霊的なマスターであり続けた。
女性のサニヤシンは、妻や母親の役割を拒否する傾向がある。宗教学者のサラ・M・パイクによると、オショー＝ラジニーシ運動に参加した親の中には、スピリチュアルな成長の方が重要なのだから、子供を残してアシュラムに入ることは正しい選択だと考える者もいた。
パーマーは新宗教における性同一性を、相補的な性（Sex complementarity）、両極的な性（Sex polarity）、単一の性（Sex unity）に分類し、オショー＝ラジニーシ運動における性同一性は、両極的な性であるとしている。
コミューンではジェンダー役割を逆転させる実験も行われており、男性は「優しい」または「美しい」と評され、女性的な資質を伸ばすよう奨励されたのに対し、女性は「強い」および「ダイナミック」であると称賛された。ラジニーシプーラムの建設中には、性別に基づく仕事の役割が交換され、女性は土木機械を操り、男性はひとり親が連れてきた子供たちの世話をし、キッチンを管理した。ユニセックスのファッション、香水、イヤリングが男女で共有され、トイレや寝室も男女共有だった。
多くのラジニーシ運動の参加者にインタビューした社会学者マリオン・S・ゴールドマンが、ラージニーシ・プーラム崩壊の数年後に元メンバーに調査を行ったところ、女性たちはここでの経験を非常に高く評価していた。彼女たちの多くは運動から離脱していたが、参加していた時期は人生において重要なものだったと考えており、子どもを持たないようにというオショー・ラジニーシの教えに従った選択を後悔することはほぼなく、「彼女たちは、母親になる運命ではなかったと信じており、現在の養子や姪、甥との問題について話す人もいた。子どもを持つことは自己実現を困難にする、というバグワンの多くの警告により、彼女たちのうち2人は20代、30代で中絶せざるを得なかった。…彼女たちの話には悲しいこともあったが、母親になることが自分にとって良いことだとは思っていなかった」。彼女たちは、オショー・ラジニーシが伝統的な性別役割の期待から解放してくれたと感謝しており、彼の励ましのおかげで、子どもを持たず、霊的・精神的な成長と自己実現を最優先にすることができたと考えていた。

### サニヤシンのパートナー観
サニヤシンにとっての主要な関心は自己変容であるため、パートナーとの関係においても、相手を幸せにする、子供を産んで幸せな家庭を築くといった既存の価値観を理想とせず、その関係を通した自分自身の内的成長が重視され、こうした独特のパートナー観はセラピーを通して強化される。サニヤシンは、パートナーと一緒に暮らしながらも結婚しないライフスタイルが一般的である。オショー＝ラジニーシ運動では、瞬間、瞬間を自分の感情に完全に正直に生きることが理想だと考えられ、たとえ恋人がいても、この瞬間に別の人に恋に落ちてもおかしくないので、長期的・永続的なパートナーとの関係性を重視しない。伊藤雅之は、長期的・永続的な関係性を重視しないことは、（生涯独身だった）オショー・ラジニーシの生き方と深い関連があるとしており、サニヤシンの間では、浮気をした人より、浮気されて嫉妬する人の方が、「関係性に執着している」として批判される傾向があるという。伊藤は、こうしたサニヤシンの価値観は一般的な日本人のものにも反するが、ニューエイジ思想一般ともやや異なるようだと述べている。

### 中絶・不妊手術の奨励
オショー・ラジニーシは、地球は人口過多のため厳格な産児制限をすべきで、スピリチュアルな成長のためにも子供を持つべきではないと考えており、アメリカのオレゴンやイギリスのコミューンで子供が生まれることはほとんどなく、避妊、不妊手術（断種）、中絶が受け入れられていた。運動のメンバーは、性行為と生殖を切り離して考えており、プネーのアシュラムでは、指導者の間では不妊手術が一般的に行われており、特に男性は、手術による身体的負担が少ないため不妊手術が行われていた。妊娠中の女性は中絶するよう迫られ、不妊手術を受けることは、運動への帰依の証だった。活発な性生活を送る4000人の住民がいたラジニーシプーラムでは、設立から4年たっても一人の子供も生まれなかった。

### サニヤシン親子と子ども達
アメリカのラジニーシプーラムとイギリスのメディナの共同体では子供は生まれなかったが、親に連れてこられた子供たちが育てられていた。教団では共同育児が行われており、子供が望んでも母親のそばにいることはできなかった。親であるサニヤシン達は、共同体の中で親としての生活が楽になったと感じていた。中核メンバーは運動に完全にコミットすることが求められ、上級管理職の決定に従って世界中のあちこちに配置され、子供たちは親から引き離されていた。エリザベス・パティックは、彼女がインタビューした子供がいる男性サニヤシンは離婚しており、親権を持ったり定期的に子供と接触したりする者はいなかったと指摘している。
社会学者のスティーブ・ブルースは、誰の証言でも同じく、子供たちはひどくネグレクトされていたと述べている。
また、アシュラムの学校では、一般的なカリキュラムを教えることや、生徒に正式な試験を受けさせることを拒んだため、彼らは大学進学や中流階級的なキャリアは望めず、コミューンの生活で得た個人のスキル（家屋の修理やマッサージ等）と自発性に頼って生きざるを得なかった。
スティーブ・ブルースによると、幼少期の社会化のインパクトは大きく、教団内での厳しい成育環境にもかかわらず、彼らの多くは運動に近い信念や価値観を持ち続けている。

#### 性的な環境、未成年者の性行為・児童性的虐待の報告
ティム・ゲストの著作『My Life in Orange: Growing Up with the Guru（オレンジでの私の人生：グルと共に育つということ）』は、母親が運動の幹部であった子供の立場からラジニーシ運動について詳細に記述した非常に優れた著書と評価されているが、10歳以下の児童が性行為を受けていたこと、自分が誰とセックスしたか子供同士で普通に話していたこと等を書いている。ラジニーシプーラムに連れてこられた子供たちは、周囲がセックスにあふれた環境で放置されることで、必然的に性的なことを探求する子供が多かったという。また作中で比較的軽く扱ってはいるが、ラジニーシプーラムにおける未成年者への性的虐待も記録している。ゲストによると、14・15歳といった年頃の少女に対し、グループリーダーのサニヤシンがやって来て実践でセックスの手ほどきをすることが多かった。
元サニヤシンのジェーン・ストークは、自身の体験を語った2009年の著作『Breaking the Spell: My Life as a Rajneeshee and the Long Journey Back to Freedom（呪縛を解く：ラジニーシの弟子としての私の人生、そして自由への長い旅）』で、チャールズ・H・ターナー暗殺計画への関与、オショー・ラジニーシの主治医の殺人未遂への関与と共に、ラジニーシプーラムで子供たちが児童性的虐待を受けていた事を語っている。

### 幻覚剤との関わり

#### インドでの幻覚剤LSDの製造
伝説的なLSD「オレンジ・サンシャイン」を大量に製造し、サイケデリック界で知られた地下化学者ニコラス・サンドは、オショー・ラジニーシの教えに魅了されプネーのアシュラムに入り、プラヴァシ（Pravasi）と名乗り、アシュラムの畑作りを手助けした。サンドはサニヤシンになってからインドにLSDを持ち込んだと語っており、彼がインドでの3年間で製造したLSDは数百万回分に及ぶ可能性が高い。
サンドはオレゴン州への移動にも付き従い、ラジニーシプーラムの発展に関わった。

#### 幻覚剤MDMAの国際的普及への関与
幻覚剤の一種MDMA（通称エクスタシー）の1980年代初頭の国際的な普及は、オショー・ラジニーシの弟子たちの行動の結果であると考えられており、著作家のティム・ピルシャーは「薬物の有用性が弟子たちの間で広まるにつれて、80年代前半から中頃にはアメリカ全土、そしてその後は世界中に流通ネットワークが構築された」と述べている。幻覚剤に関するヨーロッパの権威であるハノーバー医科大学のトルステン・パッシー医学博士によると、コミューン内でMDMAが治療目的や「スピリチュアルな」目的（例えば瞑想の補助）に使用されていたことが知られており、取材したサニヤシンの一人は、オショー・ラジニーシの弟子の何人かは、1979年にMDMAについて聞かされ、それが「ビジネス、セラピー、そして娯楽」に役立つ便利なツールであると気づいたという。また、オショー・ラジニーシはサイケデリック薬（幻覚剤）に親しみがあり、それを使用したがっていたとも述べている。ジャーナリストのマシュー・コリンによるアシッド・ハウスとMDMAの歴史書『Altered State』には、「バグワン運動は起業家精神にあふれ、外向的だった…それは、その運動に惹かれた人々がエクスタシーを普及させただけでなく、アメリカ外への普及につながる流通システムを確立したことを意味する。」と書かれている 。
トルステン・パッシーがインタビューしたオショー・ラジニーシの信奉者のひとりは、弟子たちが1980年代初頭にMDMAの流通に関与し、特にヨーロッパ (スペインのイビサ島、オランダのアムステルダムなど) での初期の流通は、オショー・ラジニーシの信奉者の何人かが共同で指揮していたとしており、これは麻薬の研究者アルノ・アデラーズの調査結果と一致している。
トルステン・パッシーは、MDMAの主な生産者の一人マイケル・クレッグが、「ラジニーシ・コネクション」を通じて流通に関与していたことは明らかだと述べ、クレッグ自身が1979年に初めてMDMAを使用し、それを宇宙的でスピリチュアルな体験と感じて熱狂し、これを広め世界を救うという使命に乗り出したと述べていることから、彼がオショー・ラジニーシのコミュニティにMDMAを紹介した一人であると推測している。クレッグ自身はこれを否定し、彼の売人の何人かはサニヤシンだが偶然の出会いだとしている。しかし、1970年代の学生時代にカトリックを捨てて以降「その後30年間、私はマハリシ・マヘーシュ・ヨーギーからグル・マハラジへとグルを渡り歩き、シュリ・バグワン・ラジニーシと何年も過ごした…」と述べており、ドラッグ推進者のリック・ドブリンに対しては自分は「ラジニーシのMDMA化学者」であると語っていた。
音楽家のジミ・フリッツは、ヨーロッパ全土にMDMAが広まる足がかりとなったスペインのイビサ島へのMDMAの最初の配送は、1985年にアメリカから来たオショー・ラジニーシの弟子によって行われたと指摘している。イビサ島のMDMAシーンのディスコアムネシアの人気DJだったアルフレドもオショー・ラジニーシの信奉者だった。
イビサ島の歴史書『The White Island』を書いたスティーブン・アームストロングは、「オレゴンの本部が崩壊し、世界規模の運動が崩壊したとき、イビサのサニヤシンの中には経済的な必要性から麻薬の取引を始めた者もいた。彼らが持っていたのは服とMDMAでいっぱいの戸棚だけだった」と語り、アームストロングは、彼らが行楽客にMDMAを売り始め、その客がアムネシアでのDJアルフレドのセットに頻繁に通うようになったと推測し、オショー＝ラジニーシ運動がイビサ島でのMDMAの使用に大きく影響したと考えている。イビサ島のサニヤシンを研究し、後に自身もサニヤシンになったトニー・ダンドレアは、オショー・ラジニーシが世界の夜の文化に与えた影響について執筆しており、オショー・ラジニーシは「イビサ島の60年代のカウンター・カルチャーと、（幻覚剤を使用する）90年代のエレクトロニック・ダンス・サブカルチャーをつなぐ重要な架け橋だった」と述べている。

### ラジニーシプーラムの終焉の分析
1981年から1986年にかけて教団外の一般人のほとんどは、ラジニーシプーラムで流血の大惨事が起こると予想していたが、サニヤシン達の暴力が、大量殺人、集団自殺、大規模な集団攻撃にまでエスカレートすることはなかった。マリオン・S・ゴールドマンは、ラジニーシプーラムの状況が緊迫しながらも大惨事に至らなかった理由として、次の点を挙げている。
- サニヤシンになるのは簡単で、家族や古い友人と絶縁する必要はなく、外部と遮断されていなかったこと[61]。
- サニヤシンは主に上流階級と中流階級の出身で、経済的資本だけでなく社会的資本と文化的資本を持ち、教育を受けた裕福な外部の人々と同じ言葉を話し、メディア等でうまく自己表現ができたこと[61]。
- オショー・ラジニーシは物質主義の喜びを受け入れ、資本主義を支持し、その教義は人生と生命に肯定的で、個人主義と自立を重んじ賛美していたこと[61]。彼はエイズによる世界の終焉やラジニーシプーラムへの核攻撃など、時折悲惨な予言をし、黙示録的な未来像を語ったが、サニヤシン達は個人主義と自立の重視により、彼が語る終末論的な考えを拒否し、笑い飛ばすことさえできた[61][346]。
- オレゴン州司法長官（英語版）のデイビッド・フロンメイヤー（英語版）と彼の部下が、政教分離を規定するアメリカ合衆国憲法の宗教活動の自由条項（英語版）を戦略の根拠とし、法に則った解決を図り、暴力の可能性を最小限に抑えるよう努め、過激な反対派の行動を抑えたこと[61]。フロンメイヤー達の戦略は、教団に対する固定観念や恐怖に基づく公の介入や、一部の反対派グループや地元メディアが求めた非公式の反カルト攻撃を抑制し、オレゴン州は紛争が激化する中、ラジニーシプラムでの犯罪行為と民法違反の告発すべてに対し、法的解決を図るよう求めた[61]。フロンメイヤー達はサニヤシンの市民的自由が尊重されるよう徹底し、影響力のある牧場主を説得して銃を銀行の金庫に仕舞わせ、現状を理解し妥協案を模索するサニヤシン達と協力した[61]。

### テロリズム研究
ラジニーシ教団によるバイオテロの事例は、テロリズム研究におけるバイオテロの分析では非常に有名である。防衛大学校教授の足達好正は、CBRN（化学兵器・生物兵器・放射能兵器・核兵器）テロリズムに関与した組織のひとつにラジニーシ教団を挙げ、「特性：カルト」「宗教的・世俗的区分：宗教的」と分類している。テロリズム研究者のデイヴィッド・ラポポートは、テロリストを世俗的組織と宗教的組織に分類し、CBRNテロリズムに関与した宗教的組織として、オウム真理教やクリスチャンアイデンティティーの反政府組織契約・剣・神の手（CSA）と共にラジニーシ教団をあげている。

### ニューエイジへの影響
1985年にラジニーシプーラムが崩壊した後、アメリカのサンニヤシンたちは、天候が良く、代替カルチャーが活発で多様なスピリチュアルの探求があり、自分たちの専門的なスキルやカウンターカルチャーの経験が評価される、寛容で美しい場所を求め、西海岸や南西部に引き寄せられた。現在、ニューエイジ運動が活発なアリゾナ州セドナのオショー・アカデミーやカリフォルニア州マリン郡のヴィハ瞑想センターの近くには、古参・新参を問わずサンニヤシンが大勢住んでいる。
ニューエイジの様々な活動は、オショー＝ラジニーシ運動の参加者が開始したり、何らかの形で関わっていることが多い。例えば日本の民間療法の霊術の一種で、海外のニューエイジャー等に人気となり日本に逆輸入された「手当て療法」の「レイキ」は、オショー＝ラジニーシ運動やサイババの信奉者が自分たちの信念体系を接合して新たなバリエーションを作っており、1980年代に日本に「レイキ」を持ち込んだのも、オショー＝ラジニーシ運動のメンバーだと見られている。

### 宗教学的評価
宗教学者の大田俊寛は、エサレン協会と関係のあった「破滅的カルト」と称される団体のひとつとして「ラジニーシ教団」を挙げている。
アメリカの宗教学の教授ヒュー・B・アーバンは、オショー＝ラジニーシ運動は、西洋式のグローバリゼーションに対する単なる反応でも、偶然南アジアから生まれた世界的な運動でもなく、文化人類学者のアルジュン・アパドゥライの言葉を借りれば、この運動は世界中から発信される、非常に複雑で流動的で、移り変わりの激しい、人、思想、資本のネットワークのトランスナショナルなネットワークの重要な「結節点（node）」として理解されるべきであり、明確に「ポストナショナルな運動」でもあると述べている。オショー＝ラジニーシ運動は、流動的でトランスナショナルな組織と物質主義の熱心な支持により、現代のグローバル資本主義で進む「脱領土化」にも独自に適応しており、アーバンは、このような世界的でカリスマ的な宗教団体は、人々、思想、資本の複雑な世界的ネットワークの中の「菌糸の結び目（hyphal knots）」のようなものだと考えており、資源と情報の国民国家の境界を越えた循環において重要な役割を果たしていると分析している。

## 死後・レガシー
オショー・ラジニーシには決まった後継者はなく、すべてのサニヤシンが後継者であるとされ、プネーや世界各地の瞑想センターは弟子達が独自に運営している。運動の教義と実践は現在、広義のヒューマンポテンシャル運動の一部となっている。

### 教えと歴史の再解釈と社会への適応の成功
国際的に物議を醸した約20年と、社会への適応を進めた約10年の後、オショー＝ラジニーシ運動は新宗教の市場で地位を確立した。信奉者たちはオショー・ラジニーシの役割を再定義し、教えの中心要素をリフレーミング（再構成）することで、部外者から問題視されることを避けた。オショー＝ラジニーシ運動のピークは1970年代後半で、これ以降正式な会員数は減少しているが、運動の歴史の選択的な再解釈、教義の再構築、目的の再定義を通じてアイデンティティを機敏に変革することで、アメリカを含め世界中に普及し、勢いのある文化的勢力となった。この運動は小規模だが国際的であり、アメリカ、ヨーロッパ、日本、オーストラリア、そして最近（2004年時点）ではイスラエルから裕福な求道者を惹きつけ続けている。運動の支持者たちは、自らを変革し、霊性・精神性と物質的快楽を統合する新しい意識を創造する試み続けている。
オショー＝ラジニーシ運動の指導者たちは、1980年代半ばには、成功とは20年以内に10万人が住む巨大なユートピア都市をオレゴンに建設することだと定義していたが、オショー・ラジニーシの死後、運動の中心目標の修正し、信者数の増加や共同体都市ではなく、世界的な文化的影響力で運動の成功を定義するようになった。マリオン・S・ゴールドマンは、「いま、ここを生きる」という中心的信条は、何世代にもわたって続くような安定し限定された運動としての発展を妨げたが、運動の流動性と、スピリチュアルな発達の基盤としての物質的幸福の重視は、より若く裕福なスピリチュアな求道者への訴求力を高めており、この運動の文化的影響力の拡大は、「インナーサークル」が、OSHOインターナショナル・メディテーション・リゾートが世界中のセンターと個々のクライエントの拠点となるヴィジョンを描いたことによると評している。再解釈された現在の運動のビジョンは、彼は組織化された宗教を創設するつもりはなく、その一員になることさえ望んでいなかったと語った講話を強調することで正当化されている。
またゴールドマンは、過去1世紀にわたって、開祖の死を乗り越え、世間のマイナスの認識を変え、影響力を世界的に増大させることに成功した代替宗教はごくわずかで、特に小規模かつ白眼視された運動で、生き残り、世界的な文脈でスピリチュアルな文化的影響力を持つ勢力として成功したものはほとんどないが、オショー＝ラジニーシ運動は稀有な例だと述べている。2000年にOSHOインターナショナル財団は伝記『Autobiography of a Spiritually Incorrect Mystic』を出版したが、ヒュー・B・アーバンによると、これはオショー・ラジニーシの生涯を現在の「オショー運動」の観点から編集し、再パッケージしたものである。メディア研究者のイシタ・ティワリは、オショー・ラジニーシはメディアを巧みに利用して帝国を拡大したが、彼の死後、信奉者たちもまたメディアを巧みに利用し、講話のビデオ、音声テープ、書籍を使って、物議を醸した彼の過去をごまかし、浄化されたイメージをブランド化し広めたと評している。このイメージの浄化・ブランド化の事業には、特に講話のビデオ映像が欠かせないもので、映像の流通と販売は彼の遺産を存続させることに役立ち、書籍、音声コンテンツ、タロット・カードなどの商品の販売にも巧みに活用された。インドのリゾート（アシュラム）への滞在者は減少し、滞在期間は短くなったが、リゾートが存続したこと自体が成功を示しており、商業出版社による「感情の健康」、「喜びと愛」といったキャッチーなタイトルの講話録の出版を通じて、広く一般大衆にアピールし、A・D・アンドレアによると、1990年から2005年の書籍の年間販売数は、17万部から250万部以上に増加した。
現代における信奉者たちの語りでは、オショー・ラジニーシが初期の弟子たちに教えた瞑想と自己成長へのアプローチに焦点が当てられており、物議を醸した時代の教えやグルと弟子の関係の在り方は軽視されている。ラジニーシプーラム時代で残されているのは、特徴的なローブと帽子をまとったグルのイメージだけとなっており、販売される商品の表紙を飾っている。
現在の世界的な成功は、以前の紛争や論争を、重要でない、取るに足りない歴史として再定義したことが非常に大きい。公式ウェブサイトでは、運動に肯定的なメディア報道のみが強調されている。ゴールドマンは、「Osho」への名称変更は、運動のブランド再構築と、以前の困難からうまく距離を取る戦略の一環だったと述べている。現在の教団には外部との対立を極力避ける姿勢が見られ、サニヤシンが着るローブの色もサフラン色から海老茶色（栗色）に替わり、プネー市中心部でローブを着用しないよう指導しており、また1994年・1995年頃まで多かったコレガオン・パーク地区での麻薬使用のあるパーティーも近年では報道されなくなっている。
公式サイトとYouTubeチャンネルで、講話はオリジナルの形では提供されておらず、テーマに応じて編集され、アピールしたい教えを凝縮した形となっている。オンラインの講話アーカイブとOshoインターナショナル・メディテーション・リゾートの体験という2つの側面で、信奉者に向けてスピリチュアルなスペクタクルが提供されている。イシタ・ティワリがリゾートに滞在した際、特に重要な夕方の時間には、ピラミッド型のブッタ・ホールで、ダンス、音楽と共に、講話のビデオが上映されたが、この毎夕のイベントは、オショー・ラジニーシが晩年に行った講話の時間の再現になっており、参加者が彼の存在を繰り返し感じ、彼の「アウラ」を辿り持続させるものとなっていると評している。
プネーの組織がオショー・ラジニーシとそのメッセージを非常にうまく主流化したことで、彼は危険なカリスマ的指導者から、説得力のあるスピリチュアルな教師として世間に受け取られるようになっている。インターネットの出現、Facebook、YouTubeといったサービスにより、運動の影響力は飛躍的に拡大した。2011年に著名なミュージシャンのレディー・ガガが、彼の本を多く読んでおり、反抗に対する考え方を気に入っているとコメントしているが、特にメディアから非難は受けておらず、運動の巧みなマーケティング戦略が成功していることが分かる。
また最近では、以前の「両極的な性（Sex polarity）」の性別観を捨て、男女という性別は互いに補い合うものだという、安定した男女関係を育みやすい伝統的価値観を支持する傾向が見られる。
インドの地元最大の英語新聞『インディアン・エクスプレス』は長年教団を告発してきたが、教団が市民と対立しないよう行動を慎んでいるため、プネーの公序良俗を守るためにコミューンを告発するという記事は紙面には見られなくなってきている。足沢一成は、報道関係者の話によると、プネーのマスコミの教団への歩み寄りには、教団の自粛だけでなく、コミューンに集まる外国人が持つ広告やイベント企画の経験を利用したいという思惑があると述べている。観光資源のないプネーにとって、教団のリゾートは大きな外貨収入源になっている。

### 近年のオショー＝ラジニーシ運動の構成
運動は世界的にゆるやかなネットワークを持ち、セラピー・センターはアメリカのアリゾナ州セドナ、出版物はドイツのケルン、瞑想リゾートはインドのプネーにあり、OSHOインターナショナル財団系以外にも、インド人を中心とする組織オショー・ディアーナ・マンディール（ニューデリー）、その系統のリトリート・センター、組織化に反対するグループや、プネーのコミュニティの在り方に異を唱え離脱した人々のグループ、「スピリチュアルな」側面を維持することに熱心なグループもあり、多中心的で対立しあう、複雑な構造となっている。運動はかつて社会と緊張関係にあったが、現在の対立は主に運動内でのものである。
彼という人物の扱いもグループによって異なり、オショー・ディヤーナ・マンディールは彼を明らかに尊敬し、彼の初期の教えも重視しているが、OSHOインターナショナル財団の指導者たちは、彼という具体的な人格ではなく、彼の哲学を熱心に宣伝した。最近の運動の熱心なメンバー達の問いは、オショー・ラジニーシが霊的・精神的指導者として、引き続きオショー＝ラジニーシ運動の中心的存在であるべきか、彼自身がどの程度彼の教えに必要なのかというものである。
オショー・ラジニーシの死後、個々人がアシュラムまたはコミューン（インテンショナル・コミュニティ）に所属しここでフルタイムで生活し人生を捧げるモデルは廃れ、世界各地のセンターや個人の家に半ば定期的に集まる分散型モデルに移行しており、これは大きな変化である。オショー・ラジニーシのメッセージに触発された小規模なインテンショナル・コミュニティやアシュラムは今もあるが、主流ではなく、数多くのセンターが世界中に点在する流動的で分散化された形が主であり、人々はセンターに短いスピリチュアルなリトリートを体験するためにやって来て、瞑想に取り組み、コースを受講し、日常に帰っていく。こうした緩やかなセンターのネットワークには、ドイツの Osho UTA、オランダの Osho Humaniversity、インドのジャバルプルの Osho Amritdham、ギリシャの Osho Afroz、ブラジルの Instituto Osho、カナダの Osho Madhuban、イギリスの Osho Leela、ロシアの Osho Work、イタリアの Osho Varazze、アリゾナ州セドナの Osho Academy、ベイエリアの Osho Viha 等がある。インドのデリーのオショー・ダーラの3人のサットグルの一人は、オショー・ラジニーシの弟で、瞑想キャンプを通過した全ての人にオショーの称号が与えられる。今日のアメリカにおける運動は、1980年代のオレゴンのコミューンとはほとんど似たところがない。
現在（2004年時点）、若いサニヤシンの中には、運動を脱個人化し、オショー・ラジニーシの教えを前面に出し、彼のカリスマ教祖的アイデンティティを隠すよう主張する者もいる。彼らはリゾートを運営する現在の運動の指導者たちの存在意義に疑問を呈し、人間の自由を支持するより普遍的な運動にすることを提案しているが、他の多くの古参メンバーは抵抗している。

### 経済的価値の高い多国籍企業として
オショー・ラジニーシの思想と実践は、彼の死後グローバルに広がり続け、21世紀初頭までに、オショー＝ラジニーシ運動は巨大で複雑で、極めて経済的価値の高い世界的組織に成長した。これはスピリチュアル運動であると同時に多国籍企業でもあった。
オショー＝ラジニーシ運動側の社会への歩み寄りもあり、北アメリカと西ヨーロッパの社会は、ヨーガや瞑想のようなスピリチュアルな主題にある程度順応的になっている。OSHOインターナショナル財団 (Osho International Foundation、OIF)は、IBMやBMWのような企業の顧客向けにストレス管理セミナーを開催しており、アメリカでは年間1,500万ドルから4,500万ドルの収入があると報告されている（2000年）。
2000年に India Today は、「Osho Inc.」帝国には「80か国に750の瞑想センター、40か国語で出版された1500冊の本、音楽と説教のテープ400本、800点の署名入り絵画、10,000枚の写真、ダイヤモンドのローブとアクセサリー、ロールス・ロイスの艦隊と不動産」が含まれていると推定した。

### 信奉者の運動への排他的コミットメントの弱化
現代の信奉者は、OSHOインターナショナル・メディテーション・リゾートや関連センターで行われるサニヤス（イニシエーション）・セレモニーに参加してサニヤシン名をもらうことができるが、これはサニヤシンになるための条件ではなくなった。信奉者は、定期的にオショー・ラジニーシの瞑想を実践するという決意表明をするだけでよいが、稀に刺青を入れる等それ以上のことをする人もいる。
彼の生前、「イニシエーションを受ける（サニヤス）」とは「彼の弟子になること」だったが、死後意味が変化し、「オショー・アカデミー・オブ・イニシエーション」が1991年に発行したサニヤシンの申込書では、「個々人が自分の人生に対する新たな決意をする機会」という意味合いが強まっており、参加者のオショー・ラジニーシへの排他的なコミットメントが弱まり、自己責任、自己判断による行動がより求められるようになっている。
伊藤雅之はこうした状況を、サービス提供者はある程度組織性があるが、その受け手であるクライエントは組織性がなく関与も部分的で、他の宗教運動や組織に参加している場合もある「クライエント・カルト」と理解できるとしている。オショー・ラジニーシが多岐に渡る宗教伝統に言及し多様な実践を取り入れたこともあり、オショー＝ラジニーシ運動の雑種性・折衷性は高く、当事者は他のニューエイジ系の本を読んだりワークショップに参加し自己流にスピリチュアリティをアレンジすることがほとんどで、彼らの思想や実践の雑種性はさらに高い。
社会学者のスティーブ・ブルースは、オショー・ラジニーシの教えがある程度の影響力を持ち続けているのは、信者に期待されるものが少なくなり、職業や家族を持つ一般人の生活改善に役立つものになったからで、多くのキリスト教の信者と同様に、信奉者の大半にとってオショー＝ラジニーシ運動は、日常生活にほとんど影響を与えない余暇のレジャーとなっていると述べている。

### OSHOインターナショナル・メディテーション・リゾート

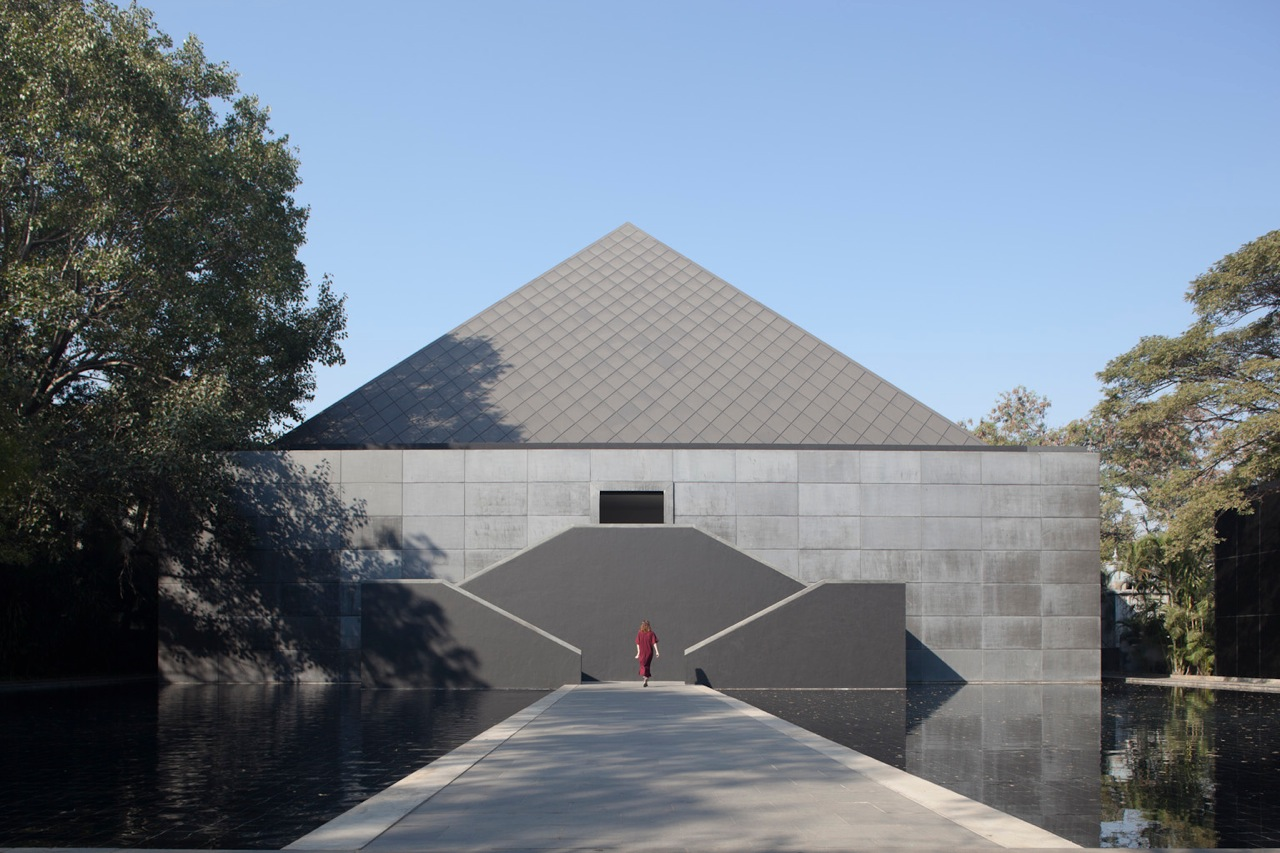

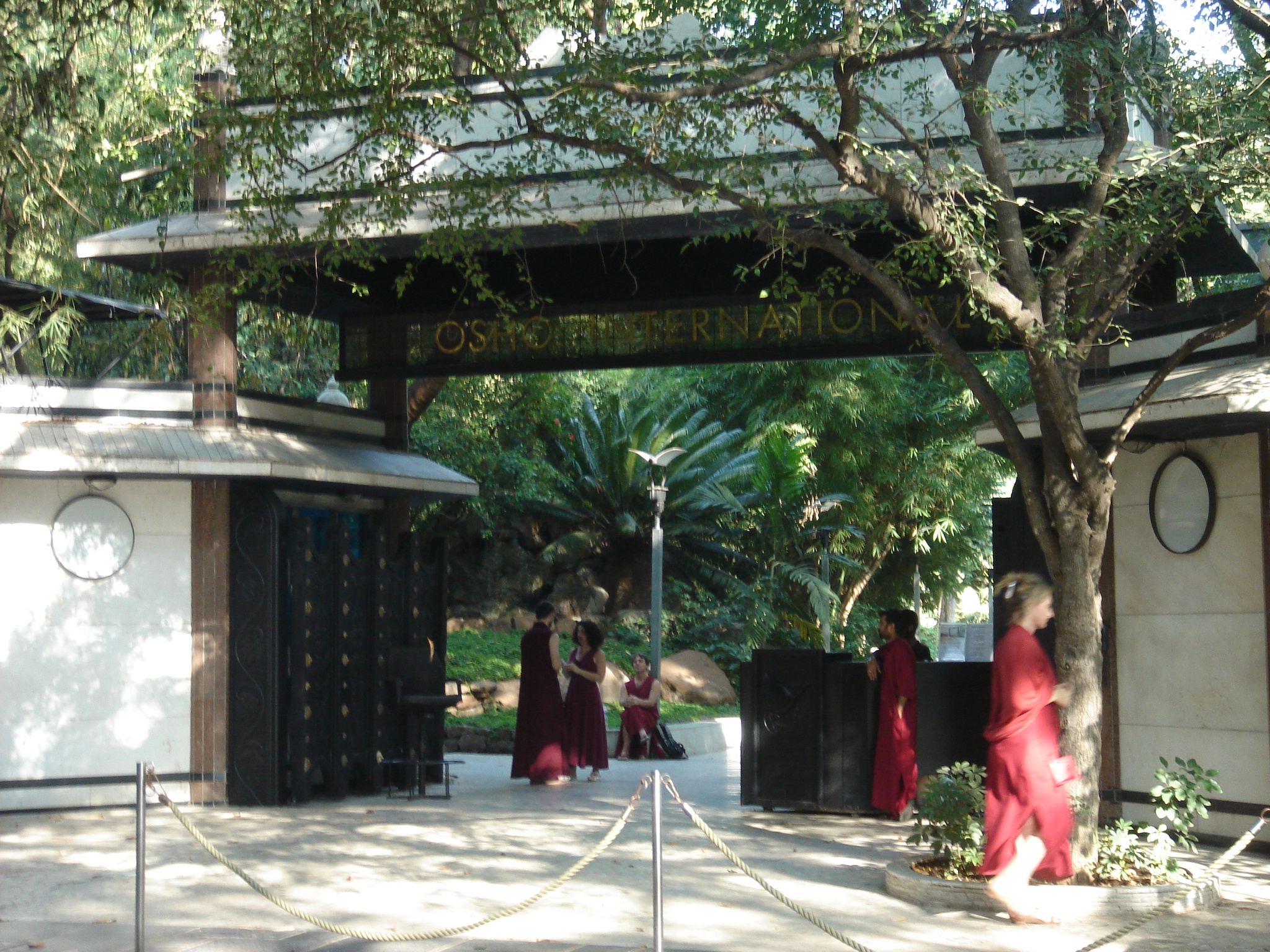

インドのプネーのアシュラムは、サニヤシン達が長期的に住む共同体、堅固なコミュニティから、短期の訪問者が訪れ、教師さえ自由に出入りする観光リゾートへと変化し、より明確に国際的なビジネスへと進化した。現在はOSHOインターナショナル・メディテーション・リゾート（the Osho International Meditation Resort）というスピリチュアルなリゾート施設になっている。この施設は「東洋のエサレン」を称しており、幅広い伝統から取られた様々なスピリチュアルなテクニックを教え、美しいリゾート環境の中で自己を発見し、肉体と精神の欲求を統合するためのスピリチュアルなオアシス、「聖なる空間」であると宣伝している。足沢一成は、「瞑想をアトラクションとしたディズニーランド」と評しており、コミューン自身も「クラブ・メディタレーニアン（地中海クラブ）」をもじって「クラブ・メディテーション（瞑想クラブ）」を名乗っている。OSHOインターナショナル・メディテーション・リゾートは、Lifestyles of Health and Sustainability（LOHAS）として知られるリトリートと自己啓発プログラムの緩やかな世界的連合に加盟する数千のセンターの1つであり、毎年計30億ドル以上の収益を生み出している。
ここでは占星術やフェルデンクライス・ボディワーク、クリスタルエネルギー、鍼灸、ネオ禅、その他のニューエイジ活動など、さまざまな伝統から引き出されたスピリチュアルなテクニックが、ビュッフェのように取り揃えられ提供されている。インドにあるが地域性を感じさせない脱土着化したスピリチュアル・リゾートになっており、入場者のほとんどは外国人である。ヒュー・B・アーバンらが2011年から2013年に滞在した際にカウントしたところ、訪問者の約75％はインド人以外で、そのうち半数以上がヨーロッパ人、次いでアメリカ人、イギリス人、ブラジル人、イスラエル人、日本人で、インド人客はほぼ全員が裕福な中流階級と上流階級だった。報道によると、著名な訪問者には政治家やメディア関係者もおり、Facebookの創設者マーク・ザッカーバーグもこの施設を訪問したことがある。清掃員、用務員、食事サービス、ランドリースタッフなどの末端の労働者は100％南アジア人で、決して上流階級ではない。宿泊料や入場料、各種コースの料金は上昇し（宿泊料は5つ星ホテルに匹敵し、シーズン中はさらに高くなる）、高額な料金を払えない人は排除され宿泊者は減っていき、2016年時点で少数の富裕層向けの施設となっている。
プネーの統治者グループのメンバーであっても、赤やオレンジ色のローブやオショー・ラジニーシの肖像が描かれたロケットを身につけていないが、リゾートの訪問者と居住者は、日中は栗色のローブ、夜の瞑想中はシンプルな白いローブを着用する必要があり、これは、親密なグループとして集まり、真剣に瞑想を追求する意思を示す手段となっている。彼の遺灰は生前の寝室に安置されており、ここは聖地とみなされ、一般公開され、彼を引き続き崇拝の対象とすべきか激しく議論が交わされてきた。
マリオン・S・ゴールドマンは、訪問者は複数の新宗教と関わりがあると述べており、社会的・文化的・経済的資本を持つ特権的な人々が、Web上での世界的なスピリチュアル市場の活況にオショー・ラジニーシへの関心を刺激され集まってきている。彼らは時間とお金をかけてより豊かなスピリチュアル体験を追求し、人間の潜在能力を最大限に発揮できる仲間・実践・教義を模索し様々に試す、「裕福な求道者」である。
2013年現在、OSHOインターナショナル・メディテーション・リゾートは、到着時にすべての宿泊客にHIV、エイズの検査を義務付けている。かつてオショー＝ラジニーシ運動は性欲とネオタントラの過激な実践を重んじ、エイズが流行してからは性衛生に非常に関心を持ち、メンバーに特別な「エイズキット」を配布していたが、リゾートにはこうした不安の名残りが今日も残っているためである。

#### 宗教学者による批評
ヒュー・B・アーバンは、OSHOインターナショナル・メディテーション・リゾートでは、5つ星ホテル的な豪華な雰囲気の中で、世界中のあらゆる伝統から取られたスピリチュアルな実践が盛り合わせで提供されるが、官能的な意味でも商業的な意味でも「消費的」であり、感覚を愉しませる消費とスピリチュアルな消費のビジネスモデルの両方を称賛する新しいタイプの神聖な空間となっていると評し、「この身体そのものが仏陀である」「富はあらゆる面で人々を高め、あらゆる面で人生を豊かにすることができる完璧な手段である」というオショー・ラジニーシの見解と、「私はスピリチュアルな唯物主義者である」という宣言とがシームレスに融合していると述べている。
アーバンによると、このリゾートはオショー・ラジニーシの「ゾルバ・ザ・ブッダ」の理想と共に、1990年代のグローバル資本主義の多くの側面、「新自由主義」とも呼ばれるものを体現しており、アーバンは、アシュラムの高級スピリチュアルリゾート化は単なる宗教的な「裏切り」や、商業主義と消費主義によるスピリチュアリティの乗っ取りではなく、後期資本主義とグローバルな新自由主義の文脈における「聖なる空間」そのものの、非常に興味深く複雑な再構築を象徴していると主張している。

### 現代のタントラへの影響
南アジアの伝統的なタントラを再解釈し、東洋と西洋を複雑に融合させたオショー・ラジニーシのネオタントラは、1970年代以降、ヨーロッパとアメリカで人気のある性ヨーガ（タントリック・セックス）のほぼすべてに多大な影響を与えた。ラジニーシ以降の（南アジアの伝統の外における）タントラの解釈は、「タントラ」という名称を使ってはいるが、伝統的なタントラとは全く異なる歴史と信仰体系を説いている。これらのネオタントラの著者達は、歴史的なタントラの文献、禁欲的な儀式、瞑想の実践を否定し、伝統的なものとは全く異なる目的を掲げている。
現代のタントラはニューエイジと自己啓発運動の中で広まり、ネオタントラのセンターの設立者、現在活動しているタントラの指導者は、マーゴ・アーナンダ等オショー・ラジニーシの弟子が多い。ネオタントラは現在、主に「スピリチュアルな性科学」の一種と考えられている。人気のある書籍の多くがオショー・ラジニーシの直接的な影響を認めているだけでなく、マーゴ・アーナンダの『The Art of Sexual Ecstasy（性的エクスタシーの技法）』（1990年）、訓練を受けたライヒ派セラピストのアニーシャ・ディロン『Tantric Pulsation（タントラの鼓動）』（2005年）等の弟子の作品が多大な影響力を持つベストセラー作品となっている。また、タントラとヨーガに関する彼自身の書籍やDVDも世界中で売れ続けている。世界中で行われているオショー・ラジニーシの教えの実践の多くは、現在もネオタントラと性愛に大きく重きを置き続けている。

### ネオ・アドヴァイタ運動への影響
思想史家のバス・J・H・ジェイコブスや宗教学者のリーゼロッテ・フリスクは、1990年代初頭に出現した、人為的努力のいらない突然の悟りを中心テーマとする運動（ネオ・アドヴァイタ、非二元論運動として知られ、一部の学者は「サットサン・ネットワーク」と呼んでいる）の教師の大多数は、オショー・ラジニーシと何らかの形で関わりがあると指摘している。ネオ・アドヴァイタ運動はサットサンズと呼ばれる交流イベントを中心に展開し、これはインド人グルのH・W・L・プーンジャ、通称パパジが行ったものに由来する。悟りを開いた教師はサットサンズで、チベット仏教で「指摘による指導」（ngo sprod）と呼ばれる問答を参加者に行い、一連の質問、回答、ジョーク、コメントを通じて、参加者は自分がすでに悟りを開いていることに気付くよう巧みに説き伏せられる。悟りはこのように当人の努力なしに即席で得られるため、ネオ・アドヴァイタ運動は膨大な数の悟りを開いた教師を生み出し、おそらくその結果、悟りという概念は総じて軽く見られるようになった。
サニヤシンのスワミ・プレム・パリトシュ（クリス・グレイ）は、オショー・ラジニーシの死後、多くのサニヤシンがパパジのもとに流れていったと述べ、彼の晩年の禅の教えとパパジのサットサンの類似性についてコメントしている。バス・J・H・ジェイコブスは、オショー・ラジニーシの悪評のために関連が軽視されがちであるが、現代のネオ・アドヴァイタ運動の流行と、特別な手段や何年もの修行もなく悟るという「即座主義（immediatism）」の起源を理解するためには、そのつながりを調査する必要があると述べている。

### インドにおける受容
オショー・ラジニーシの教えは彼の生前、母国インドでは多くの人に歓迎されることはなかったが、死後インドの世論に変化が生じ、生前よりも死後の方が母国で称賛されている。インドの都市部では近年新興のヒンドゥー教団の活動が活発化しており（2005年時点）、特に 1960年代後半以降に欧米の若者たちの一部で人気があったオショー・ラジニーシ運動やクリシュナ意識国際協会といった新興ヒンドゥー教団が急速にインドに逆輸入され、都市部で大きな影響力を持っている。
インドのある新聞は1991年に、インドの運命を最も変えた10人に仏陀やマハトマ・ガンディーといった人物と共に彼を入れており、その理由は「宗教性と画一主義の束縛から未来の世代の心を解放した」こととされた。インディアン・エクスプレス紙に寄稿したコラムニストのタンウィール・アラムは、「故ラジニーシは、人間の幸福を破壊する社会の不条理を見事に表現した」と述べた。2006年の彼の生誕75周年記念の祝賀会で、インドの歌手ワシフッディン・ダガーは、彼の教えは「以前よりはるかに現在の社会に合っている」と述べた。
2011年に、オショー・ラジニーシの教えに関する全国セミナーがジャバルプルのマンクンワルバイ女子大学の哲学科で開催された。このセミナーは大学助成委員会のボーパール事務所が資金提供し、オショー・ラジニーシの「ゾルバ・ザ・ブッダ」の教えに焦点を当て、霊性・精神性と唯物論的・客観的なアプローチの調和を模索した。

### 日本
アメリカのラジニーシプーラムで運動の中央集権化が進んだ時期には、日本でも1985年に各地の瞑想センターが閉鎖され、東京にコミューンが作られ、約110人が個人財産を処分して共同生活を行った。
1985年のラジニーシプーラム崩壊後、1988年に東京に Osho サクシン瞑想センターが開設され、これは2018年時点でも存在する。瞑想や各種セミナーの開催、講話録の販売などが行われているが、オショー・ラジニーシの死後は、日本ではあまり活発な運動の活動はみられない。プネーの教団（リゾート）は中央集権的に世界中の様々なグループを取りまとめており、日本のセンターは、ドイツ、イタリア、アメリカのセンターと同様に傘下のひとつである。日本のセンターを含めたこれらのグループは、それぞれのサニヤシンの霊的・精神的指導者、グルとしてのオショー・ラジニーシの役割を重視している。

### その他の国での人気
ネパールでは、2008年1月時点で60のラジニーシ・センターがあり、45,000人近くの弟子が入門している。
イタリアでは2016年に「Le più belle frasi di Osho」と題された風刺的なFacebookページが開設され、オショー・ラジニーシの写真に国政についてのユーモラスなキャプションを付けた投稿を行い、フォロワーが100万人を超えて文化現象となり、投稿は全国紙やテレビで紹介もされた。彼の本は200以上の出版社から60以上の言語で出版されており、イタリアと韓国でベストセラーとなった。

### 運動内部からの商業化・「インナー・サークル」への批判
プネーの指導者たち「インナー・サークル」はインド人ではなく、サニヤシンの中には、彼らが利益主導の商業主義に陥り、本当のコミューンから、裕福な観光客が数日リラックスするために訪れるだけの、西洋化された高級リゾートに変わってしまったと憤慨する人もいる。
Oshoという名前、本、技法の権利は、インドからスイスのチューリッヒとアメリカのニューヨークに移されたが、インド人サニヤシンが増加する中で、インド人の中にはこうした動きにショックを受け、プネーのセンターを運営する非インド人達によってオショー＝ラジニーシ運動が商業化され、西洋化され、インド人が除け者にされていると怒りを表す人も増えた。
OSHOインターナショナル財団と対立団体の、Oshoという商標と彼の著作物に関する長年に渡る激しい法廷闘争や、OSHOインターナショナル・メディテーション・リゾートの経営陣による利益や土地の不正な移動の疑惑、プネーのアシュラムが（オショー・ラジニーシが批判した意味での）宗教化しているという批判、OSHOインターナショナル財団によるオショー・ラジニーシの遺言状の偽造の疑惑といった告発や訴訟は、インド国内だけでなく世界中のサニヤシンたちのスピリチュアルな生活や士気に影響を与え、プネーのアシュラムの雰囲気を大きく変えた。ヒュー・B・アーバンによると、長年サニヤシンである人々や、プネーのコミュニティのメンバーは、初期のアシュラムにあった熱狂的で遊び心のある混沌とした雰囲気は、国際的な系列ホテルに似た、新しい種類の怪しげな官僚主義に徐々に取って替わったと語っており、彼がインタビューした街で働く一般の人々も基本的に同意見である。
複雑で激しい法的な争いは、21世紀のオショー＝ラジニーシ運動の一部の勢いを削いだが、オショー・ラジニーシの遺産全体にとって重要なことだと考えている人は一部に留まり、ほとんどのサニヤシンは、オショー・ラジニーシのメッセージへの注目を邪魔する、退屈で、煩わしく、非常に恥ずかしいものだが、オショー・ラジニーシのメッセージとはほとんど関係がないと考えているようで、この運動に意味を見出し続けている。

### 死後の著作権・商標に関する法的紛争
オショー・ラジニーシの死後そのコミュニティは分裂していき、プネーを中心とし主に非インド人メンバーが率いるOSHOインターナショナル財団（OIF、現在の拠点はチューリッヒ）と、ニューデリーを中心とし主にインド人メンバーが率いるオショー・ディヤーナ・マンディール（Osho Dhyan Mandir）とそのウェブサイト Oshoworld.com を主とするライバルグループに分かれ、Oshoという名前の権利をめぐって大規模な法廷闘争が繰り広げられ、運動における国家主義的かつグローバルな緊張が浮き彫りになった。
オショー・ラジニーシが生前、東洋のスピリチュアルな伝統である瞑想を著作権と商標で保護することを明確に否定したにもかかわらず、彼の死後すぐに彼が提唱した瞑想は著作権で保護され、使用権と利益をめぐる様々な争いにつながった。1992年以降、OSHOインターナショナル財団はOshoという名前に関連するすべての書籍、テープ、瞑想、その他の資料についてアメリカで商標登録を出願し始め、今日彼らは、オショー・ラジニーシの作品のすべての著作権と、さまざまな実践のすべての商標、デザイン、ロゴの唯一の登録された所有者であると主張し、この動きはオショー・ディヤーナ・マンディールを主とするライバルのオショー・グループとの一連の法的紛争につながった。
OSHOインターナショナル財団は2000年にオショー・ディヤーナ・マンディールを相手取り、「Osho World（www.oshoworld.com）」というウェブサイトのドメイン名にOshoという名前を使用したことで訴えたが、これは、「Osho」という単語が個人名なのか、仏教の師を意味する日本語の一般的な称号なのか、また宗教的な称号自体が知的財産になり得るのかという、大きく根深い問題を提起することになった。オショー・ディヤーナ・マンディールは、瞑想を著作権で保護し商標登録することを否定したオショー・ラジニーシの言葉を引用し、宗教的思想を著作権で保護したり商標登録したりするという考えを否定したが、OSHOインターナショナル財団は、オショー・ラジニーシは頻繁に矛盾した発言をしており、この発言を彼の最終的な結論ということはできず、商標と著作権はオショー・ラジニーシの教えの濫用を防ぐためにあると反論した。
この争いは全米仲裁フォーラム（NAF：The National Arbitration Forum）に持ち込まれた。全米仲裁フォーラムは、オショー・ラジニーシ自身は知的財産権問題にほとんど関心がなく、この称号を商業的利益のために利用していないと指摘し、団体がOshoのような名称を商標登録することを認めるとキリストや仏陀などの他の宗教の称号の商標登録にも道が開かれるとも述べ、オショー・ディヤーナ・マンディールに有利な判決を下した。
この判決を受け、同年後半に、オショー・コミュニティ内の反体制派や、プネーのコミュニティの在り方を「攻撃的で支配的」だと批判し事実上追放された人々が、オショー・フレンズ・インターナショナル (Osho Friends International：OFI) という新しいグループを結成した。彼らはオショー・ラジニーシの教えの露骨な商業化を拒否し、その作品とテクニックは世界中で自由に利用できるべきだと主張し、彼のメッセージは全人類のためのもので、知的財産権の主張によって束縛されることはないと主張し、「OSHO : すべての人の生得権 - 誰の著作権でもない（OSHO: Everybody’s birthright—nobody’s copyright.）」をスローガンに掲げ、Oshoという名前の商標、オショー・クンダリニー瞑想やオショー・リバランシングなどの技法の商標取り消しのために、米国特許商標庁 (USPTO) に請願書を提出した。米国特許商標庁は2009年、前述の超越瞑想（TM）を取り上げたオショー・ラジニーシの風刺的な批評を引用し、普及のためにメンバーが世界中にセンターを設立し、OSHOという名前を使用することをオショー・ラジニーシは許可していたと認め、OSHOインターナショナル財団に不利な判決を下し、Oshoという名前は一般的な形容詞であり、競合他社が自由に使用できるべきであると判断した。また米国特許商標庁は、ポール・ヒーラスの著書『The New Age Movement（ニューエイジ運動）』などの学術作品も調査し、学術界では「Osho」を「宗教的、瞑想的な運動であり、商標ではない。（religious and meditative movement and not as a trademark.）」一般的な意味で言及していると指摘している。
しかし、OSHOインターナショナル財団は、アメリカの2つの主要団体の判決で否定されたにもかかわらず、 Oshoという名称、技法、関連する道具類の世界的な流通に対する権利を主張し続けている。Osho.comのWebサイトでは2016年時点で、著作権および商標権を変わらず維持しており、これらの判決はアメリカのみに影響し、Oshoという名称が引き続き保護されている他の国には影響しないと主張している。
2009年の米国特許商標庁の判決から間もなくして、OSHOインターナショナル財団は、Oshoという名前とテクニックを宣伝する傘下外のグループのFacebookページに対し、著作権侵害でFacebookに告発しページを削除させることを繰り返した。サンフランシスコの独立系のオショー・センターはブログで、OSHOインターナショナル財団はアメリカでの敗訴の後、登録に反対するサニヤシンが十分にいない中国やベネズエラなどで商標を登録し、インターネットは全世界に広がっており、いくつかの地域で有効な商標登録があるのだからインターネット上のビジネス名にOSHOを使うことはできないと主張しており、また、Facebookは「Osho」を人物ではなく単に商標として扱っていると、OSHOインターナショナル財団の行いとFacebookの判断の不当さを訴えた。
また、OSHOインターナショナル・メディテーション・リゾートの資産をめぐり、プネーのセンターを運営する少数のサニヤシン（主に非インド人）の経済的利益のために資産が売却・譲渡されているという多くの批判がある。

#### OSHOインターナショナル財団による遺言状の偽造疑惑
2010年にオショー・ロータス・コミューン（ドイツ、ケルン。ヨーロッパ最大のオショー瞑想センターであるOsho UTA インスティテュートの親組織）は、欧州共同体商標意匠庁（OHIM：the Office for Harmonization in the International Market）に請願書を提出し、アメリカの局に倣ってOSHOインターナショナル財団の商標権の主張を無効とするよう求めた。オショー・ロータス・コミューンは、OSHOインターナショナル財団の主張はオショー・ラジニーシの遺産を守るためのものではなく、主に権力、すなわち彼の莫大で利益の多い遺産の支配に関するものであるとはっきり述べ、OSHOインターナショナル財団の主張は、オショー・ラジニーシの崇高な目的の中心である自由と、制度的および官僚的支配に対する彼の根本的な拒絶に真っ向から反していると主張した。
これに対しOSHOインターナショナル財団は、商標の独占所有の主張を裏付けるために、1989年10月15日に署名されたオショー・ラジニーシの「遺言状」とされる文書と、弁護士による宣誓供述書を提出した。これは1ページに満たない非常に短い文書だったが、「私、オショーは、現在または将来私が所有するあらゆる形式のあらゆる権利、権原（所有権、出版権、関連する権利を含むが、これらに限定されない）を「ネオ・サニヤス・インターナショナル財団」に譲渡し、遺贈する。これには、現在または将来、あらゆる形式で公開される私のすべての作品が含まれる。（I, Osho … hereby devise and bequest any and all right, title in any form owned by me, now or in the future, including but not limited to all ownership, publishing or related rights, to all my work, published to date or in the future, in any form, to “Neo Sannyas International Foundation.“）」という文章が含まれていた。
ネオ・サニヤス・インターナショナル財団は、OSHOインターナショナル財団（1990年）の前身であり、この文書が本物であれば、世界中のすべての オショー・ラジニーシの関連資料の権利がOSHOインターナショナル財団の単独管理下に移譲されることになる。しかしすぐに、この文章の署名が1976年の別の文書の署名と全く同じであるという疑惑が生じ、イタリアのボローニャ、オーランガバード、ニューデリーの複数の独立した専門家によって、顕微鏡レベルで精査され、「遺言状」の署名は1976年の手紙の署名と同じであると結論付けられ、それは文章が偽造であることを意味した。
2013年12月、オショー・フレンズ・インターナショナルを代表しヨーゲッシュ・タッカーが、「遺言状」の署名は利権目的で偽造されたものであると主張し、告訴状を提出した。その直後、プネー警察はアシュラムの管理者に「遺言状」の原本を提出するよう求める通知を出したが、2014年1月、OSHOインターナショナル財団は「遺言状」をヨーロッパの裁判手続きから取り下げた。OSHOインターナショナル財団を批判する人々は、これは「遺言状」偽造のダメージを最小限にするための必死の行動で、これ自体が偽造の証拠であると見ている。現在多くの批評家は、「遺言状」は偽造されたものだと考えている。
アメリカ連邦裁判所はOSHOインターナショナル財団の控訴を棄却する命令を出し、これによりオショー・フレンズ・インターナショナル（Osho Friends International：OFI）との10年近くにおよんだ一連の法廷闘争は終わり、2009年1月にOSHOインターナショナル財団が保有するOshoという商標は、アメリカで無効となった。プネーのOSHOインターナショナル・メディテーション・リゾートはこの判決に対してコメントは出さなかったが、ニューデリーのオショー・ワールド財団が発行する月刊誌「オショー・ワールド」の編集者スワミ・チャイタニヤ・キールティは、自分と世界中のオショー・ラジニーシの信者たちは喜んでいると語った。

## ダイナミック瞑想の医療的利用の検証
アメリカのダラスの精神科医Vyas, A博士は、オショー・ラジニーシが編み出したダイナミック瞑想の臨床効果を調査するために、パイロットスタディを行い論文にまとめた。本研究は治験者が実際に瞑想を行い、ペアワイズ比較を用いて行われた。結論として、攻撃的行動、抑うつ状態、形質的危険性、感情的な疲労、役割の過負荷、心理的な緊張の大幅な減少が見られたと実証した。そして、心理療法として使用することができると示している。ただし、この論文の出版元「ATHENS INSTITUTE FOR EDUCATION AND RESEARCH」は、ハゲタカジャーナルと呼ばれる出版社・学術誌のリスト「ビールのリスト」に掲載されている。
2015年に21日間、ダイナミック瞑想の実験研究が行なわれた。インド、ラックナウで行われたこの研究は、20-50歳の健康なボランティア20名（男性14名、女性6名）が参加し（4名は健康上や一身上の理由で脱落）血漿コルチゾール値（ストレスに関与し、過度なストレスを受けると分泌量が増加し、抗ストレスホルモンとして恒常性の維持に不可欠な物質）を測定し、このアクティブ瞑想が抗ストレス効果を生み出すと結論づけた。健康なボランティアを対象に実施され、参加者数が16名と少ないことが指摘されており、ダイナミック瞑想のストレス解消効果をより実証するには、ストレスを抱えた人々を対象に、大人数が参加する研究をさらに行う必要がある。

## ドキュメンタリー
オショー・ラジニーシ達の驚異的な成功と破滅を追ったNetflixのドキュメンタリー・シリーズ「ワイルド・ワイルド・カントリー（Wild Wild Country）」（全6話）が、2018年に第70回エミー賞5部門にノミネートされ、米国内で注目を集めた。オショー・ラジニーシの思想や教えには踏み込まず、関係者を追う形をとっている。映画製作者たちはアーカイブ映像をデジタル化し、ポートランドの地元ニュース局が撮影した映像、スーパー8mmフィルム、ホームビデオ映像を探し出し、全てを記録すべきだというオショー・ラジニーシの宣言を受けてサニヤシン達が撮影した、ラジニーシプーラムの生活を紹介する膨大な宣伝用映像も使われた
映画とテレビを評価統計するサイト「Rotten Tomatoes」では、公開半年時点でのスコアは98%と高い。RogerEbert.comの評論家のニック・アレンは、本作を「善と悪の複雑な定義を観客に問いかける、奥深く魅惑的な作品」と絶賛した。ニュー ・リパブリックの編集長で、『The Rajneesh Chronicles: The True Story of the Cult that Unleashed the First Act of Bioterrorism（ラジニーシ黙示録：アメリカで最初のバイオテロを起こしたカルトの真実の物語）』の著者ウィン・マコーマックは、この映画は、膨大な量のニュース映像アーカイブを調査、発見、選択し、一貫した枠組みに編集するという大変な仕事を成し遂げ、地域住民への詳細なインタビューを行い、可能な限り双方の代表者に意見を述べさせており、過去のプロパガンダ的な映画よりかなり良作だと評価している。
一方マコーマックは、本作は教団が起こした問題と真の脅威の範囲に向き合うことには失敗していると評している。マシュー・レムスキーは、田舎者対侵略者の戦いを描いたポップで魅力的な娯楽作品に過ぎず、「客観性」を称賛する多くのレビューがあるが、実際のところ問題の多くは取り上げられていないと述べている。映画監督のマヘーシュ・バットは、この作品は、世界的に「セックス・グル」として知られる彼のような人物をあえて取り上げ、悪者に仕立て、その没落でお祭り騒ぎをしており、高尚な人物が矮小化し破滅する姿を楽しむという大衆の倒錯した喜びを満たす娯楽作品であり、善人を自認する人々のサディスティックな衝動に迎合していると感じたと述べている。物議を醸した彼という人物に対して大胆な視点をとっておらず、大衆娯楽作品の肝である中流階級の価値観を支持し、擁護し、永続化に寄与していると評している。
OSHOインターナショナル財団は公式サイトで、本作で取り上げられたオショー・ラジニーシ達の破滅は、本質的にはオショー・ラジニーシのヴィジョンの妨害を目指すアメリカ政府の謀略によるもの等と反論し、ドキュメンタリー・シリーズ「Osho: Priests and Politicians—The Mafia of the Soul（聖職者たちと政治家たち 魂のマフィア）」を作成した（YouTube配信、メンバー限定公開）。

## 創作
- インド系アメリカ人作家アヴニ・ドーシ（英語版）のデビュー作で、2020年ブッカー賞最終候補作『母を燃やす（英語版）』（Burnt Sugar）では、結婚しプネーで抑圧された生活を送っていたが自分の欲求に従って生きることを選びアシュラムに飛び込んだ母と、生後まもない頃に母にアシュラムに連れていかれ、ここで7歳まで母がいるのに世話をしてもらえない生活を強いられた娘の葛藤が描かれた[373]。作者の母方の家族はオショー・ラジニーシのプネーのアシュラムと関係があり、本作はそれにインスピレーションを受けた[374]。ガーディアン紙は、アシュラムのグルのモデルはオショー・ラジニーシであると指摘している[373]。

## 講話

### 講話（えり抜き）
反社会主義・反ガンジー主義:
- The Mind of Acharya Rajneesh[91]（様々なヒンディー語の書籍より、1974年出版[375]）
- Beware of Socialism![91]（1970年の講話、1978年年出版。ヒンディー語からの翻訳[375]）

セックス:
- From Sex to Superconsciousness（1968年の講話、1969年ヒンディー語版出版、1970年グジャラート語版出版、1970年・1979年英語版出版）[375][33]

瞑想の理論・テクニック:
- Meditation. The Art of Ecstasy（1970年-1972年の講話、1976年出版。ヨーガ、混沌とした瞑想、マスターになるためのイニシエーション、光明、無欲への道としての完全な欲望、魂、LSDと瞑想、直感、悟り（Satori）と三昧の違い、性的エネルギーとクンダリニーの覚醒、人間の7重の身体、オリジナルの瞑想テクニックの要約[375]）
- The Book of the Secrets. Discourses on Vigyana Bhairava Tantra, Vols. I – V (1972年-1973年の講話、1974年-1976年出版。ヒンドゥー教のカシミール・シヴァ派のビジュニャーナ・バイラヴァ・タントラ（ヴィギャン・バイラヴ・タントラ）[375][† 24])
- The Orange Book
- Meditation: The First and Last Freedom
- Learning to Silence the Mind

【仏教】
- The Dhammapada (Vols. I – X)(法句経)
- The Discipline of Transcendence (Vols. I – IV)
- The Heart Sutra (般若心経)
- The Diamond Sutra (金剛般若経)

チベット密教のタントラ:
- The Tantra Vision（サラハの詩）
- Tantra: The Supreme Understanding（ティローパ（英語版）のマハームドラー、グルへの帰依[147]）

禅宗:
- Neither This nor That (僧璨の信心銘)
- No Water, No Moon
- Returning to the Source
- And the Flowers Showered
- The Grass Grows by Itself
- Nirvana: The Last Nightmare
- The Search. Bhagwan Shree Rajneesh talks on The Ten Bulls of Zen (1976年の講話、1977年出版[376]。十牛図)
- Dang dang doko dang
- Ancient Music in the Pines
- A Sudden Clash of Thunder
- Zen: The Path of Paradox
- This Very Body the Buddha (白隠慧鶴の座禅和讃)

【ヒンドゥー教】
- Yoga: The Alpha and the Omega Vols. I – X (1973年-1974年の講話、1976年出版。パタンジャリのヨーガ・スートラ[375])
- Total of 91 separate discourses（アシュターヴァクラ・ギーター（英語版））

ウパニシャッド:
- I am That (イーシャー・ウパニシャッド)
- The Supreme Doctrine
- The Ultimate Alchemy Vols. I and II
- Vedanta: Seven Steps to Samadhi

改革者カビール:
- Ecstasy: The Forgotten Language
- The Divine Melody
- The Path of Love

【バウル（ベンガルの吟遊詩人）】
- The Beloved

【シク教】
- The True Name（グル・ナーナクの『ジャプジ』とシク教）

【イスラム教のスーフィー】
- Until You Die
- Just Like That
- Unio Mystica Vols. I and II (サナーイーの詩)

【道教】
- Tao: The Three Treasures Vol I – IV  (老子の老子道徳経)
- The Empty Boat (荘子の物語)
- When the Shoe Fits (荘子の物語)
- The Secret of Secrets. Talks by Bhagwan Shree Rajneesh on The Secrets of the Golden Flower（1978年の講話、1982年出版。太乙金華宗旨（中国語版）[376]、反社会主義[91]）

【ユダヤ教のハシディズム】
- The True Sage
- The Art of Dying

【ギリシア哲学】
- The Hidden Harmony（ヘラクレイトス）

【キリスト教のイエス】
- The Mustard Seed (トマスによる福音書)
- Come Follow Me Vols. I – IV

【近現代西洋哲学】
- Zarathustra. A God That Can Dance（1987年の講話、1987年出版。ニーチェの『ツァラトゥストラはこう語った』[377]）

質問に基づいた講演:
- I Am the Gate
- The Way of the White Clouds
- The Silent Explosion
- Dimensions Beyond the Known
- Roots and Wings
- The Rebel

自身の幼年期について:
- Glimpses of a Golden Childhood. The Rebellious Childhood of a Great Enlightened One

ダルシャンのインタビュー:
- Hammer on the Rock
- Above All, Don't Wobble
- Nothing to Lose but Your Head
- Be Realistic: Plan for a Miracle
- The Cypress in the Courtyard
- Get Out of Your Own Way
- Beloved of My Heart
- A Rose Is a Rose Is a Rose
- Dance Your Way to God
- The Passion for the Impossible
- The Great Nothing
- God Is Not for Sale
- The Shadow of the Whip
- Blessed Are the Ignorant
- The Buddha Disease
- Being in Love

### 日本での出版
バグワン・シュリ・ラジニーシ
- 『存在の詩―バグワン・シュリ・ラジニーシ、タントラを語る』スワミ・プレム・プラブッダ訳（星川淳）訳 (めるくまーる、1977年、ISBN 4-8397-0001-X)
- 『究極の旅―バグワン・シュリ・ラジネーシ、禅の十牛図を語る』スワミ・プレム・プラブッダ訳 (めるくまーる、1978年、ISBN 4-8397-0002-8)
- 『草はひとりでに生える』マ・アナンド・ナルタン（中沢藤胡）訳（ふみくら書房、1978年）
- 『Tao 永遠の大河―バグワン・シュリ・ラジネーシ、老子を語る（1,2,3,4）』 スワミ・プレム・プラブッダ訳、めるくまーる、1979-1982年、河出書房新社、2014年）
- 『生命の歓喜―バグワン・シュリ・ラジニーシとの対話 ダルシャン日誌』（ラジニーシ・パブリケーション・ジャパン、1980年）
- 『あなたが死ぬまでは』マ・アナンド・ナルタン訳 （ふみくら書房、1980年）
- 『般若心経―バグワン・シュリ・ラジニーシ、色即是空を語る』スワミ・プレム・プラブッダ訳 (めるくまーる、1980年)
- 『マイウェイ―流れ行く白雲の道』マ・アナンド・ナルタン訳 (ラジニーシ・パブリケーション・ジャパン、1980年)
- 『瞑想―祝祭の芸術』 スワミ・アナンド・ヴィラーゴ訳 (めるくまーる、1981年、ISBN 4-8397-0009-5)
- 『愛の錬金術―隠されてきたキリスト（上・下）』マ・アナンド・ナルタン訳（めるくまーる、1981年）
- 『セックスから超意識へ』スワミ・アナンド・ニラーラ訳 （ラジニーシ・パブリケーションズ・ジャパン 1982年）
- 『虚空の舟―荘子 （上・下）』マ・アナンド・ナルタン訳 （ラジニーシ・エンタープライズ・ジャパン 1982年）
- 『バウルの愛の歌 （上・下）』スワミ・サンギート訳（めるくまーる 1983年・1984年）
- 『オレンジ・ブック―バグワン・シュリ・ラジニーシの瞑想テクニック』スワミ・トシ・ヒロ訳 （ホーリスティック・セラピー研究所、1984年、めるくまーる、1995年）
- 『ダイヤモンド・スートラ-バグワン・シュリ・ラジニーシ金剛般若経を語る』スワミ・アナンド・ヴィラーゴ訳（瞑想社、1986年）
- 『新人権宣言―バグワン・シュリ・ラジニーシ基本的人権を語る』スワミ・ヤスヒデ、スワミ・アナンド・ヴィラーゴ訳 （瞑想社、1986年）
- 『英知の辞典』スワミ・アナンド・ソパン 訳(めるくまーる、1996年)
- 『魂への犯罪―バグワン・シュリ・ラジニーシ聖職者と政治家を語る』（イア・ラジニーシ・ネオ・サニヤス・コミューン、1987年）
- 『一休道歌 上』スワミ・アナンド・モンジュ訳 (めるくまーる、1987年、ISBN 4-8397-0036-2)
- 『一休道歌 下』スワミ・アナンド・モンジュ訳 (めるくまーる、1988年、ISBN 4-8397-0037-0)
- 『マイトレーヤ―バグワン・シュリ・ラジニーシ、ザ・ブッダ・ロード・マイトレーヤ』 スワミ・アナンド・ヴィラーゴ訳 （瞑想社、1988年）
- 『大いなる挑戦―黄金の未来』創造的科学と芸術と意識の世界アカデミー日本準備委員会 監修（ラジニーシ・エンタープライズ・ジャパン、1988年）
- 『ニュー・ウーマン誕生 : A new vision of women's liberation』（ラジニーシ・エンタープライズ・ジャパン、1988年）
- 『信心銘』スワミ・パリトーショ訳 （禅文化研究所、1989年、ISBN 4-88182-073-7）
- 『ゴールデン・チャイルドフッド―光輝の年代 シュリ・ラジニーシ幼年期を語る』スワミ・パリトーショ訳 （ラジニーシ・エンタープライズ・ジャパン、1989年）
- 『新人類―未来への唯一の希望』 スワミ・パリトーショ、スワミ・キャル訳 （瞑想社、1989年）
- 『アイ・アム・ザ・ゲート 秘儀伝授と弟子の意味』 武捨宏昭訳 （パブフル、2020年）

OSHOラジニーシ
- 『ア・カップ・オブ・ティー―オショー・ラジニーシ初期書簡集』スワミ・プレム・プラブッダ、スワミ・アナンド・ソパン訳 （めるくまーる、1989年）
- 『死・終わりなき生―オショー・ラジニーシ講話録』(講談社、1989年、ISBN 4-06-203569-3)
- 『坐禅和讃―和尚ラジニーシ、白隠禅師を語る』スワミ・プレム・ラジャ、スワミ・アナンド・ヴィラーゴ訳 （瞑想社、1990年）
- 『臨済録』スワミ・アナンド・モンジュ訳 (めるくまーる、1991年、ISBN 4-8397-0061-3)
- 『未知への扉―和尚、秘教グループを語る』 スワミ・アナンド・モンジュ訳 （瞑想社、1992年）

和尚/Osho/和尚
- 『モジュッド 説明できない生を生きた人』マ・アンタール・コマルタ編、スワミ・アナンド・ニラーラ訳（和尚エンタープライズジャパン、1990年）
- 『反逆のスピリット』スワミ・デヴァ・マジュヌ、マ・デヴァ・ヨーコ他訳 (めるくまーる、1990年、ISBN 4-8397-0057-5)
- 『狂人ノート』マ・アナンド・ナルタン訳、マ・アナンド・プシュポ編 (和尚エンタープライズジャパン、1991年、ISBN 4-900612-08-1)
- 『私が愛した本〛スワミ・パリトーショ訳 （Oshoエンタープライズジャパン、1992年）
- 『空っぽの鏡・馬祖』(壮神社、1992年、ISBN 4-915906-01-9)
- 『マイウェイ―流れ行く白雲の道』（和尚エンタープライズジャパン、1992年）
- 『道元―その探求と悟りの足跡』和尚 講話、スワミ・アンタール・ガータサンサ訳 （和尚エンタープライズジャパン、1992年）
- 『神秘の次元』（日本ヴォーグ社、1992年）
- 『タントラ―セックス、愛、そして瞑想への道』 和尚 講話、スワミ・アナンド・チダカッシュ訳 （和尚コーシャ瞑想センター、1992年）
- 『新瞑想法入門』スワミ・デヴァ・マジュヌ訳 （瞑想社、1993年、ISBN 4-8397-0070-2）
- 『これこれ千回もこれ―禅のまさに真髄』和尚 講話、スワミ・アナンド・ソパン訳 （和尚エンタープライズジャパン、1993年）
- 『内なる宇宙の発見―呼吸・夢の超越・やすらぎ ＜タントラ秘宝の書1＞」スワミ・アドヴァイト・パルヴァ（田中ぱるば）訳 （市民出版社、1993年）
- 『秘教の心理学』スワミ・プレム・ヴィシュダ訳 （瞑想社、1994年）
- 『生・愛・笑い』(めるくまーる、1994年、ISBN 4-8397-0049-4)
- 『ノーマインド―永遠の花々』スワミ・アドヴァイト・パルヴァ訳、スワミ・アナンド・ソパン照校 (壮神社、1994年、ISBN 4-915906-11-6)
- 『源泉への道―中心へ向かう・ハートの開発 ＜タントラ秘宝の書2＞」スワミ・アドヴァイト・パルヴァ訳 （市民出版社、1994年）
- 『第三の眼―見る技法・ブッダの愛 ＜タントラ秘宝の書3＞」スワミ・アドヴァイト・パルヴァ訳 （市民出版社、1994年）
- 『ダンマパダ』 沢西康史訳（瞑想社、1994年）
- 『ボーディダルマ』(めるくまーる、1994年、ISBN 4-8397-0079-6)
- 『沈黙の音―音を対象とした瞑想技法 ＜タントラ秘宝の書4＞」スワミ・アドヴァイト・パルヴァ訳 （市民出版社、1995年）
- 『愛の円環―宇宙的オーガズム ＜タントラ秘宝の書5＞」スワミ・アドヴァイト・パルヴァ訳 （市民出版社、1995年）
- 『TAO―老子の道〈上〉』(めるくまーる、1995年、ISBN 4-8397-0081-8)
- 『TAO―老子の道〈下〉』(めるくまーる、1995年、ISBN 4-8397-0082-6)
- 『覚醒の深みへ―エネルギーの上昇 ＜タントラ秘宝の書6＞」スワミ・アドヴァイト・パルヴァ訳 （市民出版社、1995年）
- 『光と闇の瞑想―存在への回帰 ＜タントラ秘宝の書7＞」スワミ・アドヴァイト・パルヴァ訳 （市民出版社、1996年）
- 『奇跡の探求―覚醒の炎 ＜和尚初期瞑想キャンプの講話1＞』 Oshoサクシン瞑想センター訳（市民出版社 1996年）
- 『存在とひとつに―ヴィギャン・バイラヴ・タントラ ＜タントラ秘宝の書8＞」スワミ・アドヴァイト・パルヴァ訳 （市民出版社、1997年）
- 『生の神秘－ヴィギャン・バイラヴ・タントラ ＜タントラ秘宝の書9＞」スワミ・アドヴァイト・パルヴァ訳 （市民出版社、1997年）
- 『空の哲学－ヴィギャン・バイラヴ・タントラ ＜タントラ秘宝の書10＞」スワミ・アドヴァイト・パルヴァ訳 （市民出版社、1998年）
- 『禅宣言』（市民出版社、1998年）
- 『イーシャ・ウパニシャッド―存在の鼓動』スワミ・ボーディ・マニッシュ訳 (市民出版社、1998年、ISBN 4-88178-165-0)
- 『奇跡の探求―七身体の神秘 ＜和尚初期瞑想キャンプの講話2＞』和尚 講話、和尚サクシン瞑想センター訳 （市民出版社、1998年）
- 『知恵の種子』(市民出版社、1999年、ISBN 4-88178-171-5)
- 『私の愛するインド―輝ける黄金の断章』 スワミ・プレム・グンジャ訳、マ・ジヴァン・アナンディ照校 （市民出版社、1999年）
- 『知恵の種子』(市民出版社、1999年、ISBN 4-88178-171-5)
- 『無水無月』(市民出版社、1999年、ISBN 4-88178-167-7)
- 『黄金の華の秘密』(めるくまーる、1999年、ISBN 4-8397-0099-0)
- 『ユニオ・ミスティカ』　（市民出版社、1999年）
- 『夜眠る前に贈る言葉』 （市民出版社、1999年）
- 『タントラの変容―サラハの王の歌〈タントラ・ヴィジョン2〉』和尚 講話、マ・アムリッタ・テジャス 訳(市民出版社、2000年、ISBN 4-88178-177-4)
- 『隠された神秘』(市民出版社、2000年、ISBN 4-88178-174-X)
- 『朝の目覚めに贈る言葉』 （市民出版社、2000年）

Osho
- 『朝の目覚めに贈る言葉』 （市民出版社、2000年）
- 『死のアート』　（市民出版社、2001年）
- 『エンライトメント―神秘家・アシュタヴァクラ  ただひとつの変革』スワミ・アンタール・ソハン訳 （市民出版社、2003年）
- 『シャワリング・ウィズアウト・クラウズ　（市民出版社、2003年）
- 『永久の哲学1』　（市民出版社、2004年）
- 『ラスト・モーニング・スター』　（市民出版社、2004年）
- 『インナー・ジャーニー―内なる旅』マ・アナンド・ムグダ訳 （市民出版社、2005年）
- 『そして花々が降りそそぐ』 マ・プレム・プラバヒ、Oshoサクシン瞑想センター訳（市民出版社、2005年）
- 『究極の錬金術 1―古代の奥義書ウパニシャッドを語る』 スワミ・ボーディ・イシュワラ訳 （市民出版社、2006年）
- 『永久の哲学2―ピュタゴラスの黄金詩２』（市民出版社、2006年）
- 『サラハの歌＜タントラ・ヴィジョン１＞』（市民出版社、2006年）
- 『究極の錬金術 ２―人間―永遠と永遠の架け橋』 スワミ・ボーディ・イシュワラ訳 （市民出版社、2008年）
- 『魂の科学－パタンジャリのヨーガ・スートラ』 澤西康史訳 （LAF瞑想社、2007年）
- 『こころでからだの声を聴く―ボディ・マインド・バランシング』 マ・アナンド・ムグダ訳 （市民出版社、2007年）
- 『神秘家の道－珠玉の質疑応答録』 スワミ・パリトーショ訳、スワミ・アドヴァイト・パルヴァ, マ・ギャン・シディカ照校 （市民出版社、2009年）
- 『探求の詩』　（市民出版社、2011年）
- 『魂のヨーガ』　（市民出版社、2012年）
- 『アティーシャの知恵の書 上』　（市民出版社、2012年）
- 『アティーシャの知恵の書 下』　（市民出版社、2013年）
- 『愛の道－神秘家・カビールを語る』 スワミ・プレム・グンジャ訳、マ・アナンド・ムグダ, マ・ギャン・プーナム照校（市民出版社、2013年）
- 『Joy 喜び』 山川紘矢・山川亜希子訳 （角川書店、2013年）
- 『草はひとりでに生える』（OEJブックス、2013年）
- 『究極の旅』（河出書房新社、2013年）
- 『死ぬこと生きること』 スワミ・ボーディ・デヴァヤナ（宮川義弘）訳、マ・アナンド・ムグダ、マ・ギャン・シディカ照校（市民出版社、2014年）
- 『存在とひとつに―ヴィギャン・バイラヴ・タントラ ＜タントラ秘宝の書8＞』スワミ・アドヴァイト・パルヴァ訳 （市民出版社、1014年）
- 『炎の伝承1』（市民出版社、2014年）
- 『Courage 勇気』 山川紘矢・山川亜希子訳 （KADOKAWA、2014年）
- 『死について41の答え』OSHO 講話ほか 伊藤アジータ 訳、スワミ・アナンド・ニラーラ 照校　(OEJブックス 出版、めるくまーる 発売、2015年)
- 『炎の伝承2』（市民出版社、2015年）
- 『愛の円環―宇宙的オーガズム ＜タントラ秘宝の書5＞』スワミ・アドヴァイト・パルヴァ訳 （市民出版社、2015年）
- 『内なる宇宙の発見―ヴィギャン・バイラヴ・タントラ ＜タントラ秘宝の書1＞』スワミ・アドヴァイト・パルヴァ訳 （市民出版社、1015年）
- 『真理の泉』 スワミ・ボーディ・デヴァヤナ訳（市民出版社、2016年）
- 『奇跡の探求2』（市民出版社、2016年）
- 『Intuition 直観』 山川紘矢・山川亜希子訳 （KADOKAWA、2016年）
- 『瞑想の道』（市民出版社、2017年）
- 『Creativity 創造性』 山川紘矢・山川亜希子訳 （KADOKAWA、2017年）
- 『夜眠る前に贈る言葉』 （市民出版社、2018 年）
- 『朝の目覚めに贈る言葉』 （市民出版社、2018年）
- 『ブッダ―最大の奇跡 ＜超越の道シリーズ1＞』 スワミ・ボーディ・デヴァヤナ訳、マ・ギャン・プーナム照校（市民出版社、2019年）
- 『瞑想録―静寂の言葉』 中原邦彦・庄司純訳 （季節社、2019年）
- 『あなたの魂を照らす60の物語』 Amy Okudaira訳 （大和書房、2019年）
- 『心理学を超えて1』 スワミ・ボーディ・デヴァヤナ訳 （市民出版社、2019年）
- 『存在の詩　TANTRA THE SUPREME UNDERSTANDING』新装復刊　OSHO 星川淳訳 2020年　めるくまーる）
- 『心理学を超えて　2 』（市民出版社、2020年）
- 『新瞑想法入門』（市民出版社、2021年）